# Église Saint-Denis de Bornel
L'église Saint-Denis est une église catholique paroissiale située à Bornel, dans le département de l'Oise, en France. Sa fondation remonte à l'époque mérovingienne, et son vocable lui a probablement été donné par l'abbaye de Saint-Denis, qui est le seigneur du village. Le collateur de la cure est néanmoins le prieuré Sainte-Madeleine de Bornel, qui dépend de l'abbaye de Vézelay. La partie la plus ancienne de l'église actuelle est la partie arrière du chœur, qui est de style roman, et date de la fin des années 1140. Le plan en hémicycle de la chapelle latérale sud peut être ramené à une potentielle absidiole romane. Pendant le dernier quart du XIIe siècle, un collatéral gothique fut ajouté au nord du chœur. Les grandes arcades de la nef non voûtée sont construites au tout début du XIIIe siècle. Sous la guerre de Cent Ans, l'église subit apparemment des destructions importantes, car elle est en grande partie reconstruite à la fin du XVe siècle, dans un style flamboyant plutôt rustique. Enfin, les piles du clocher sont reprises au XVIIe ou XVIIIe siècle, et le collatéral sud est remanié. De la sorte, les parties orientales de l'édifice sont très hétérogènes, et quatre époques s'y côtoient. Une seule voûte est romane ; les sept autres sont flamboyantes. L'église Saint-Denis est inscrite au titre des monuments historiques par arrêté du 18 mars 1927. Elle bénéficie d'une restauration intégrale à la fin du XXe et au début du XXe siècle, et se présente aujourd'hui dans un excellent état. Bornel est aujourd'hui affiliée à la paroisse Saint-Louis-en-Thelle avec siège à Chambly, et l'église Saint-Denis accueille des messes dominicales le dimanche à 18 h.

## Localisation
L'église Saint-Denis est située en France, en région Hauts-de-France et dans le département de l'Oise, en pays de Thelle, sur la commune de Bornel, au centre du village, rue de l'Église. C'est le chevet qui est aligné sur la rue. L'élévation méridionale et la façade occidentale donnent sur la place du village, qui est délimitée par la rue Carnot au sud, et la rue de l'Église à l'est. La mairie se situe en regardant la façade à gauche. L'élévation septentrionale de l'église est bien visible depuis une pelouse à l'est de la mairie. Ainsi, l'on peut faire le tour de l'église. Elle est entièrement dégagée de constructions mitoyennes, et bien visible de tous les côtés.

## Histoire

### L'histoire de la paroisse
La paroisse est de fondation ancienne. Elle est citée parmi les biens de l'abbaye de Saint-Denis dans une charte donnée par le roi Pépin le Bref en 751 ou quelque temps après, qui porte confirmation des biens de cette abbaye. Le lien avec l'abbaye dionysienne explique facilement le vocable de l'église, qui est dédiée à saint Denis de Paris. Le collateur de l'église est toutefois le prieur du prieuré Sainte-Madeleine de Bornel, qui dépend de l'abbaye de Vézelay. Le prieuré est réuni à la paroisse en 1777, et son église est désaffectée. Son vocable est transféré vers la chapelle latérale nord de l'église paroissiale, anciennement chapelle du Rosaire. L'ancien prieur devient le chapelain en titre de cette chapelle. Il s'engage également à faire construire une nouvelle sacristie. D'après Louis Graves, l'église Sainte-Madeleine est démolie en 1788. Sous l'Ancien Régime, la paroisse relève du doyenné de Beaumont, de l'archidiaconé de Clermont et du diocèse de Beauvais. De la paroisse de Bornel, dépendent les vicariats d'Anserville et Fosseuse. Depuis la création de quarante-cinq nouvelles paroisses à l'échelle du diocèse en 1996, Bornel ne constitue plus une paroisse indépendante. L'église Saint-Denis est aujourd'hui affiliée à la paroisse Saint-Louis-en-Thelle avec siège à Chambly, et les messes dominicales y sont célébrées le dimanche à 18 h.

### Les campagnes de construction de l'église

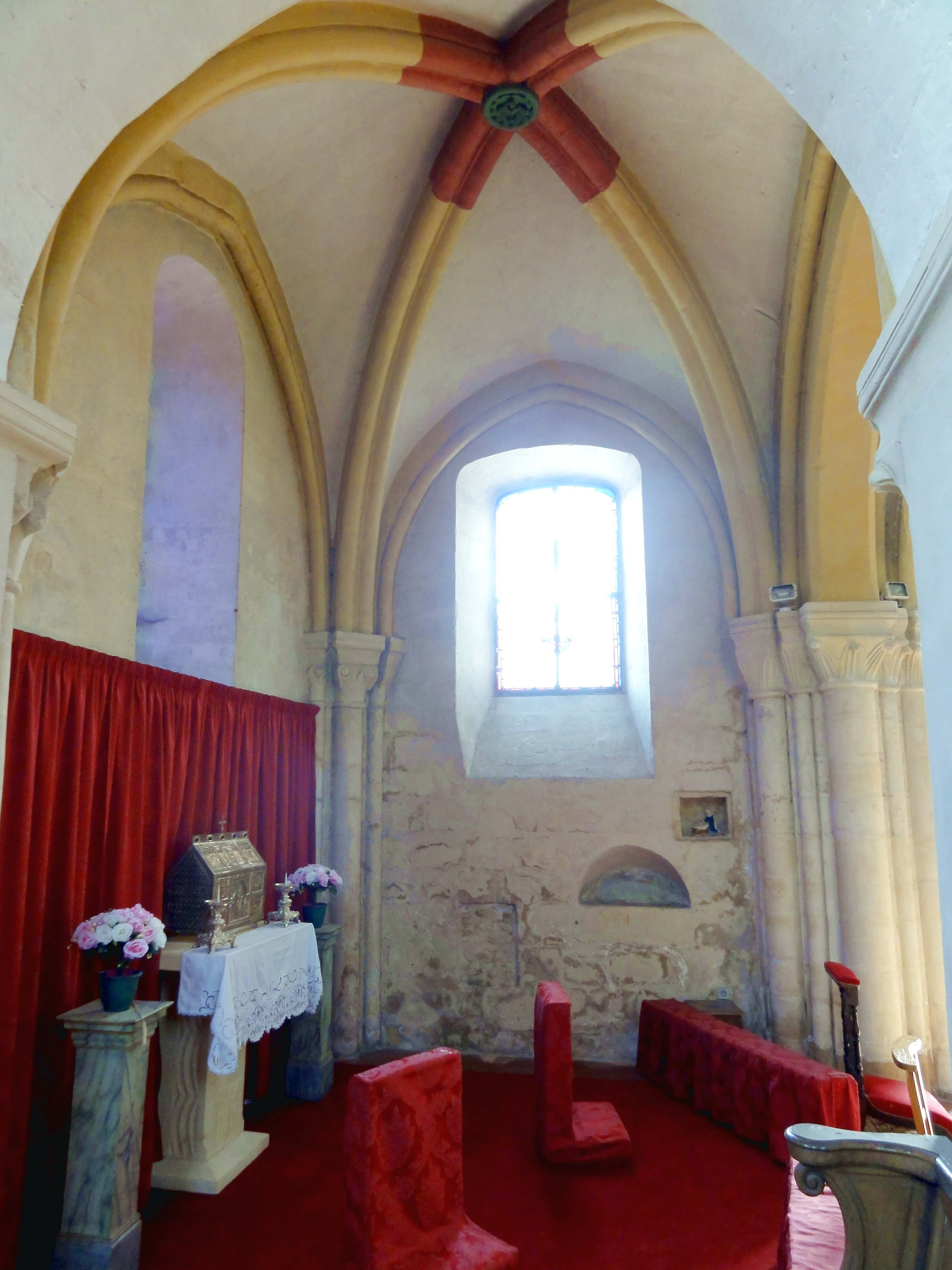
La travée romane du chœur, vue vers le sud.

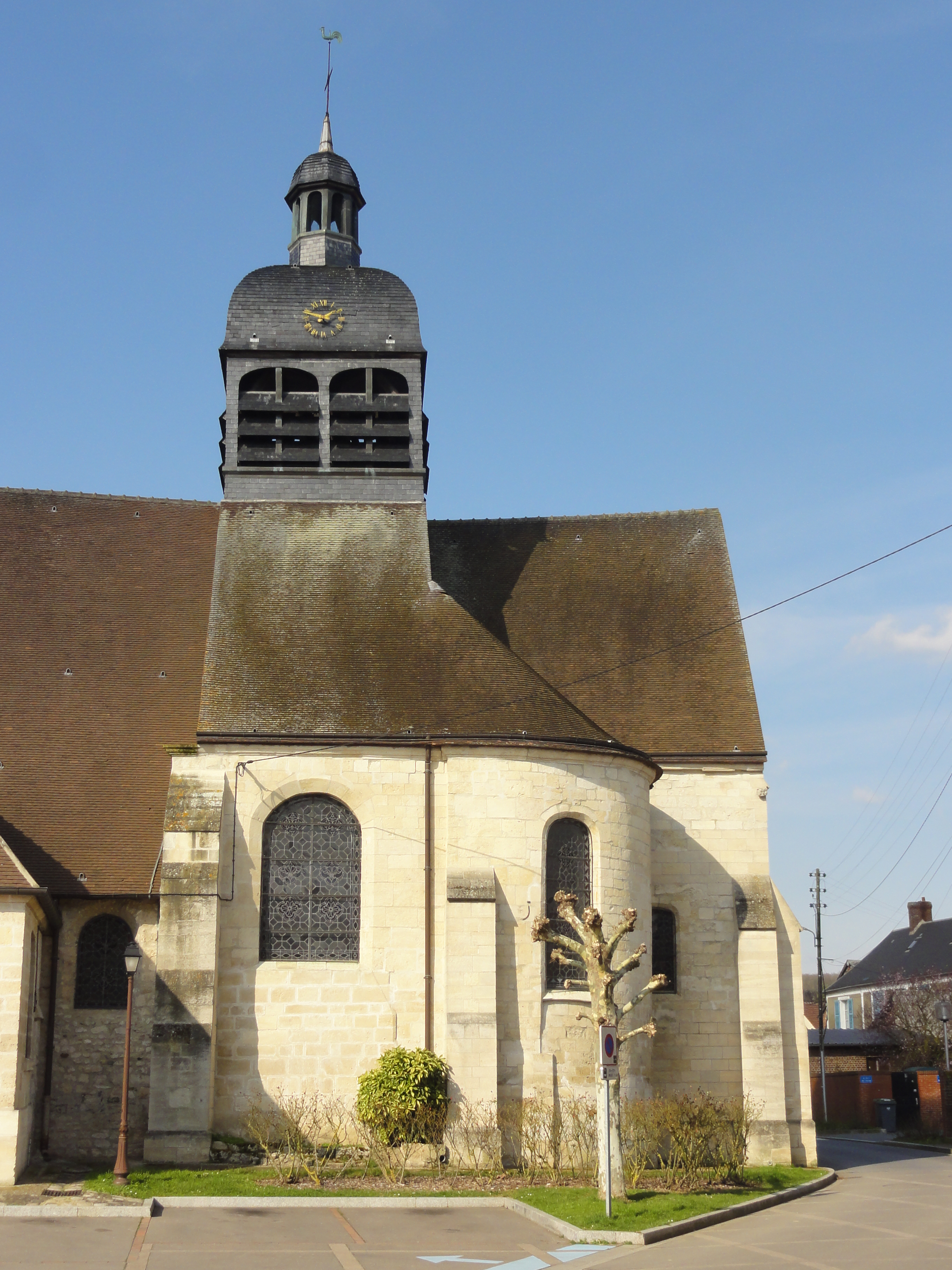
Parties orientales et clocher, vue depuis le sud.

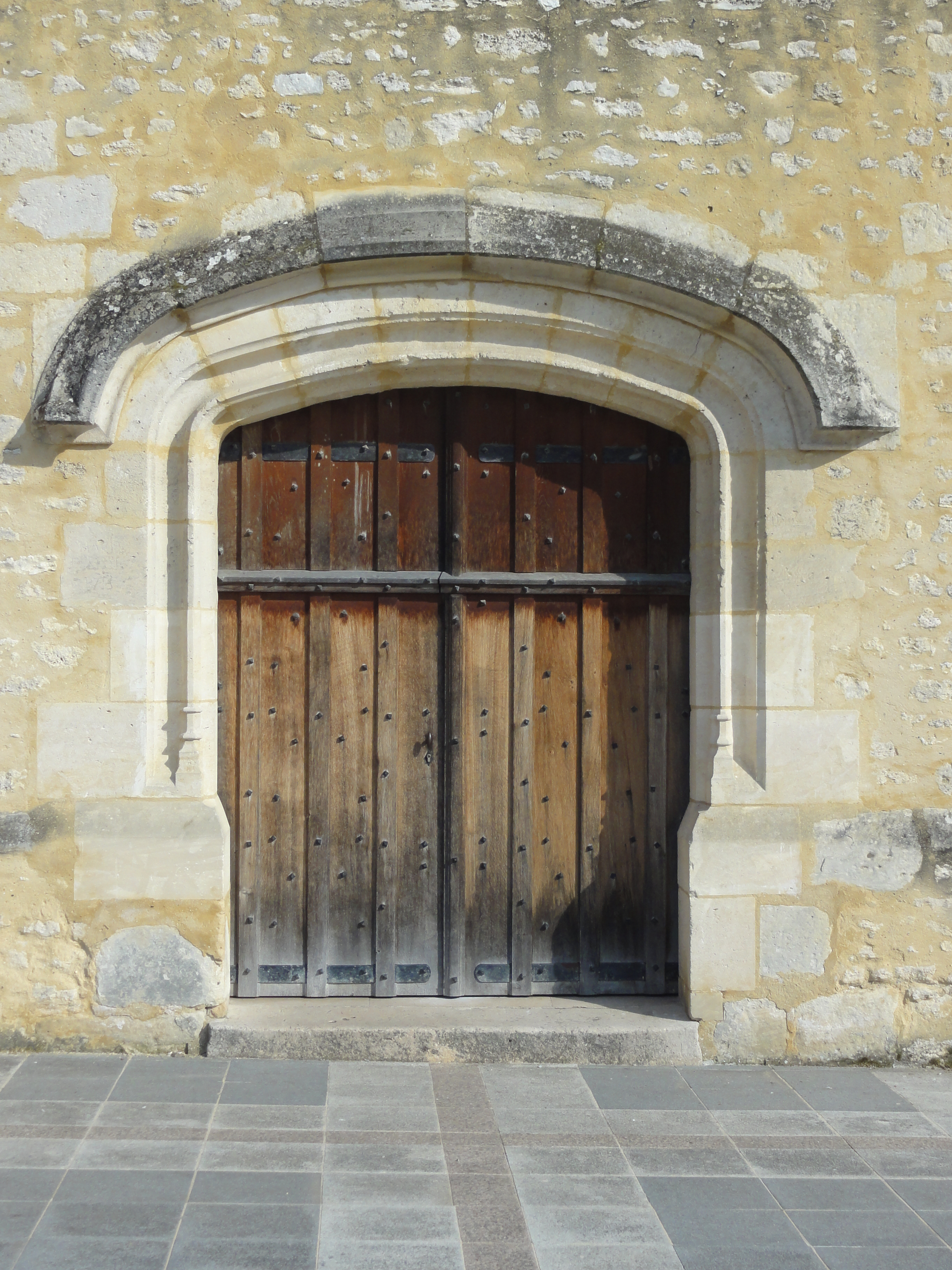
Le portail occidental flamboyant de la fin du XVe siècle.

La construction de l'église actuelle commence peu avant le milieu du XIIe siècle par le chevet du vaisseau central du chœur. De cette campagne de la fin de la période romane, ne subsistent que la partie antérieure de la deuxième travée et la troisième (et dernière) travée du chœur, ainsi qu'un chapiteau dans l'angle nord-est du bas-côté nord. La dernière travée du chœur conserve une voûte d'ogives d'origine, et dans le cadre d'une étude assez exhaustive, Dominique Vermand classe ainsi l'église Saint-Denis parmi les quarante églises du département qui possèdent des voûtes d'ogives antérieures à 1150. Dans le contexte d'une analyse rapide, Dany Sandron penche quant à lui pour les années 1200, mais cette date ne serait pas compatible avec les chapiteaux romans au chevet, et ne tient pas compte de la postériorité du collatéral nord au vaisseau central. Cependant, les chapiteaux de l'arc-doubleau entre les deux dernières travées du chœur paraissent déjà presque gothiques. Les trois campagnes de remaniements que les parties orientales de l'église ont connues ne permettent plus de retracer avec certitude son évolution, et de reconstituer son plan primitif. L'existence du chapiteau roman à la fin du bas-côté de la nef permet toutefois de supposer un transept, et le chevet en hémicycle de la deuxième travée du collatéral sud du chœur donne à penser que les deux croisillons se prolongeaient vers l'est par des absidioles, comme à Laigneville, Mogneville et Rieux. L'église romane à peine achevée, l'absidiole nord est déjà jetée bas, et le croisillon nord modifié, au profit d'un collatéral sud aussi long que le vaisseau central, mais plus élevé. Les quelques chapiteaux conservés (la plupart ont été refaits lors d'une restauration), la corniche de modillons à l'extérieur, et la baie du chevet sont d'un style à peine plus évolué que celui du chœur, et Louis Graves considère la corniche et la fenêtre comme très anciens et romans. Le collatéral nord et le vaisseau central sont regroupés sous une toiture commune, avec pignon à l'est. Ce développement dissymétrique vers un chœur-halle se trouve aussi, vers la même époque, à Foulangues.
Au tout début du XIIIe siècle, s'élèvent la nef actuelle et ses deux bas-côtés. Sous la Guerre de Cent Ans, l'église est apparemment sévèrement endommagée, et toutes les voûtes des travées orientales, sauf celle-ci de la dernière travée du chœur, sont reconstruites dans un style flamboyant rustique, à la fin du XVe siècle. Pour la première travée du collatéral nord, c'est déjà le deuxième remaniement depuis la construction. La nef et ses bas-côtés font également l'objet de travaux d'envergure, qui soulèvent la question si la destruction ne fut pas presque totale. En effet, le portail occidental, les moulures autour des deux premières fenêtres au sud, le dais flamboyant à l'extérieur, ainsi que les bases et chapiteaux des colonnes des grandes arcades du nord sont eux aussi de style flamboyant, et Dany Sandron les date de la fin du XVe siècle. Ainsi, tout ce qui reste des années 1200 sont trois colonnes à chapiteaux des grandes arcades du sud. Au XVIIe ou XVIIIe siècle, les quatre piles du clocher, qui se situe au-dessus de la première travée du chœur ou croisée du transept, sont reprises en sous-œuvre. Dany Sandron pense même qu'un clocher est seulement édifié à cette époque, ce qui serait toutefois une exception pour un édifice d'un chœur aussi développé en longueur, et muni de collatéraux aussi spacieux. Les supports des voûtes et les ouvertures du collatéral sud sont refaits vers la même époque. De ce fait, plus aucun support roman ne subsiste autour de la première travée du chœur, et le collatéral sud se présente dans les styles flamboyant et classique. En recopiant une affirmation de Louis Graves, Dany Sandron qualifie la chapelle en hémicycle à la fin de ce collatéral de moderne, mais la voûte est bien analogue aux autres de la fin du XVe siècle, et ce ne sont que les élévations qui sont modernes, de même que la baie au sud de la dernière travée du chœur. Le clocher lui-même aurait été reconstruit sous le Second Empire, mais si cette affirmation est juste, le clocher précédent, que Louis Graves dit recouvert d'ardoise, ne doit déjà plus être le clocher roman,,.

### La restauration de l'église
L'église est inscrite au titre des monuments historiques par arrêté du 18 mars 1927. Au cours des années 1950, les murs de l’église sont consolidés grâce à la reprise des fondations et la réfection des contreforts. En 1969, le clocher du Second Empire est transformé. Trente ans plus tard, l'édifice se trouve de nouveau dans un très mauvais état. Malgré la reprise des contreforts, les murs ne résistent plus à la poussée des voûtes et s'écartent. Par conséquent, les voûtes s'affaiblissent, et les voûtains perdent leurs pierres. En 1996, des travaux de toiture et de consolidation de la charpente sont réalisés. Devant l'ampleur des travaux encore à réaliser, la commune de Bornel confie la direction des campagnes de restauration à venir à la Communauté de communes des Sablons. Dans un premier temps, un système de chauffage permanent par le sol est installé pour lutter contre l'humidité. En assurant une température constante de 8° à 10°, il évite la condensation sur les murs. Le complément de confort est assuré par des appareils électriques à chauffage rayonnant. Dans un deuxième temps, les voûtes doivent être consolidées. Dans le collatéral sud, les arcs se sont aplatis à un tel point qu'il faut démonter les voûtains et les reconstruire. Dans le collatéral nord, les arcs conservent leur tracé normal, et des travaux de rejontoiement suffisent donc. Dans un troisième temps, les plafonds en bois de la nef et des bas-côtés sont remplacés. Dans la première travée de la nef, la charpente en carène renversée, conçue pour être apparente, est dégagée, et la baie en haut de la façade éclaire ainsi de nouveau l'espace intérieur. En toute logique, l'on aurait dû dégager l'ensemble de la charpente, ce qui n'aurait pas été favorable à l'efficacité du chauffage. Enfin, les maçonneries intérieures et l'estrade de l'autel sont refaits. Une porte est créée dans la première travée du collatéral nord. Les vitraux sont soigneusement restaurés. Dans leur ensemble, les mesures de restauration et de mise en valeur de l'église mises en œuvre entre 1996 et 2004 coûtent la somme de 1 120 000 €.

## Description

### Aperçu général

Plan de l'église.

Orientée un peu irrégulièrement, avec une déviation de l'axe vers le nord-est du côté du chevet, l'église répond à un plan à trois vaisseaux, presque symétrique, qui s'inscrit dans un rectangle. Elle se compose d'une nef de quatre travées et demie, accompagnée de deux bas-côtés ; d'un chœur de trois travées au chevet plat ; d'un collatéral nord de même longueur, se terminant également par un chevet plat ; et d'un collatéral sud qui compte seulement deux travées, dont la dernière se termine par un chevet en hémicycle. La première travée du chœur sert de base au clocher, mais le clocher actuel est seulement une construction en charpente. Une tourelle d'escalier polygonale flanque l'angle nord-ouest du collatéral nord du chœur, et une sacristie accompagne la quatrième travée du bas-côté sud. La nef est pourvue d'un plafond plat, sauf la première travée, où la charpente apparente en carène renversée a été dégagée. Les plafonds inclinés des bas-côtés correspondent au revers de leurs toits en appentis. Les huit travées orientales sont voûtées d'ogives. L'on accède à l'église par le portail occidental de la nef ; par le portail latéral au sud de la troisième travée ; ou par une petite porte dans la première travée du collatéral nord du chœur. La nef et les bas-côtés sont recouverts ensemble par une large toiture à deux rampants, avec pignon en façade. Le collatéral sud est muni d'un toit en appentis qui s'appuie contre le clocher, et se termine par une section conique au chevet. Le vaisseau central du chœur et le collatéral nord sont recouverts ensemble par une toiture à deux rampants, avec un pignon commun au chevet.

### Intérieur

#### Nef

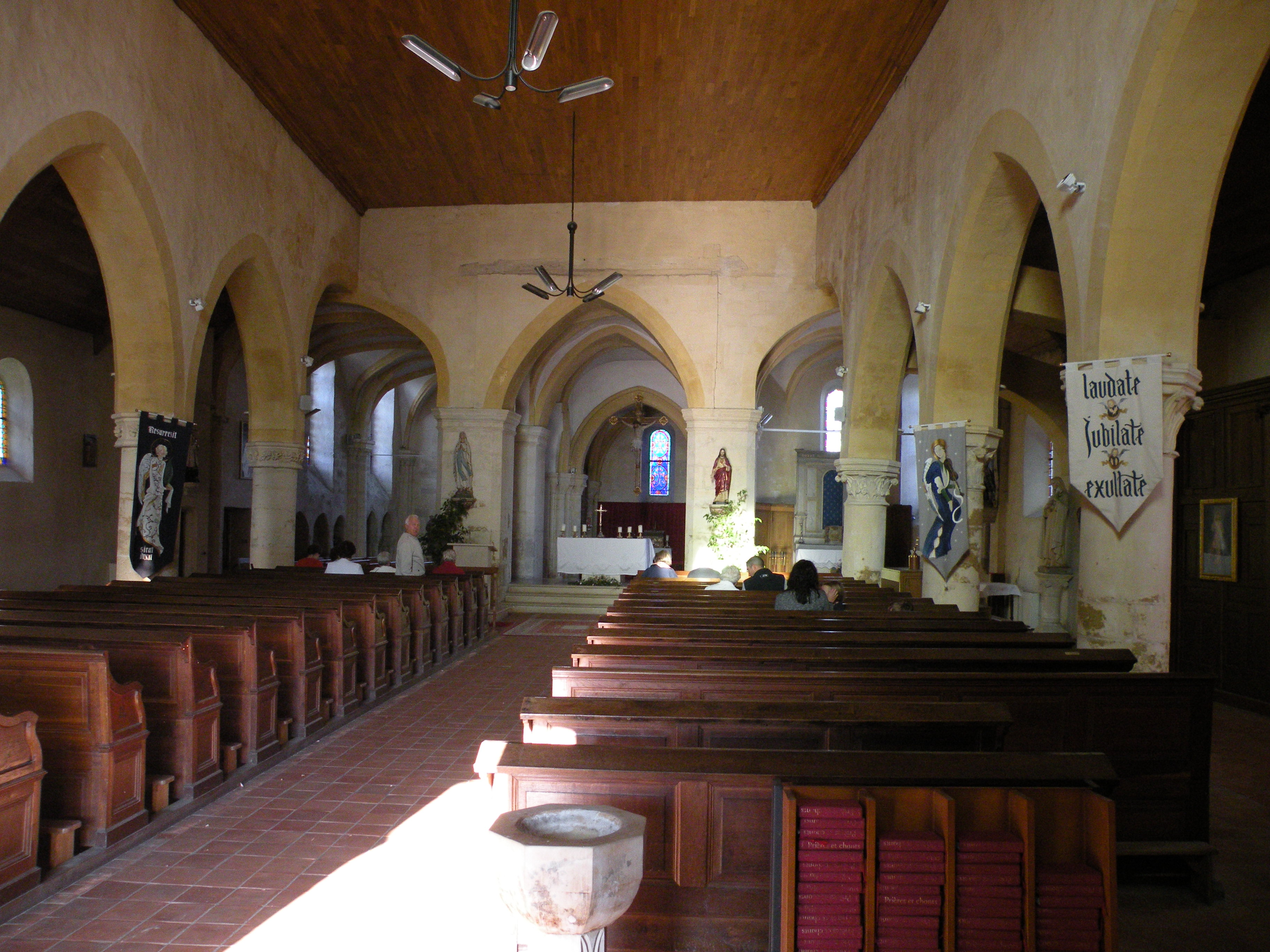
Vue vers l'est.

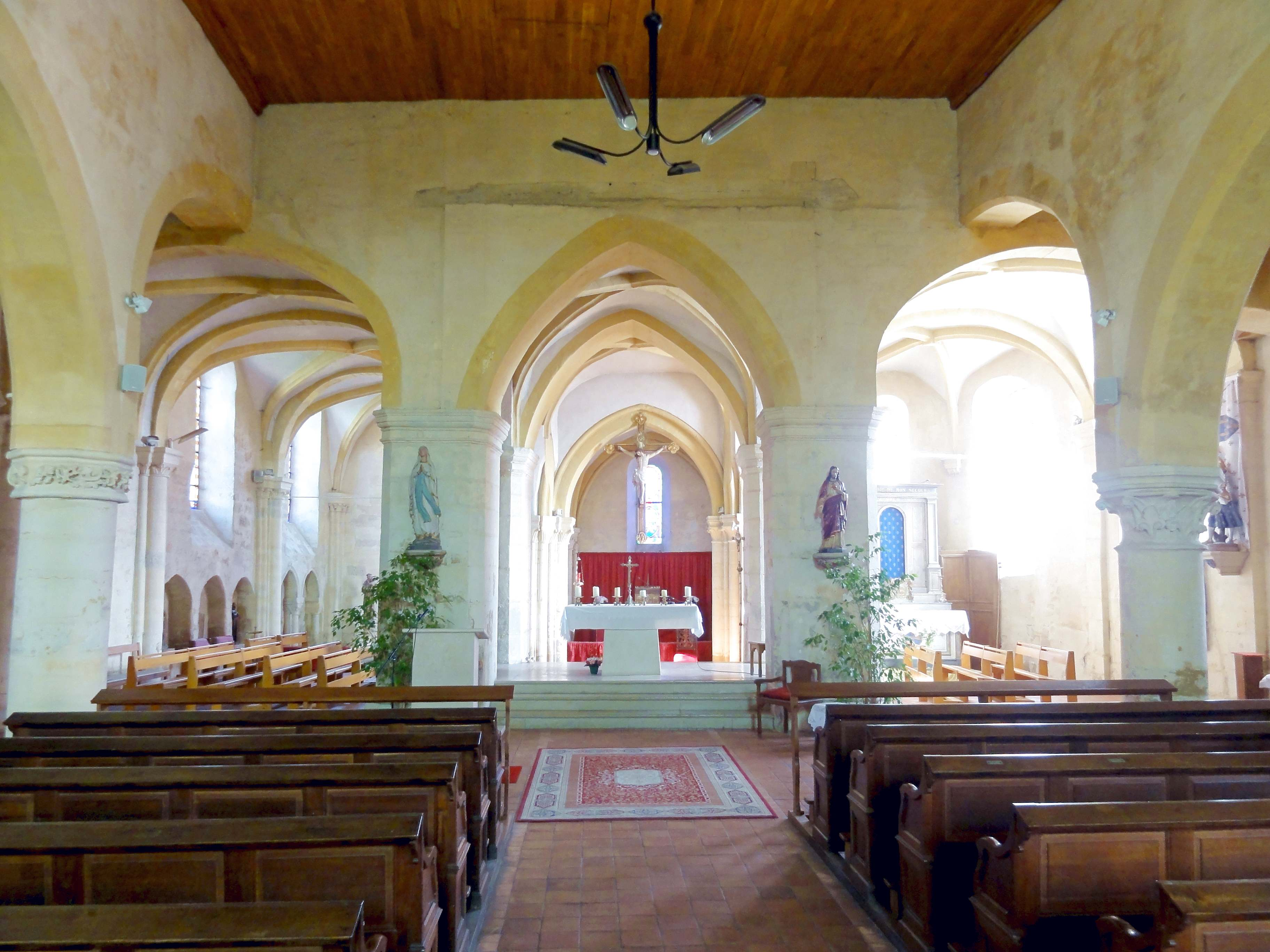
Vue vers l'est.

La nef est assez spacieuse, mais ne comporte qu'un unique niveau d'élévation, en l'occurrence l'étage des grandes arcades, et n'est pas conçue pour être voûtée. En effet, la largeur des travées est beaucoup trop importante par rapport à la faible hauteur des piliers, et les tailloirs des chapiteaux ne débordent pas, ce qui aurait été nécessaire pour recevoir les faisceaux de colonnettes des voûtes. Plusieurs églises des environs possèdent des nefs comparables, à savoir Asnières-sur-Oise, Boran-sur-Oise, Bruyères-sur-Oise, où la totalité de la charpente a été dégagée. À Bornel, tout ce que l'on voit de la charpente sont les deux premières fermes avec leurs entraits, poinçons, contrefiches et arbalétriers cintrés. Ces derniers sont décorés d'une frise en dents de scie. L'on note que le premier entrait intermédiaire se situe au milieu de la première travée, ce qui indique un nombre de fermes conséquent, deux fois plus important que le nombre de travées, ce qui est rare. Dany Sandron attire l'attention sur les marques de fixation d'un lambris en berceau brisé. Le lambris du plafond posé lors de la dernière restauration ne respecte malheureusement pas l'esprit des charpentes médiévales. Avant la restauration, le plafond avait encore moins de caractère, et était plâtré, comme toujours à Asnières-sur-Oise. Le sommet de la baie occidentale était caché par le plafond. Cette baie en arc brisé ne saurait être antérieure à la fin du XVe siècle selon Dany Sandron. Elle possède un remplage probablement incomplet se limitant à une tête trilobée, dont le lobe central est très dilaté et quatre fois plus large que les lobes latéraux.
Les grandes arcades sont en tiers-point et ne sont pas moulurées. Elles ont seulement les angles chanfreinés, ce qui traduit, aux alentours de 1200, une architecture gothique plutôt rustique, mais ne constitue pas une exception dans le milieu rural. Une courte section de mur précède la première colonne, qui y est pour moitié engagée. Contrairement au plan publié par Dany Sandron, il n'y a pas cinq grandes arcades de chaque côté, mais seulement quatre et demi, le sommet de la cinquième arcade prenant appui contre le mur au-dessus des arcs-doubleaux ouvrant sur les collatéraux du chœur. Ce dispositif se rencontre aussi à Boran-sur-Oise. Si le chœur est moitié moins large que la nef et conduit à une telle irrégularité, c'est que sa première travée, en même temps croisée du transept, devait servir dès l'origine comme base du clocher, car au XIIe siècle, les clochers centraux sont la règle dans la région. Tous les tailloirs sont octogonaux. Au début des grandes arcades du sud, le tailloir a été remplacé par un bloc non mouluré. Le chapiteau engagé et le chapiteau du premier pilier intermédiaire ne sont pas sculptés, mais seulement moulurés, et se font le reflet des bases flamboyantes, également octogonales et profilées d'une doucine. Les trois tailloirs et chapiteaux suivants sont de style gothique et datent du tout début du XIIIe siècle. Les tailloirs affichent, du haut vers le bas, une plate-bande, un filet, un cavet et une baguette. Les corbeilles sont sculptées de feuilles striées aux extrémités enroulées en crochets. Sur les deux derniers chapiteaux, une feuille polylobée occupe le milieu de chaque face et s'insère entre deux crochets. Les bases accusent un petit tore, une scotie et un grand tore aplati, et ne sont pas garnies de griffes aux angles, ce qui indique que la nef ne devrait pas remonter au XIIe siècle. Une seule base gothique n'est pas dégradée. Au nord, les deux premiers chapiteaux ne sont pas non plus sculptés. Les trois suivants se définissent par un tailloir assez plat mouluré d'un tore et d'une gorge, et une corbeille octogonale galbée, de faible hauteur, sculptée à la manière d'une frise. Les motifs sont des pampres, une fleur de lys, une coquille Saint-Jacques, et diverses feuilles maigres et bien fouillées dans la facture du XIVe siècle.

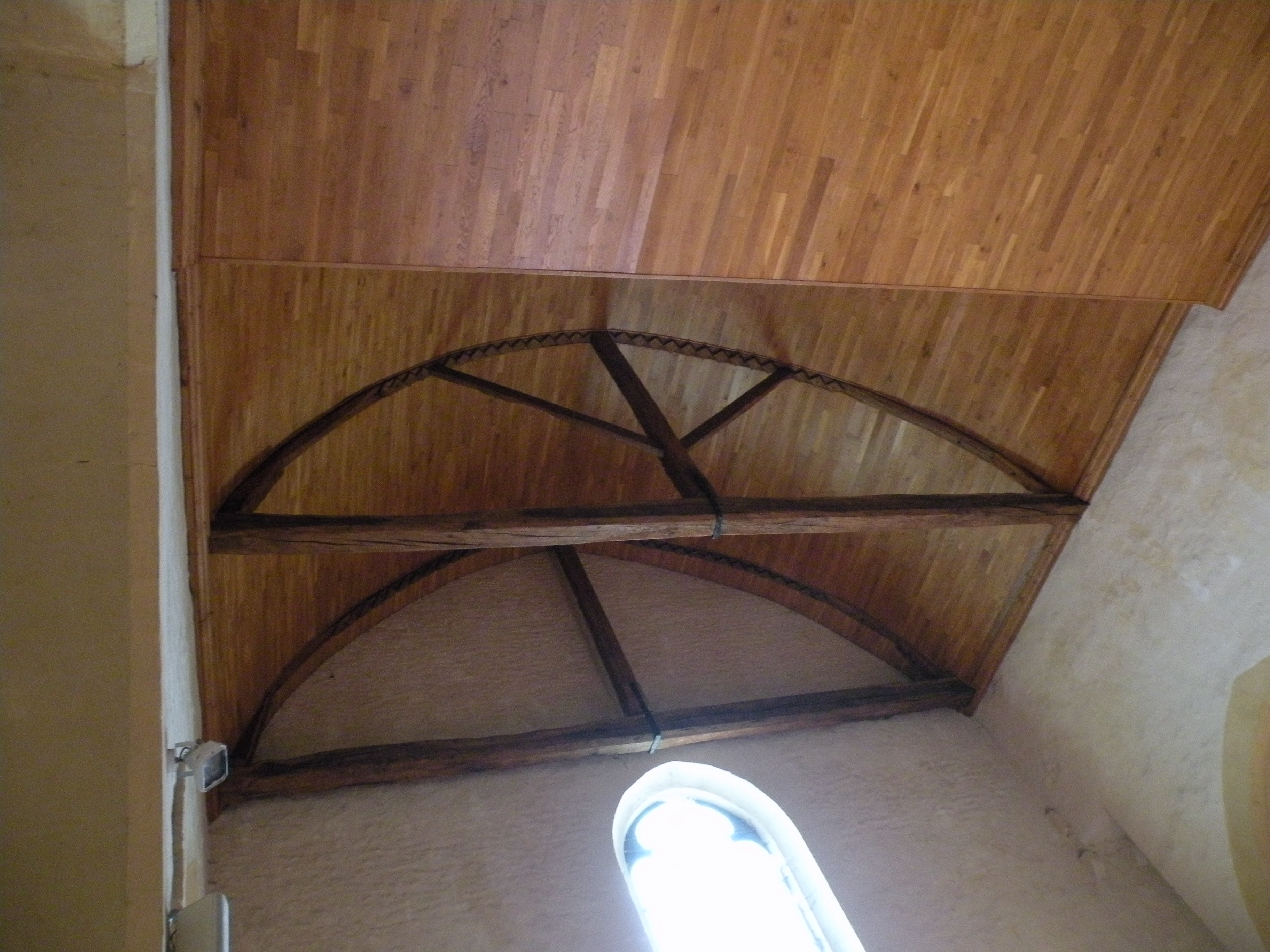
Charpente au-dessus de la 1re travée.
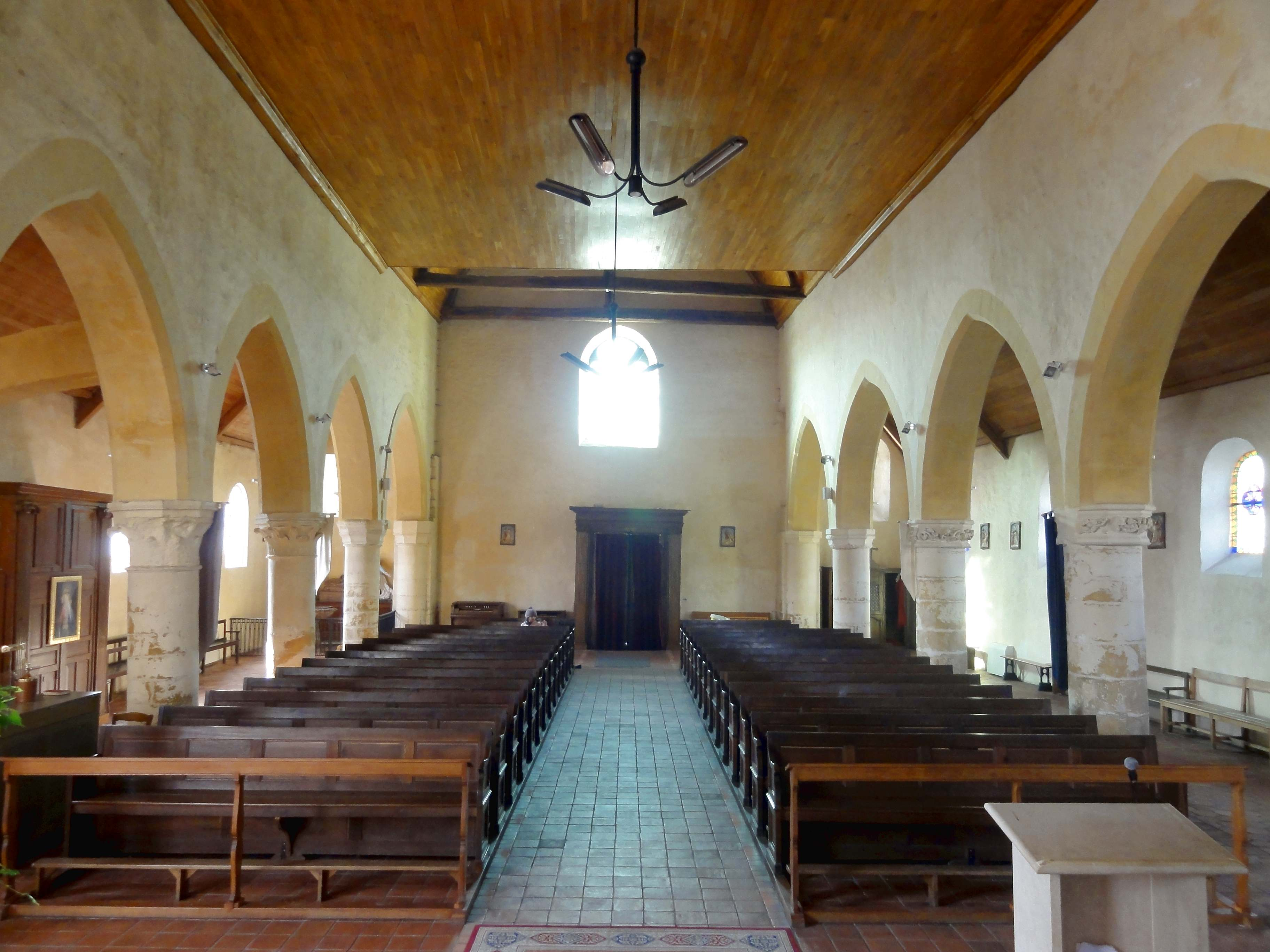
Vue vers l'ouest.
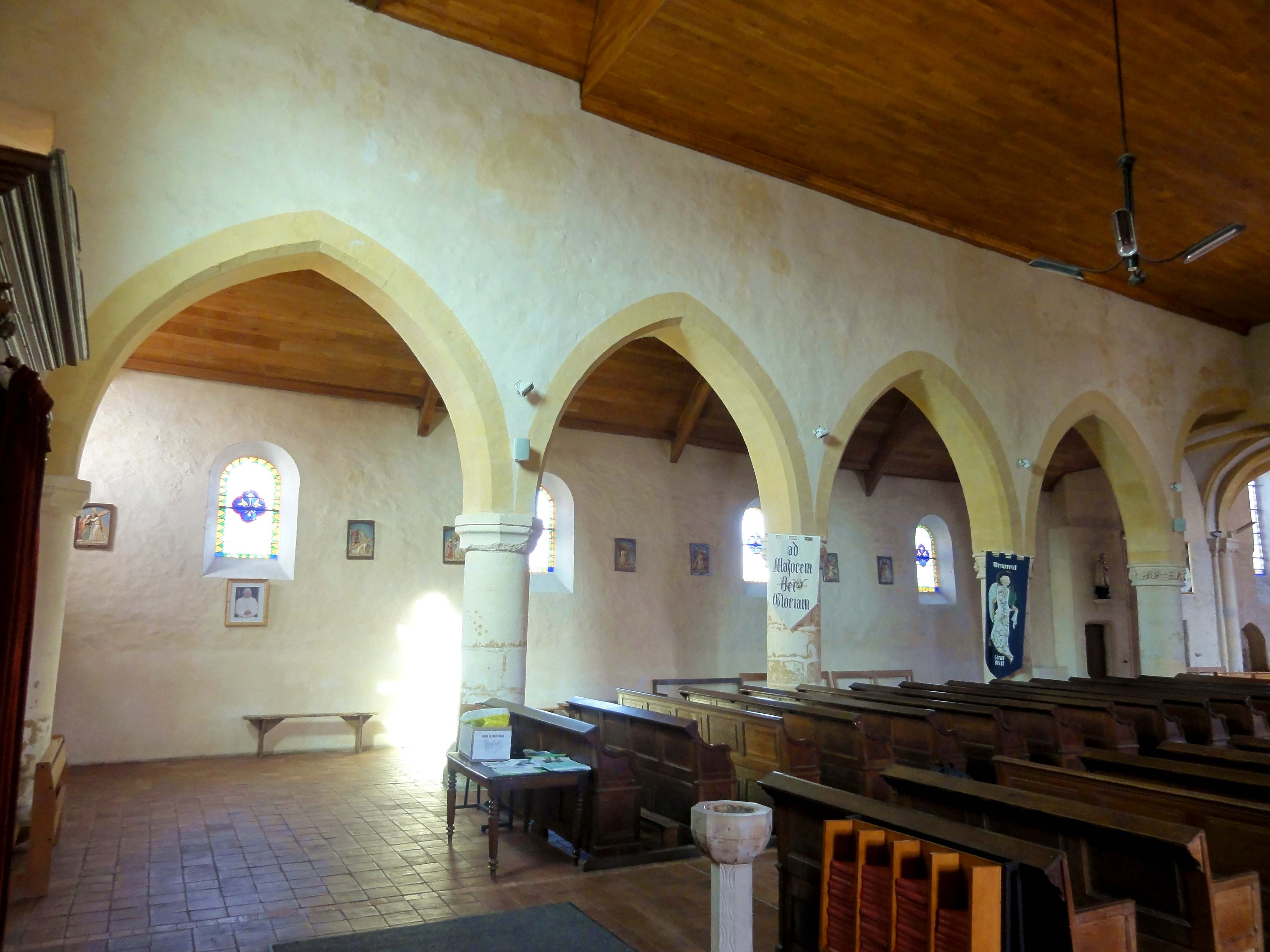
Grandes arcades du nord.
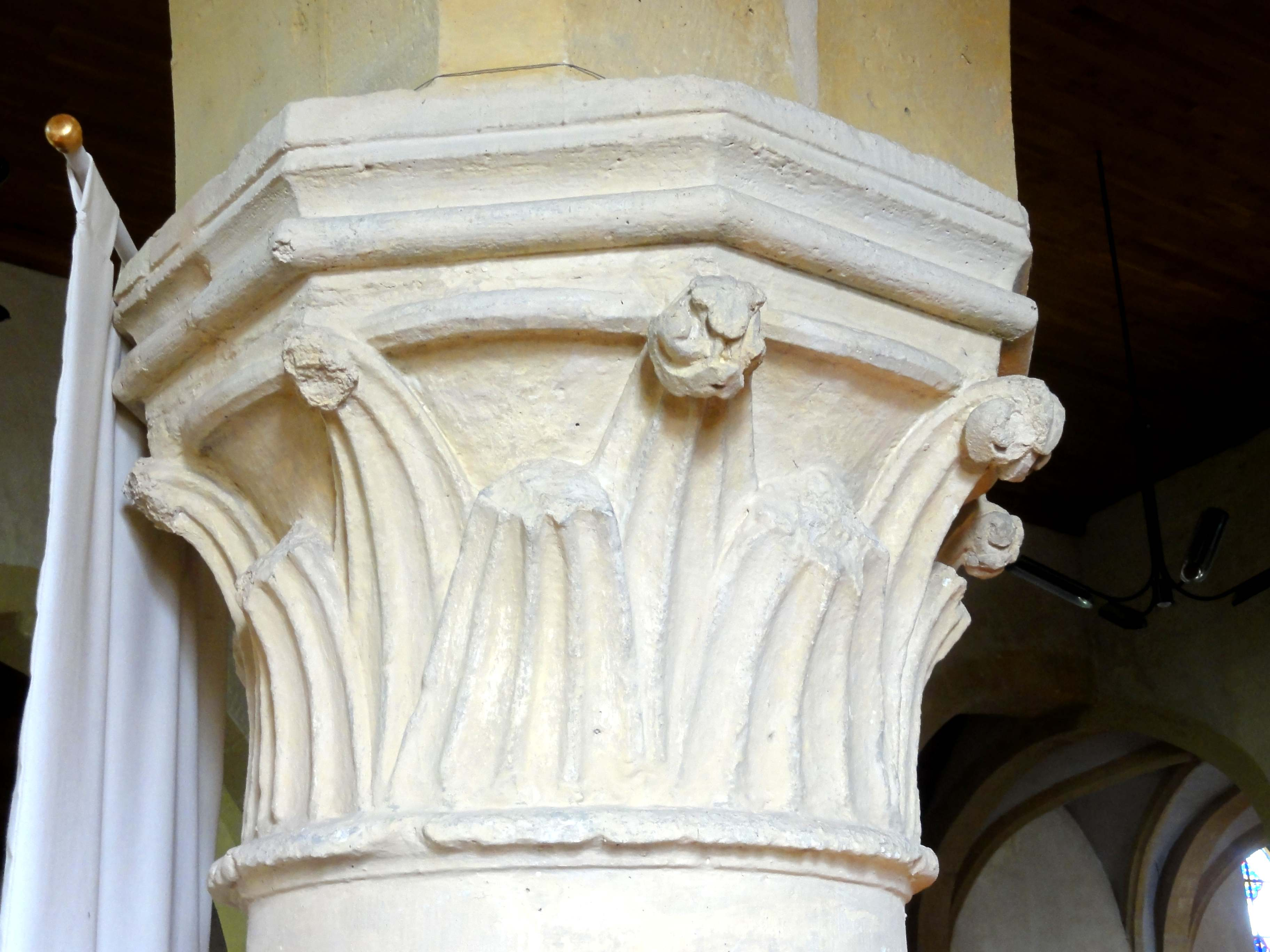
Chapiteau gothique du 2e pilier du sud.
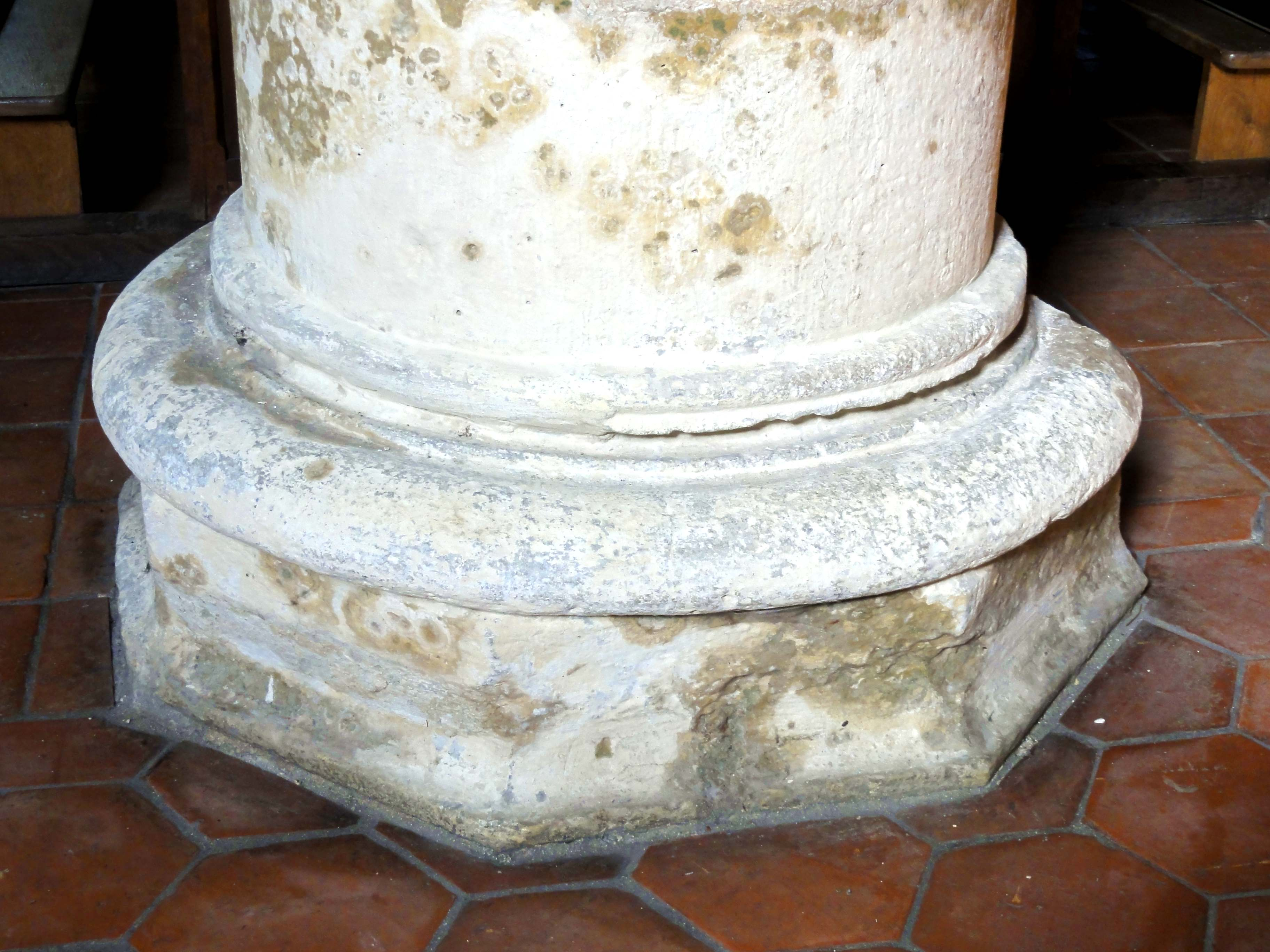
Base gothique (2e au 3e pilier du sud).
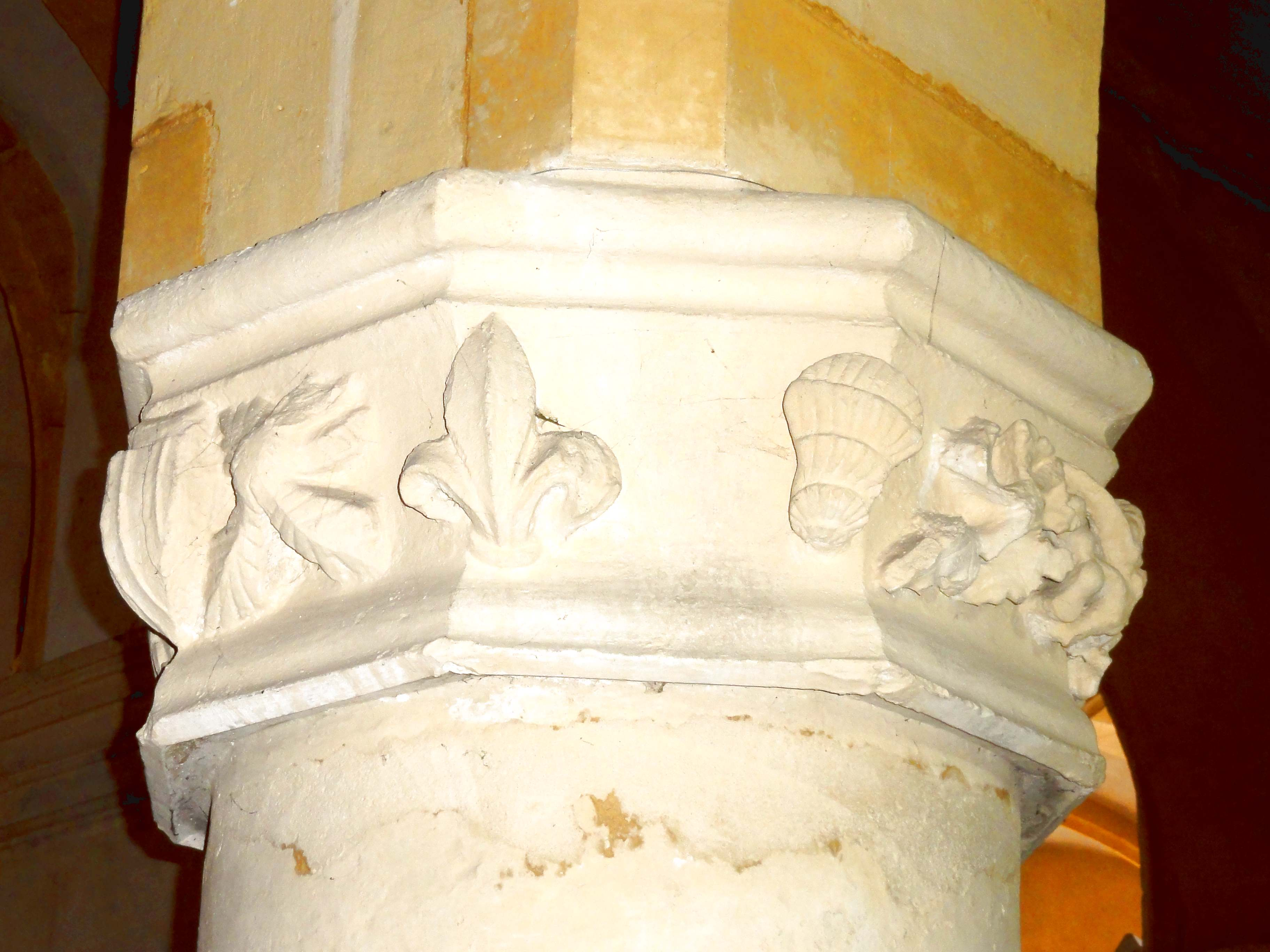
Chapiteau flamboyant du 4e pilier du nord.

#### Bas-côtés

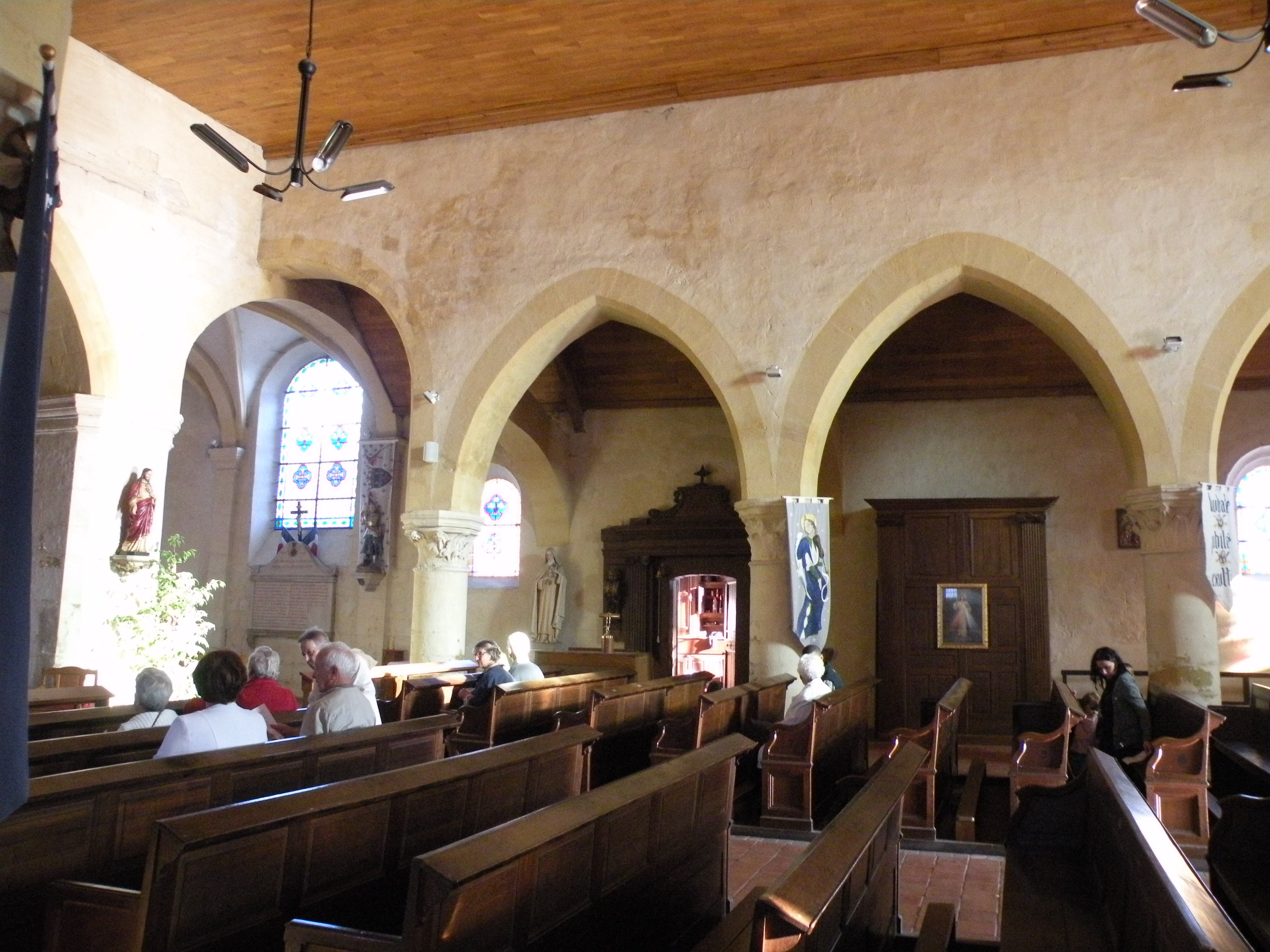
Vue sur le bas-côté sud.

Les bas-côtés n'atteignent pas la moitié de la largeur de la nef, et tiennent lieu de couloirs de circulation. Ils tiennent leur caractère des grandes arcades de la nef, et n'offrent qu'un petit nombre de détails intéressants. Comme c'est la règle dans les bas-côtés non voûtés, les murs gouttereaux sont moins élevés que les grandes arcades, et les plafonds sont inclinés, ce qui permet, le cas échéant, l'éclairage de la nef par des fenêtres hautes. En l'occurrence, l'existence ancienne de fenêtres hautes n'a pas été démontrée, et la restauration a effacé les traces éventuelles. Depuis la fin du XVe siècle, la nef et les bas-côtés sont de toute façon munis d'une large toiture commune, qui dissimule les murs de la nef depuis l'extérieur. — Le bas-côté nord est éclairé par cinq petites fenêtres en plein cintre largement ébrasées, soit une au revers de la façade, et une au milieu des quatre premières travées. Ces fenêtres ne sont pas datées. À la fin du bas-côté nord, deux pans de la tourelle d'escalier octogonale établie essentiellement hors œuvre font saillie. Comme à l'extérieur, un larmier court à la limite du premier niveau. Le pourtour de la porte est agrémenté de moulures prismatiques, à l'instar du portail occidental de la nef. — La fenêtre occidentale du bas-côté sud est une petite baie rectangulaire moderne. Les fenêtres latérales des deux premières travées sont en arc brisé, et leur pourtour est mouluré de deux gorges séparées par une étroite moulure concave, ce qui permet à Dany Sandron la datation de la fin du XVe siècle. La troisième travée comporte le portail latéral, et la quatrième travée jouxte la sacristie, ce qui explique l'absence de fenêtres. Une fenêtre moderne en plein cintre éclaire la dernière travée ; elle devrait être contemporaine à celles du collatéral sud du chœur. Comme particularité, un arc-boutant interne existe au-dessus du dernier pilier intermédiaire des grandes arcades.

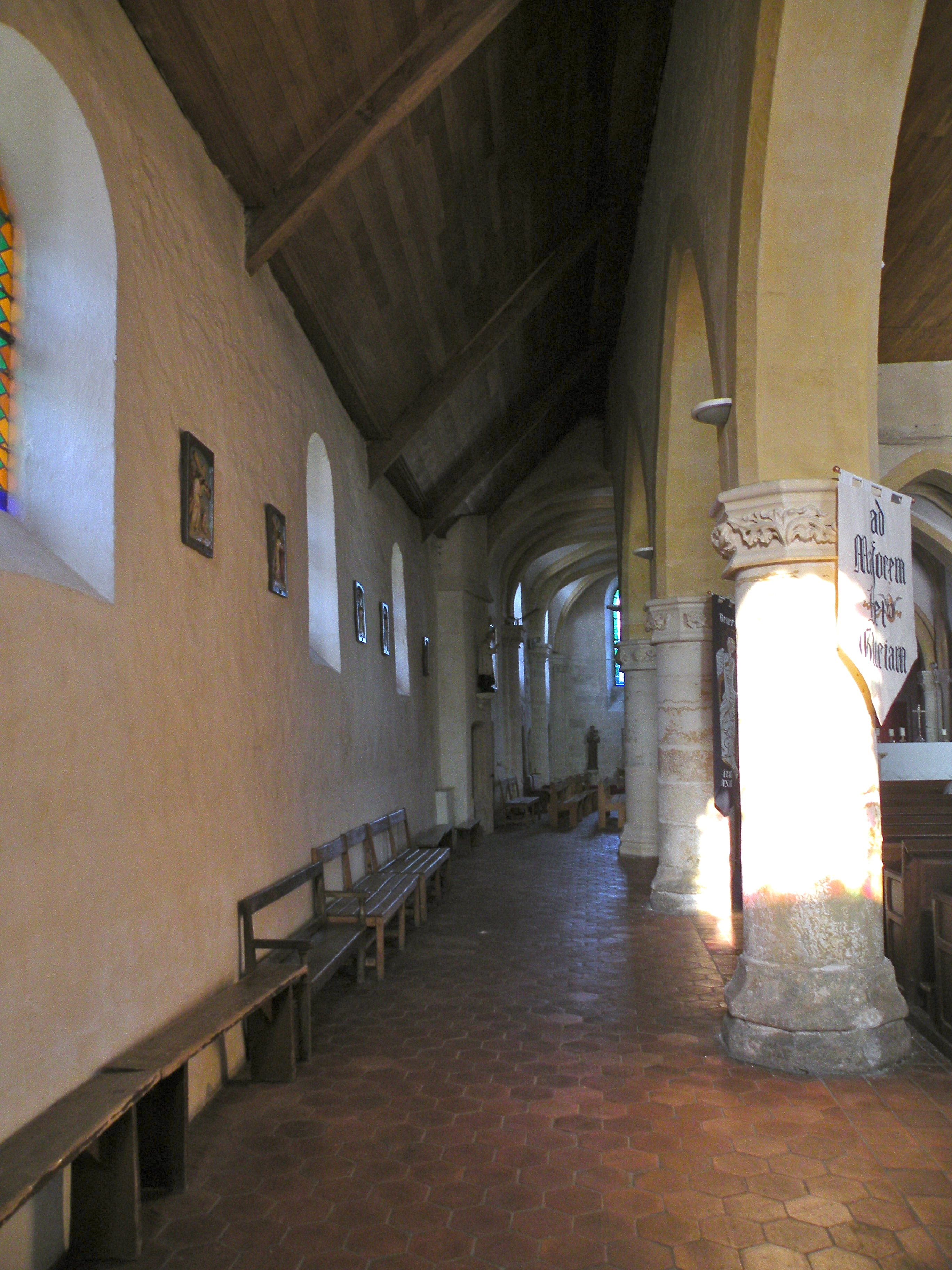
Bas-côté nord, vue vers l'est.
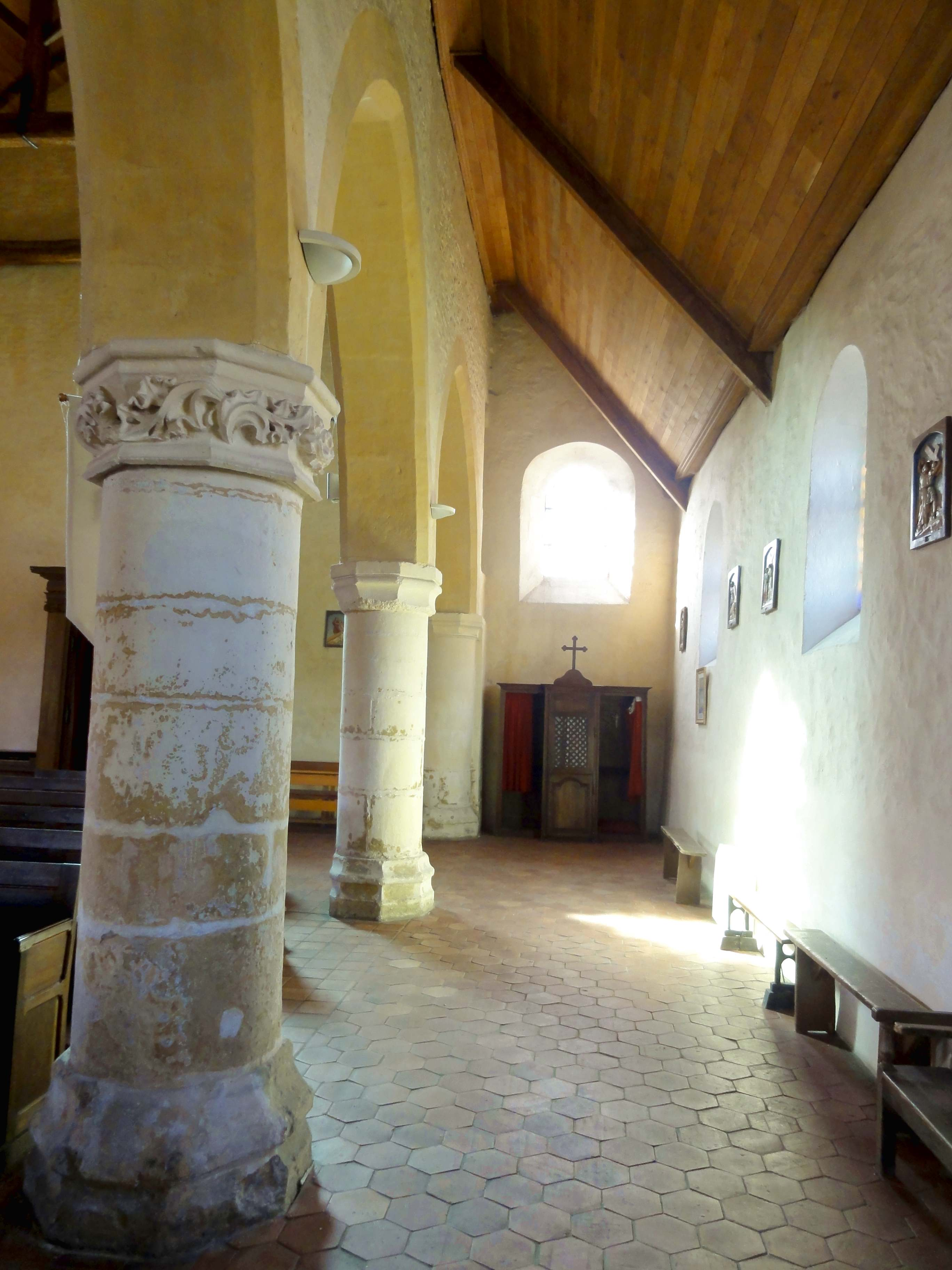
Bas-côté nord, vue vers l'ouest.
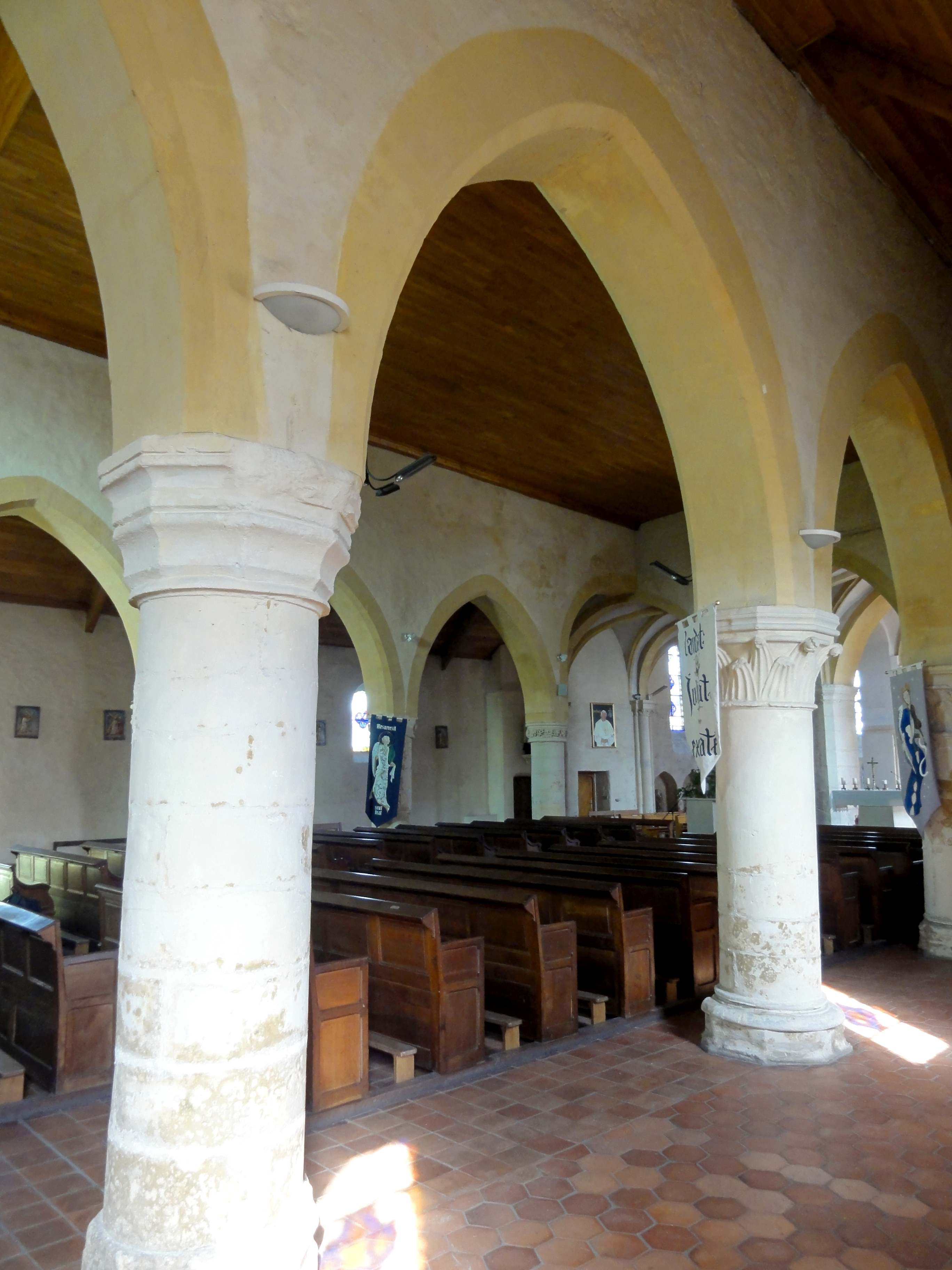
Vue par la 2e grande arcade du sud.
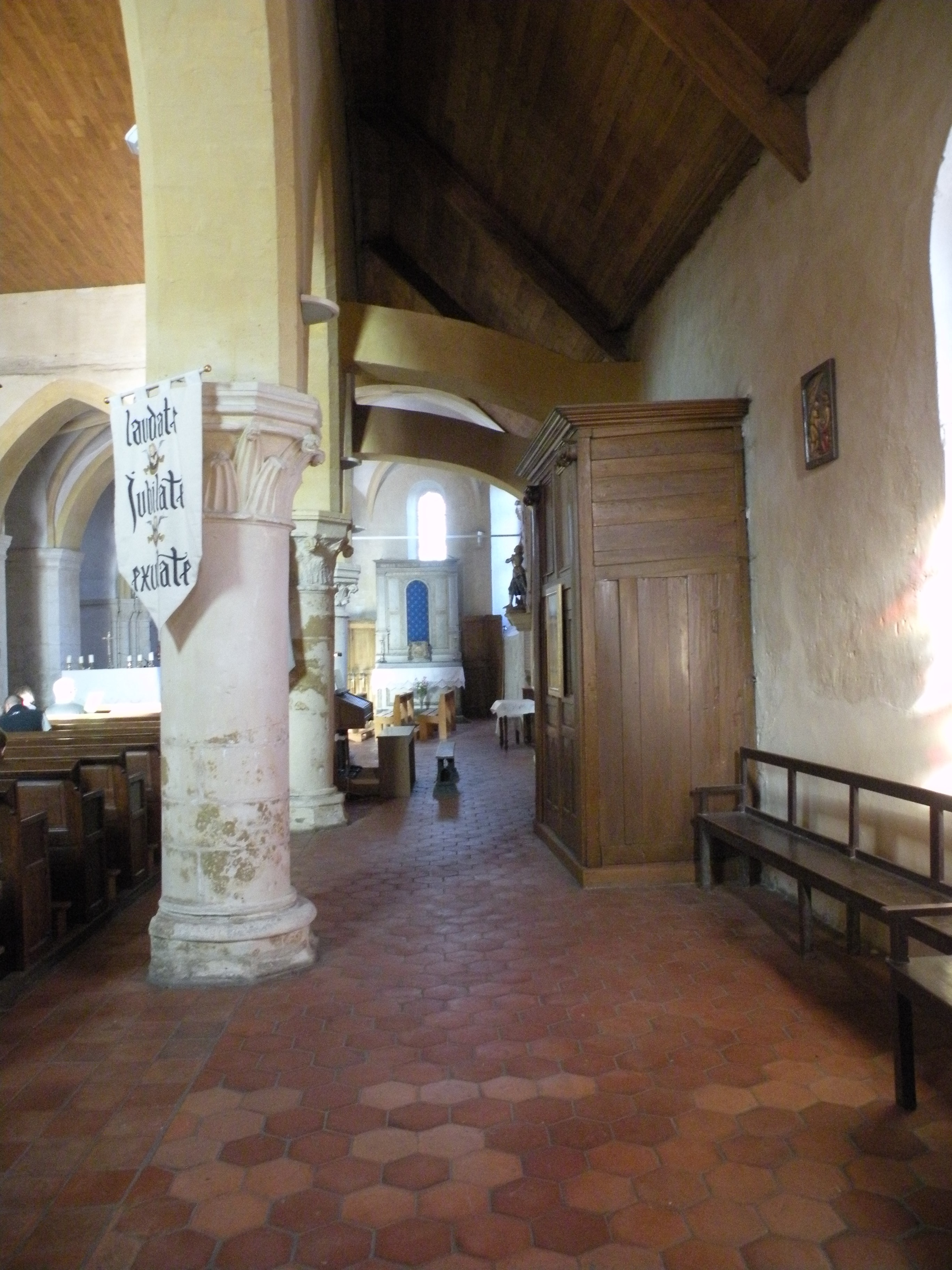
Bas-côté sud, vue vers l'est.
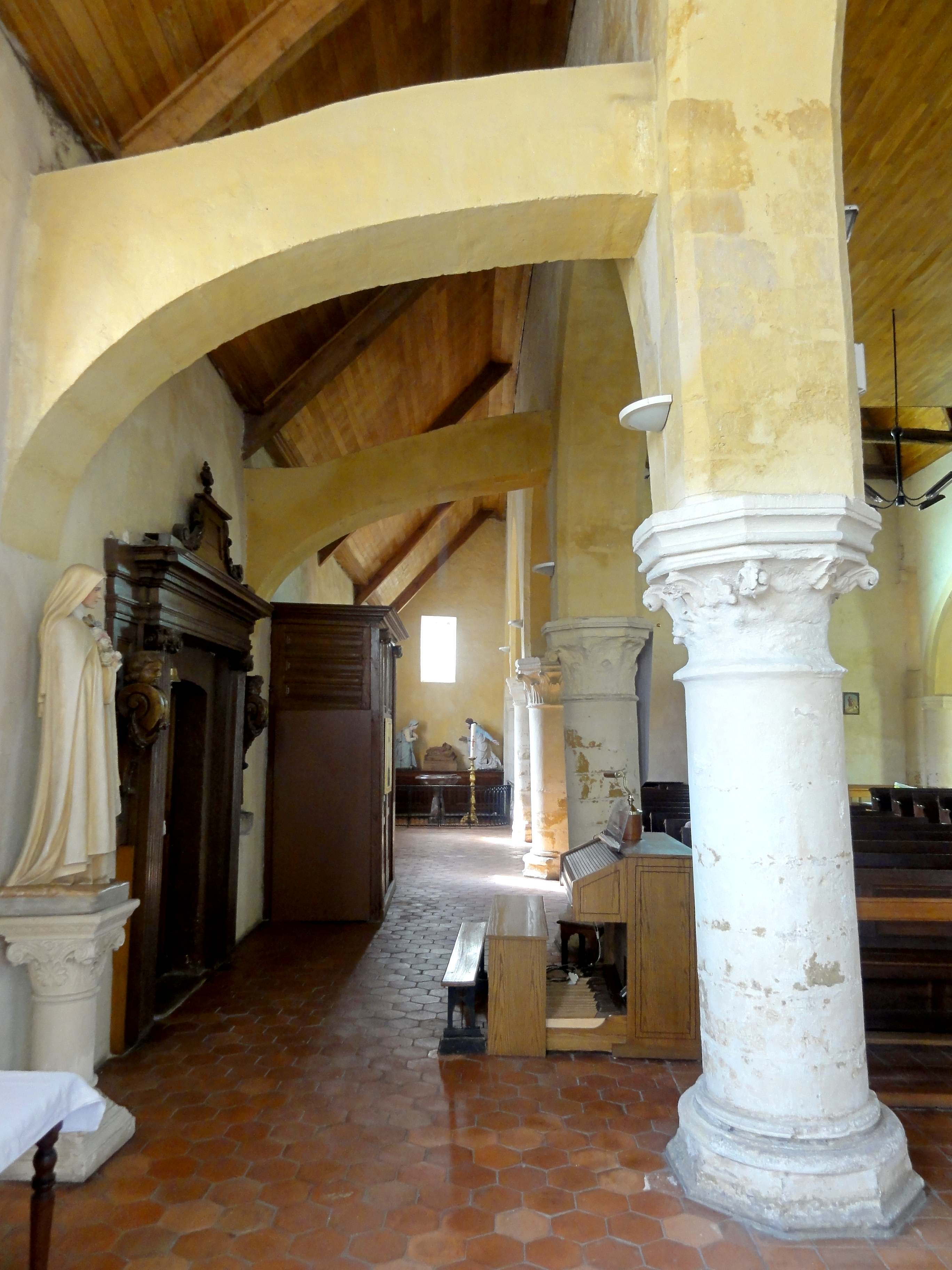
Bas-côté sud, vue vers l'ouest.
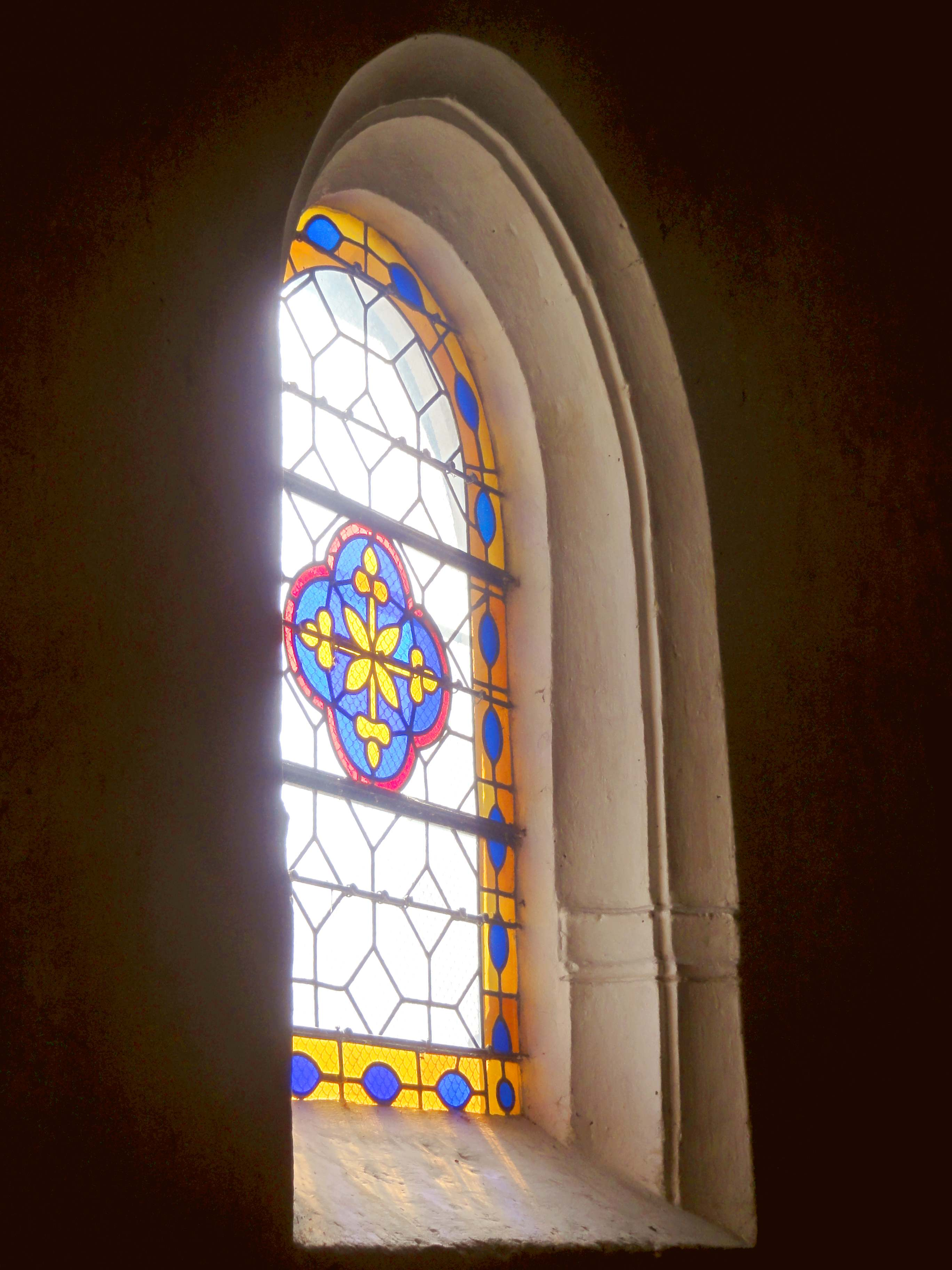
Bas-côté sud, mouluration des 2 premières fenêtres.

#### Chœur

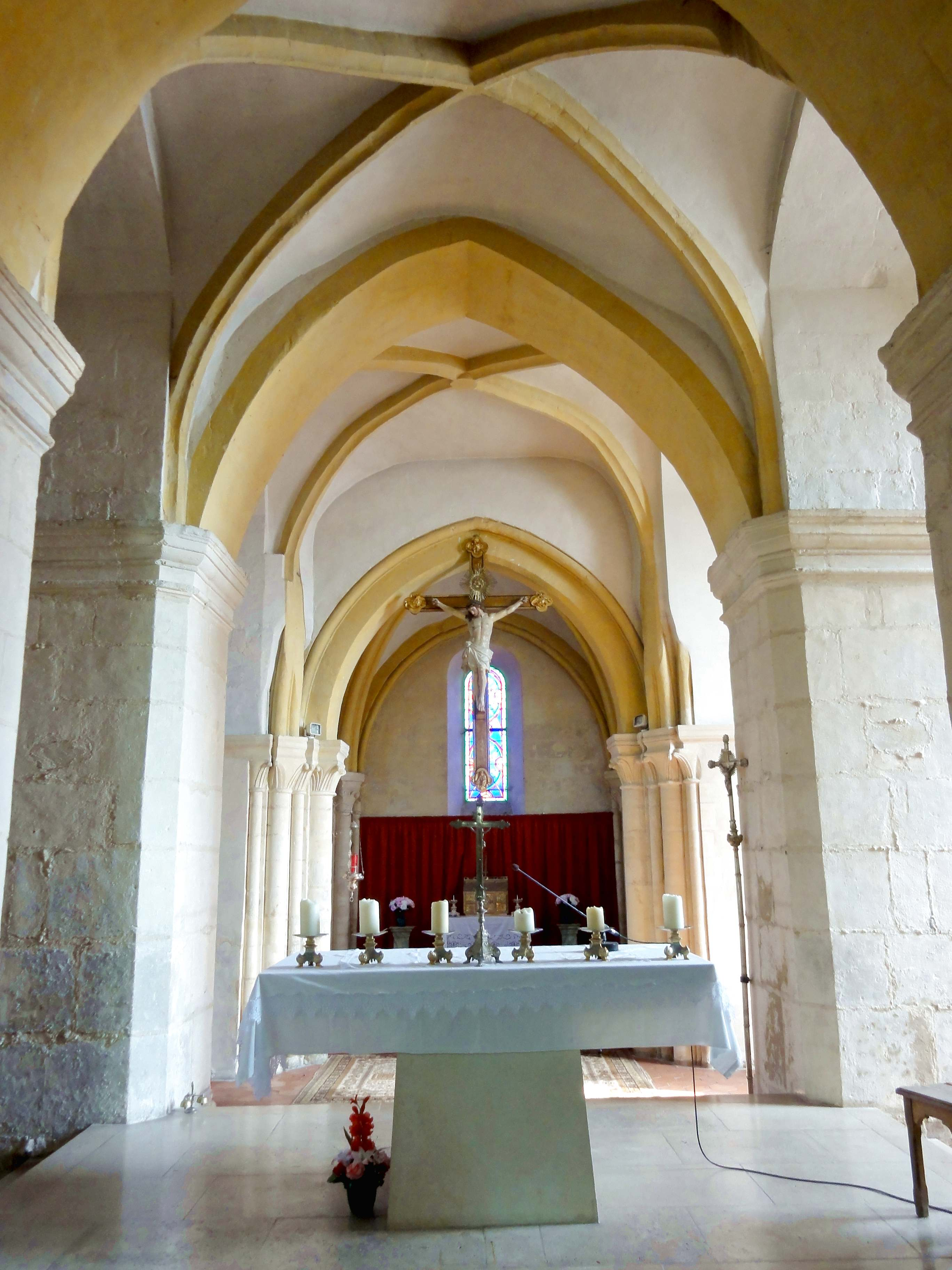
1re travée, vue vers l'est.

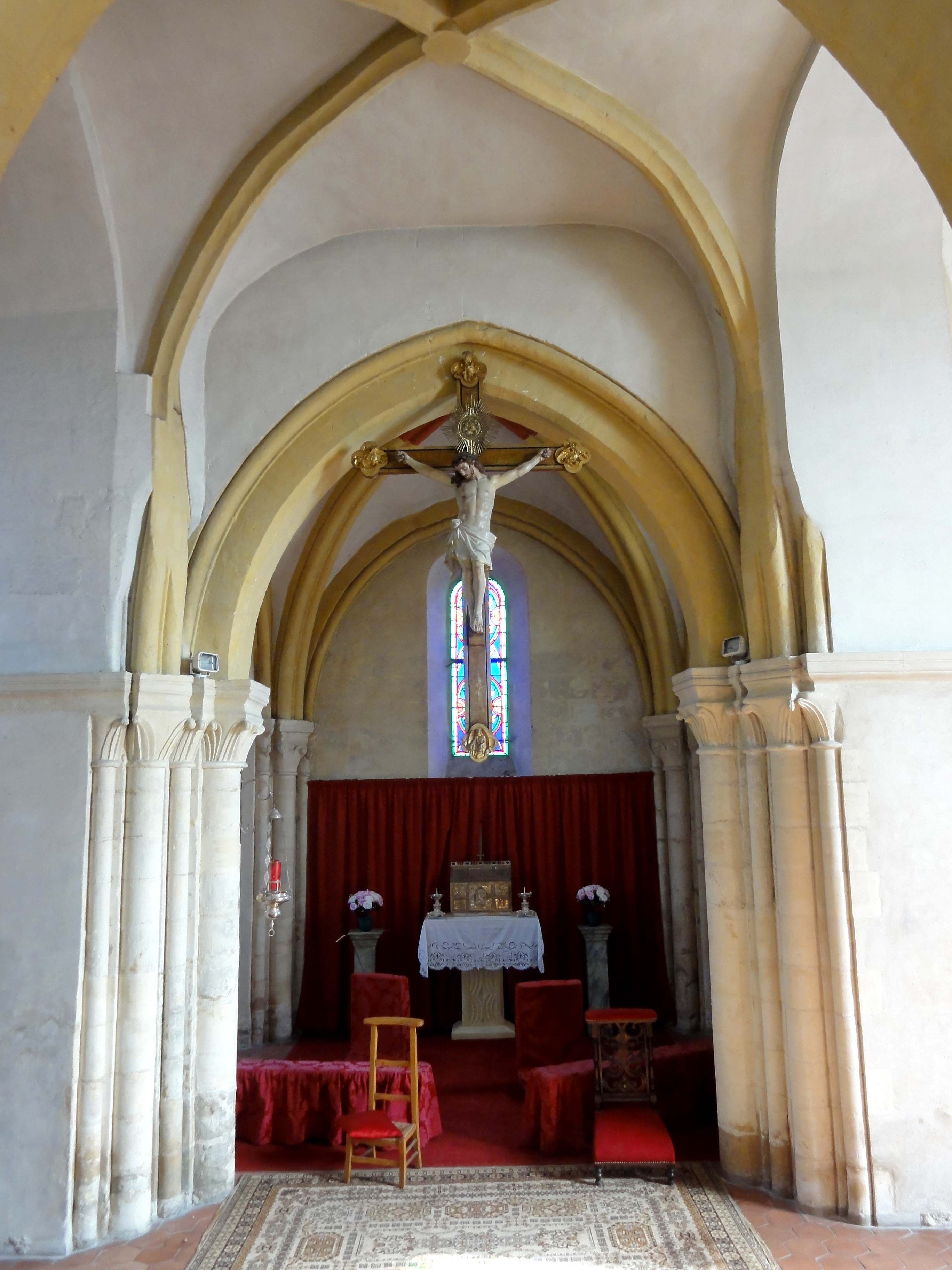
2e travée, vue vers l'est.

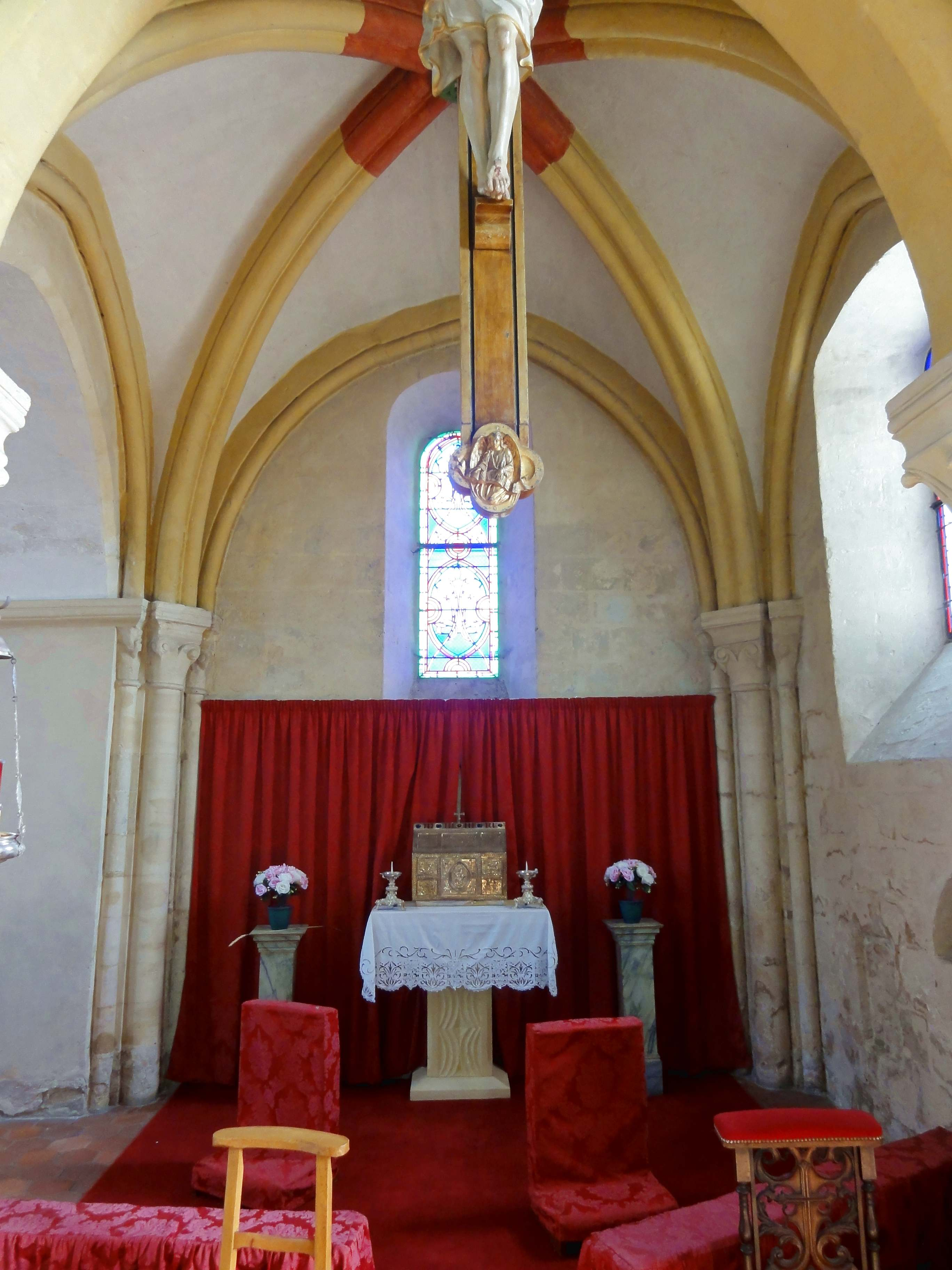
3e travée, vue vers l'est.

Avec ses deux collatéraux, le chœur forme un ensemble relativement vaste de huit travées, mais les travées sont exigües, et ne comptent qu'un unique niveau d'élévation. Toutes les travées sont barlongues dans le sens transversal, sauf la dernière travée du collatéral sud. Même le carré du transept n'est donc pas carré. Sur le plan stylistique, l'ensemble est particulièrement hétérogène, comme les chœurs au chevet plat de Brenouille, Foulangues, Nucourt, Saint-Gervais, etc., qui ont connu une évolution similaire à partir d'un chœur du XIIe siècle, et dont le vaisseau central compte également trois travées. La règle dans la région est les chœurs à deux travées. Le nombre de trois travées permet difficilement d'envisager l'absence de croisillons de part et d'autre de la première travée. Cependant, le seul indice concret de leur existence est le chapiteau déjà signalé dans l'angle nord-est du bas-côté nord de la nef, qui s'apparente aux chapiteaux du vaisseau central près du chevet. Le plan en hémicycle de la dernière travée du collatéral sud constitue quant à lui un indice de l'existence ancienne d'absidioles, qui, à Laigneville et Mogneville, coïncidaient également avec un chœur à chevet plat. Le fait que les doubleaux faisant communiquer la seconde travée du vaisseau central avec les collatéraux retombent sur des tailloirs établis en continuité avec ceux des chapiteaux de la voûte semble démontrer que ces arcades étaient d'emblée prévues, ce qui est en même temps mis en doute par l'absence de colonnettes à chapiteaux et le caractère sommaire des arcades.
Avec ses quatre piles massives du XVIIe ou XVIIIe siècle qui délimitent la croisée du transept, le chœur ne se présente pas sous son air le plus favorable depuis la nef. Les piles sont carrées à angles abattus, et absolument nues jusqu'aux tailloirs, ce qui leur donne un aspect froid. Elles paraissent beaucoup trop grosses, car leur diamètre représente environ 40 % de la largeur de l'arc triomphal. Cette grosseur ne justifie guère pour la structure légère du clocher actuel, mais plutôt par une reprise en sous-œuvre d'un clocher roman, comme à Frémécourt et Villers-sous-Saint-Leu. Brenouille et Trumilly fournissent des exemples de clochers romans remplacés par des constructions entièrement neuves à la fin de l'Ancien Régime. À Bornel, au moins la voûte subsiste de la campagne de construction à la période flamboyante. Les ogives sont profilées d'une arête entre deux moulures concaves, et se fondent dans les angles au niveau des tailloirs. Les formerets font défaut, et la clé de voûte n'est pas décorée. Les tailloirs actuels, qui se composent, du haut vers le bas, d'une plate-bande, d'un étroit cavet, d'une large plate-bande, d'un quart-de-rond, d'une frise aniconique entre deux baguettes et d'un cavet, se substituent sans doute aux tailloirs de colonnettes à chapiteaux. Ces supports fasciculés du XIIe siècle devaient apparaître moins encombrants, et plus élégants. Pour venir à la seconde travée, dont les arcades latérales ont déjà été évoquées, elle possède une voûte étrangement plate, et sinon analogue à celle de la première travée, avec en plus l'arrachement d'une ancienne clé de voûte sculptée. Sinon, la travée se partage en deux parties : la partie occidentale est définie par les deux piles orientales du clocher, tandis que la partie orientale conserve des supports fasciculés du milieu du XIIe siècle, et les départs des ogives et formerets de cette époque. Le reste de ces nervures s'est perdu. Une portion de mur existe au-dessus du doubleau vers la troisième travée, et met en exergue la différence de hauteur entre les voûtes romanes et les voûtes flamboyantes.
La troisième travée, la plus ancienne et la seule qui n'ait pas connu de modifications, hormis la réfection de la baie méridionale désormais en anse de panier, s'ouvre par un doubleau à deux rangs de claveaux. Le rang de claveaux supérieur est mouluré d'un tore de chaque côté, mais le rang de claveaux inférieur n'est pas mouluré et a simplement les angles chanfreinés, comme encore cinquante ans plus tard les grandes arcades de la nef. La retombée s'effectue sur des colonnes engagées entre deux fines colonnettes logées dans les angles rentrants des piliers. Les faisceaux sont complétés par les colonnettes un peu plus fortes réservées aux ogives, et par les fines colonnettes des formerets, ou des arcades vers la deuxième travée des collatéraux. L'on obtient ainsi des faisceaux de sept fûts. Les tailloirs carrés, relativement hauts, sont profilés d'une plate-bande, d'une baguette dégagée, et d'un cavet entre deux listels. Les tailloirs des ogives sont implantés obliquement face à celles-ci, ce qui correspond au parti le plus fréquent dès la période romane finissante. Les chapiteaux sont indifféremment sculptés de crochets, à raison d'un par angle et un par face pour les grands chapiteaux du rouleau inférieur, et de seulement un crochet par angle pour les autres. L'on peut considérer que les grands chapiteaux sont à moitié engagés, et que l'on voit seulement un quart des petits chapiteaux des rouleaux supérieurs et des formerets, et seulement la face frontale des chapiteaux des ogives. L'on ne peut pas se prononcer sur les bases, qui sont noyées dans le sol. Conformément à la disposition autour du doubleau décrit, l'on trouve des faisceaux de trois colonnettes dans les angles du chevet. Ici, les corbeilles sont toutefois sculptées de volutes d'angle proprement romans. Quant aux ogives, elles accusent une fine arête entre deux tores, ce qui est l'un des profils les plus répandus sous toute la première période gothique. Mais comme le souligne Dominique Vermand, il est connu dans le Beauvaisis dès la période romane, et se rencontre notamment à Saint-Étienne de Beauvais, Bury, Cambronne-lès-Clermont, Foulangues, Francastel, Mogneville et Saint-Germer-de-Fly. La clé de voûte est décorée d'une petite rosace, comme à Bury. Ce qui justifie la datation de la période romane sont le fort diamètre des ogives par rapport à leur faible portée, et les chapiteaux archaïques au droit du chevet. L'on peut encore signaler la baie d'origine au chevet, où l'on s'attendrait plutôt à un triplet, et l'arcade vers la troisième travée du collatéral nord, ouverte après coup après l'adjonction de cette travée avant la fin du XIIe siècle.

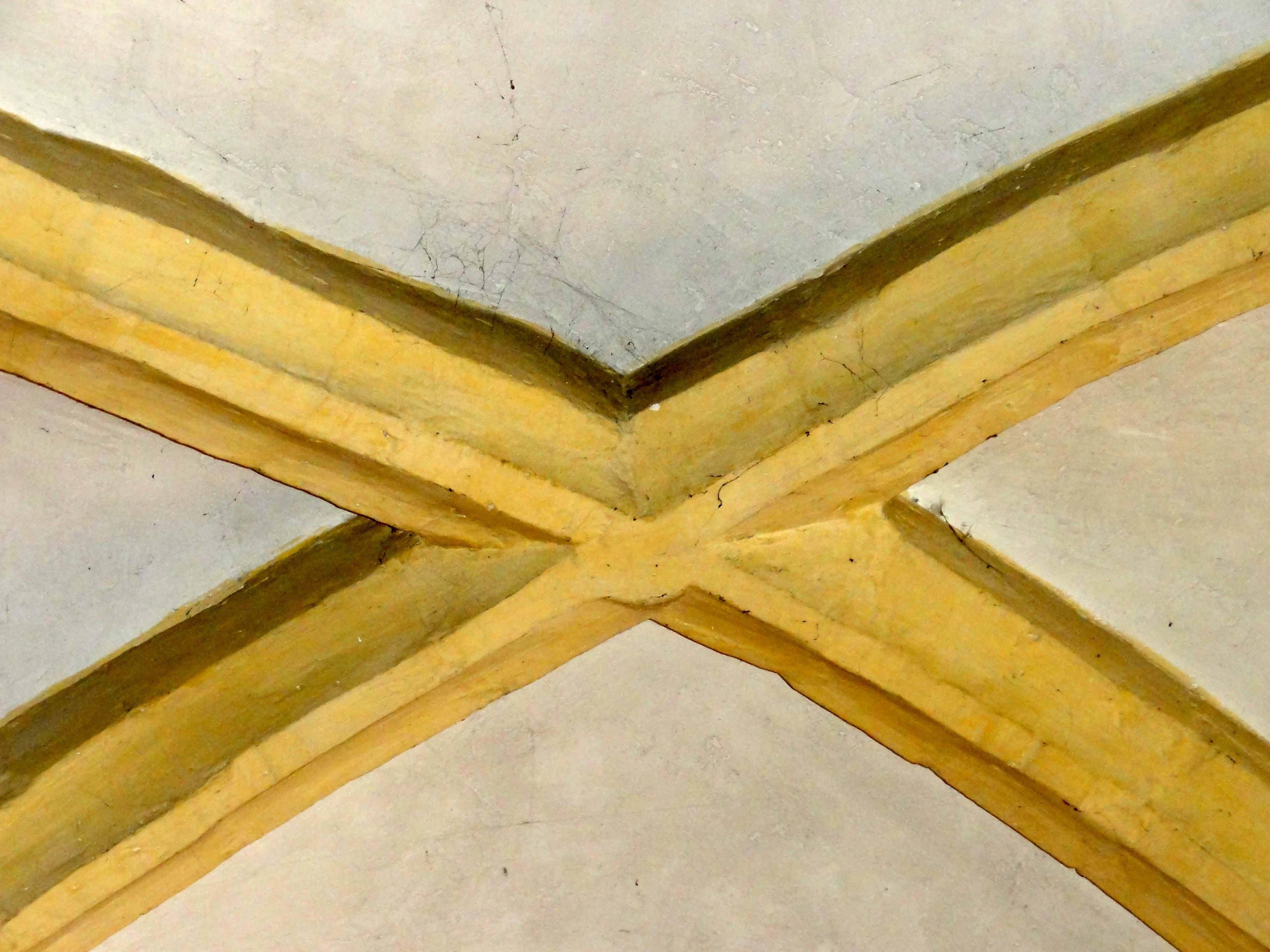
Clé de voûte flamboyante de la base du clocher.
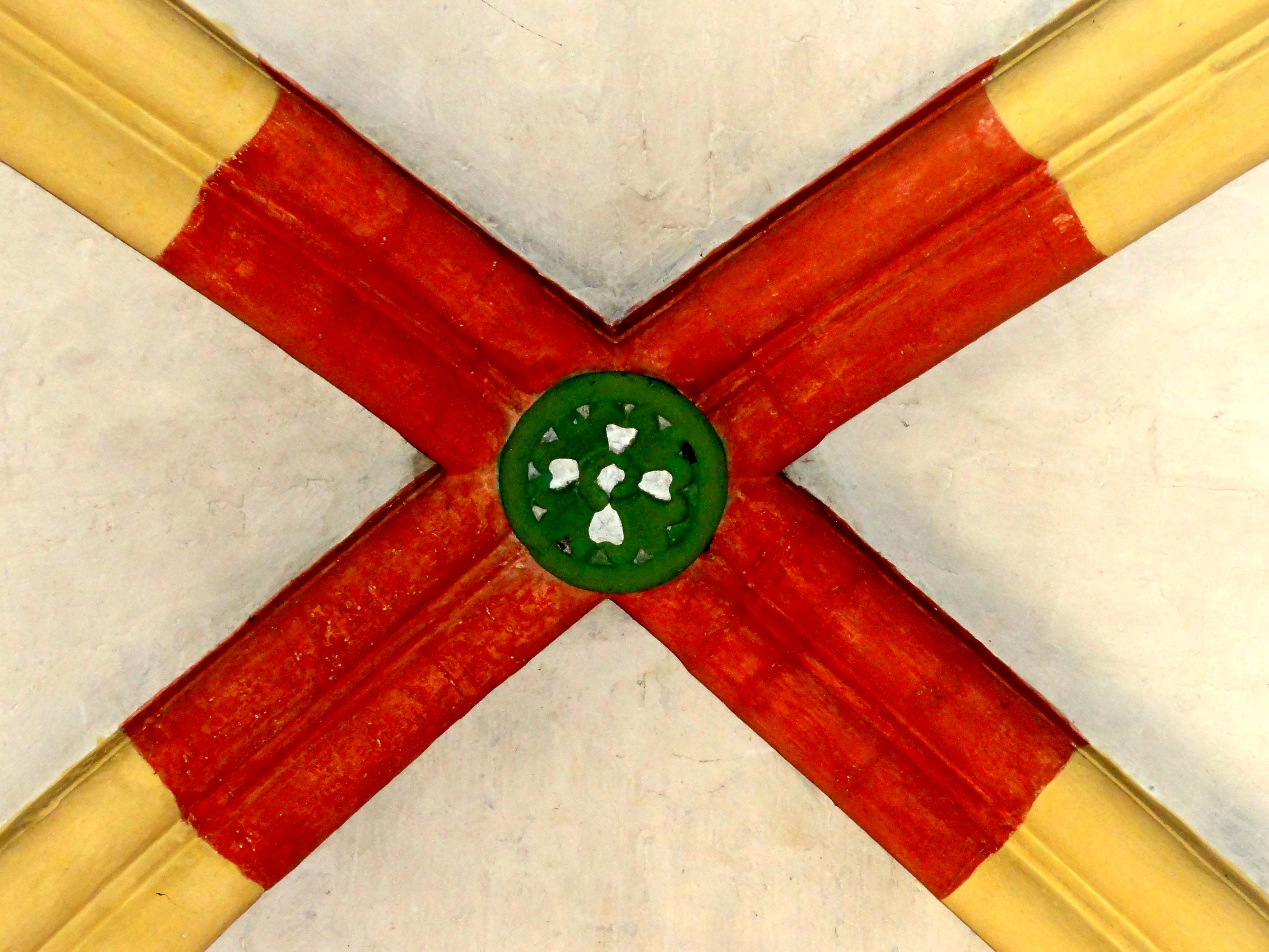
Clé de voûte romane de la 3e travée.
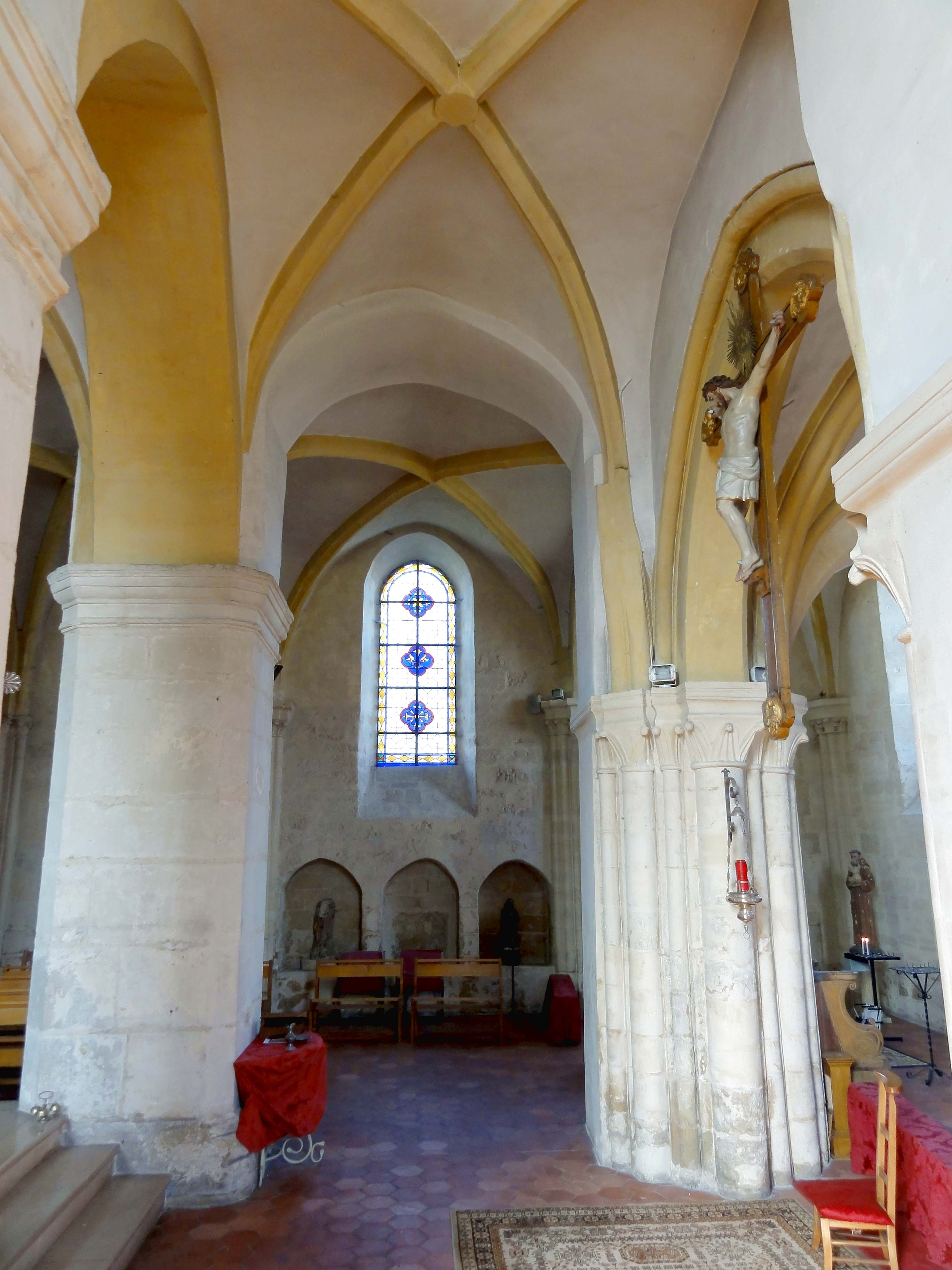
2e travée, vue vers le nord.
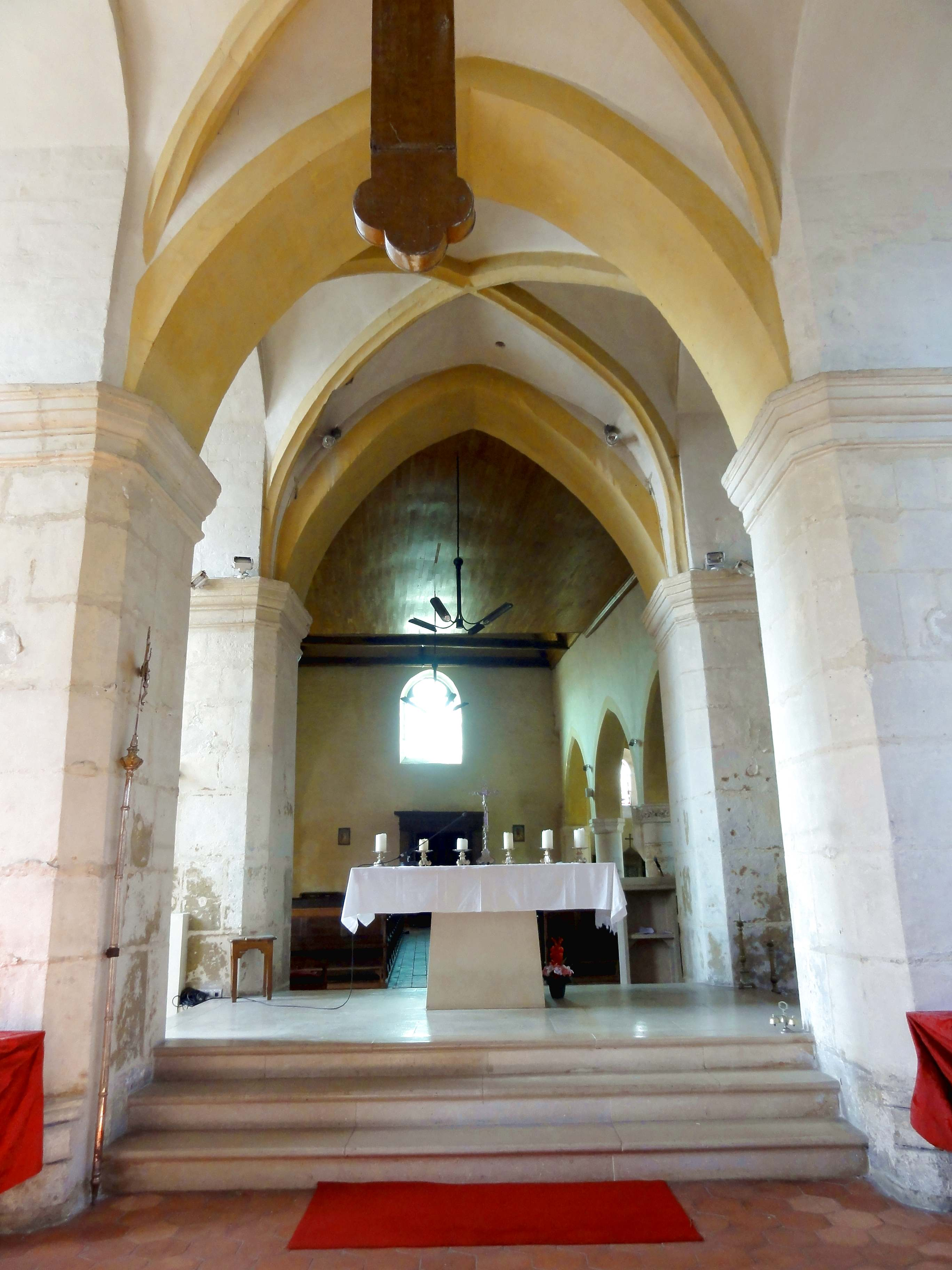
2e travée, vue vers l'ouest.
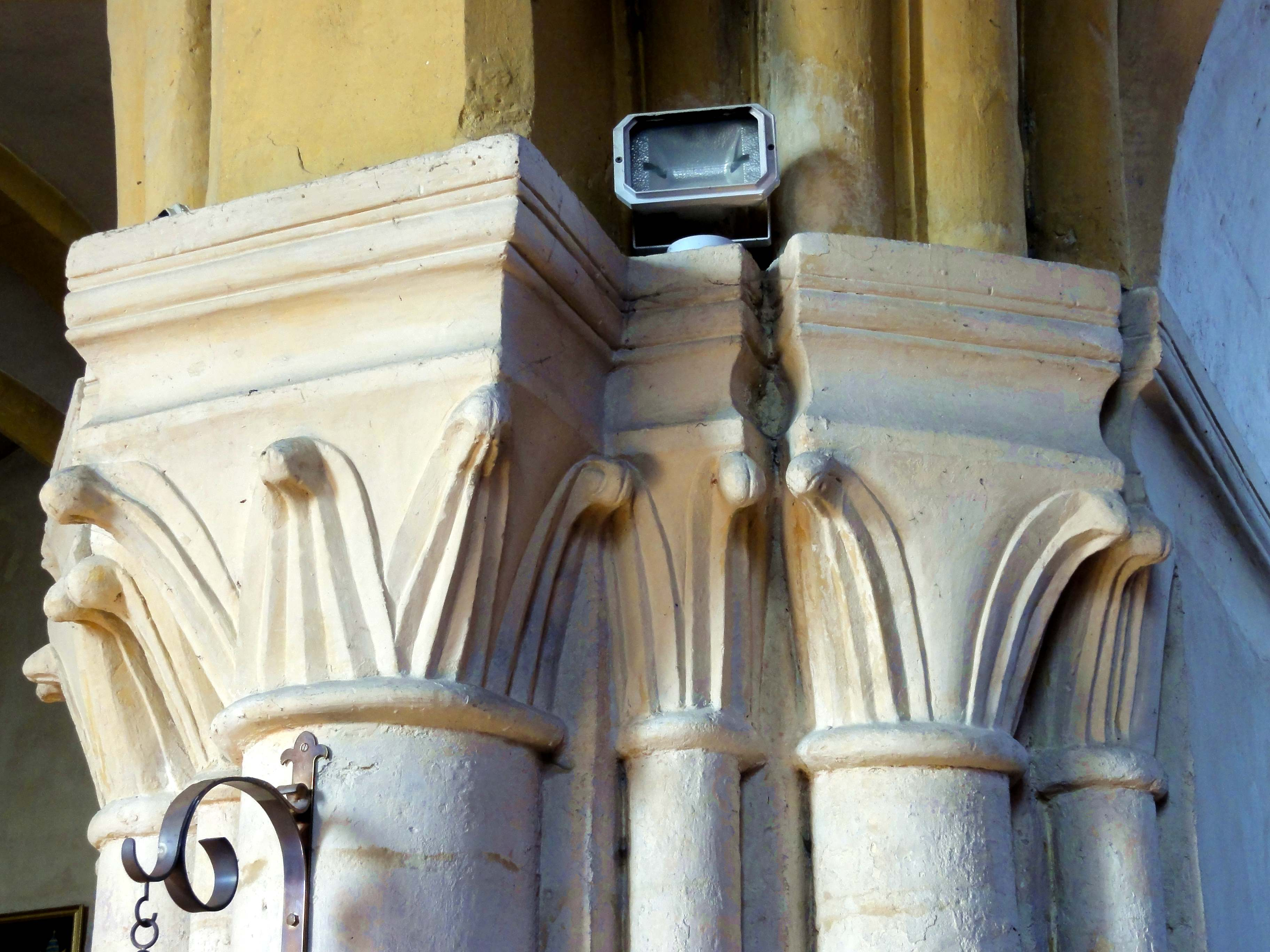
Chapiteaux de crochets du 2e doubleau intermédiaire.
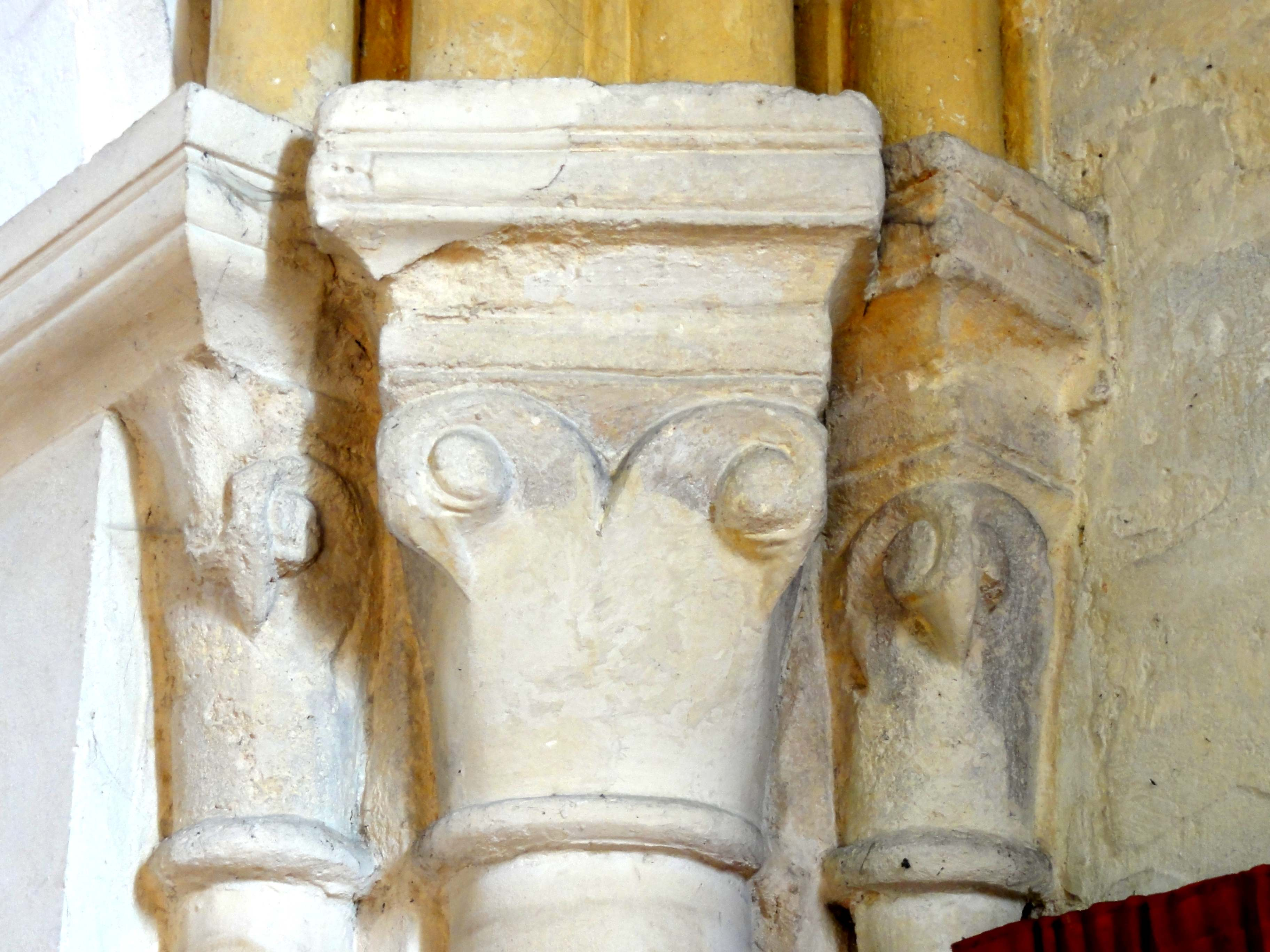
Chapiteaux romans au droit du chevet.

#### Collatéral nord

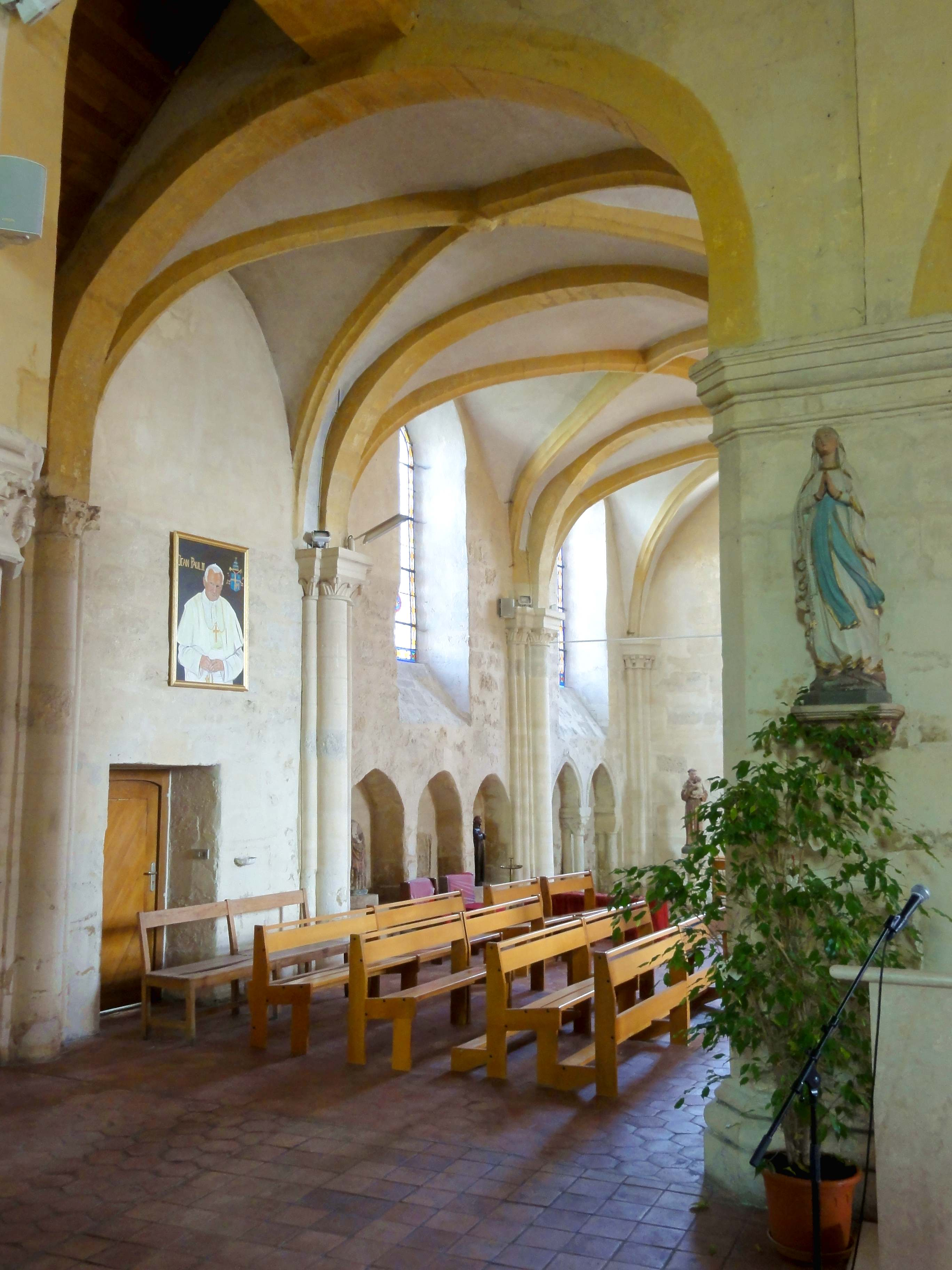
Collatéral nord, vue vers le nord-est.

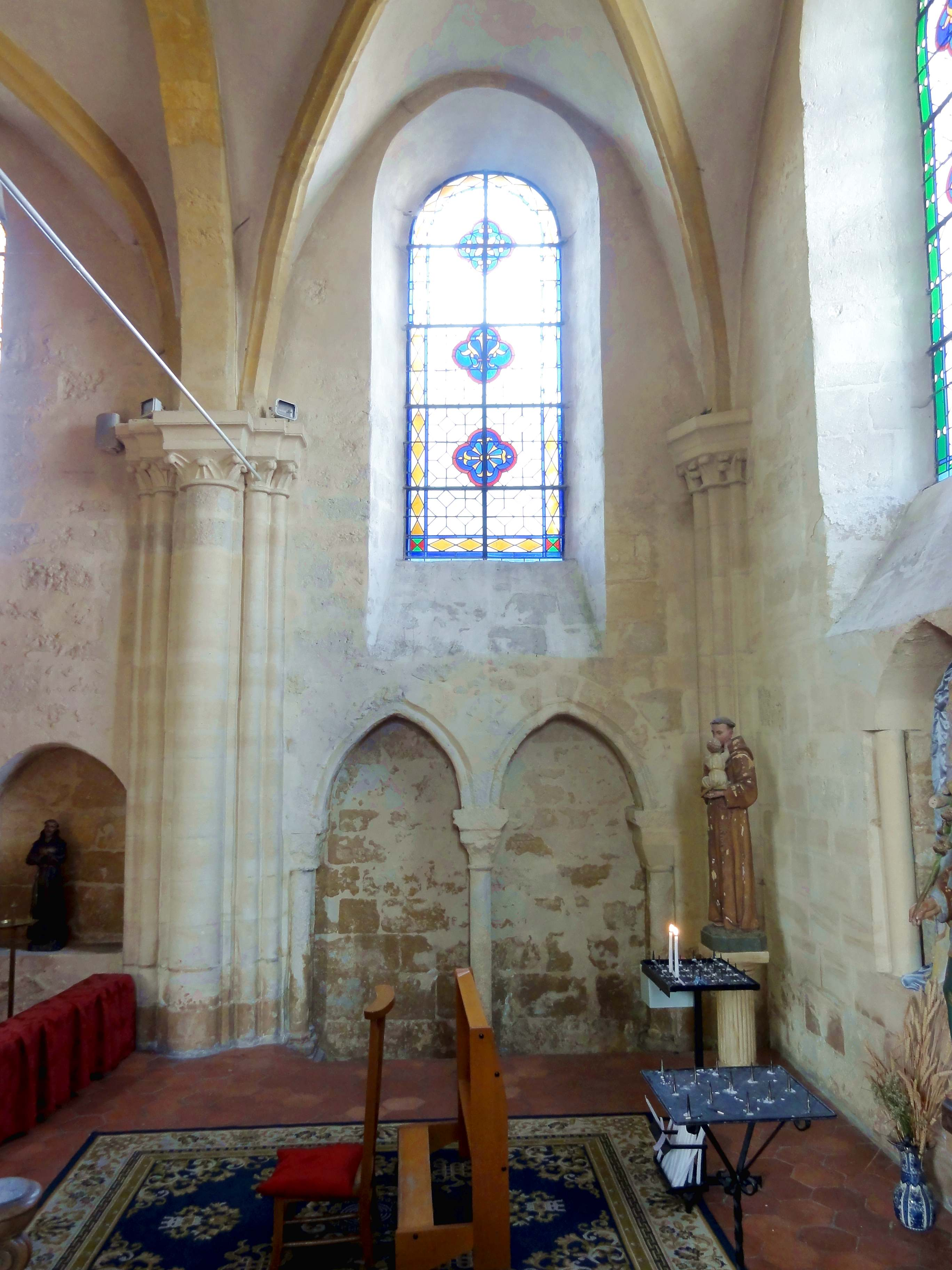
3e travée, vue vers le nord.

Le collatéral nord forme un vaisseau relativement large et homogène par ses trois voûtes d'ogives rustiques de la fin du XVe siècle, qui sont délimitées par trois doubleaux rustiques en cintre surbaissé, sans aucune mouluration. À l'instar des deux premières travées du vaisseau central, les ogives accusent un filet entre deux moulures concaves, et les formerets font défaut. Sous la première voûte, un petit cercle évoque la clé de voûte anciennement sculptée. Sous la deuxième voûte, les ogives se croisent simplement à la clé. Sous la troisième voûte, subsiste la dernière clé sculptée parmi les sept voûtes flamboyantes de l'église. Le motif est une fleur à cinq pétales toute simple. Les ogives ne retombent pas toujours au-dessus des chapiteaux, qui sont tous gothiques. Mais seulement les chapiteaux au nord du doubleau vers le bas-côté et au sud du dernier doubleau intermédiaire paraissent authentiques. Au nord des deux doubleaux intermédiaires et dans les angles au droit du chevet, les tailloirs et chapiteaux ont de toute évidence été resculptés lors d'une restauration, et au sud du doubleau vers le bas-côté et du premier doubleau intermédiaire, les supports gothiques ont été supprimés lors de la reprise des piles du clocher.
En comparaison avec le vaisseau central, l'on note que les tailloirs des ogives ne sont pas implantés obliquement ; que les doubleaux gothiques devaient être à simple rouleau à en juger d'après le nombre de colonnettes ; et que des formerets existaient dans la deuxième et dans la troisième travée seulement. L'on trouve ainsi trois colonnettes au nord du doubleau vers le bas-côté ; quatre au nord du premier doubleau intermédiaire ; cinq au nord et au sud du deuxième doubleau ; et trois dans les angles au droit au chevet. Quand on regarde les chapiteaux d'origine au nord du doubleau vers le bas-côté, la raison de la réfection de la plupart des chapiteaux par les restaurateurs devient visible : tant les tailloirs que les corbeilles sont effectivement très dégradés. Ce qui reste est toutefois suffisant pour constater que le chapiteau sans emploi tourné vers le bas-côté est de la même facture que ses homologues romans au chevet du vaisseau central, alors que le chapiteau du doubleau ressemble aux chapiteaux de crochets des grandes arcades du sud. L'on peut se demander si le chapiteau roman est encore à la bonne place, car les bas-côtés n'ont jamais été voûtés, mais peut-être leur reconstruction était-elle envisagée. Dans les églises romanes voisines de Bury, Cambronne, Foulangues et Saint-Vaast-lès-Mello, les bas-côtés ont bien été voûtés dès la période romane. Quant aux chapiteaux également authentiques au sud du dernier doubleau, leurs crochets sont mieux affirmés que dans le vaisseau central du chœur (milieu XIIe siècle), mais moins épanouis que dans la nef (début XIIIe siècle). Les tailloirs affichent un profil plus simple que dans le vaisseau central, et se composent d'une plate-bande, d'un listel, et d'un large cavet. Les bases ont été noyées dans le sol.
Des fenêtres n'existent que dans la deuxième et dans la troisième travée, soit deux au nord et une à l'est. Ce sont des lancettes simples relativement grandes, qui sont en arc brisé dans la deuxième travée, et en plein cintre dans la troisième travée. La porte vers l'extérieur au début de la première travée n'a été créée que lors de la dernière restauration, contrairement à ce que suggèrent les moulures prismatiques qui l'entourent. Une petite porte existait jadis dans le soubassement de la fenêtre de la deuxième travée. Ce qui mérite encore l'attention sont les arcatures plaquées des allèges de la deuxième et de la troisième travée, du côté nord seulement. Elles prolongent une tradition de la période romane, qui se manifeste par exemple à Cambronne-lès-Clermont, Catenoy, Cormeilles-en-Vexin, Moussy, Parnes, Rocquemont, Saint-Clair-sur-Epte, Saint-Vaast-de-Longmont, Trumilly, Us, Villers-Saint-Paul, etc., et se poursuit à la période gothique, quand les arcatures sont le plus souvent réservées aux édifices plus prestigieux. Dans la deuxième travée, les arcatures sont au nombre de trois. Elles adoptent un tracé irrégulier plus proche de l'arc brisé que du plein cintre, ne sont pas moulurées, et dépourvues de supports. Dans la deuxième travée, les arcatures sont au nombre de deux seulement, mais autrement élégantes. Leurs archivoltes sont moulurées d'un tore, et la retombée s'effectue sur les tailloirs de trois paires de colonnettes en délit placées l'une avant l'autre. Les tailloirs et chapiteaux sont malheureusement très dégradés, ou ont été remplacés par des blocs seulement épannelés tout à droite. L'on devine des restes de crochets sur le chapiteau médian. Les bases ont été dégagées, mais leur état de conservation est médiocre. En somme, ces arcatures plaquées paraissent nettement gothiques, et ne concordent pas avec la lourdeur des supports des voûtes, ni avec la corniche de modillons à l'extérieur, dont Dany Sandron suppose qu'elle provient de l'édifice précédent. Au chevet, une niche à statue en dessous de la fenêtre démontre que des arcatures n'ont pas dû exister de ce côté. Cette niche dispose d'une colonnette unique, refaite et sans chapiteau, comme seul décor. Elle abrite une Vierge à l'Enfant bien que la chapelle soit en fait dédiée à sainte Marie-Madeleine depuis 1777.

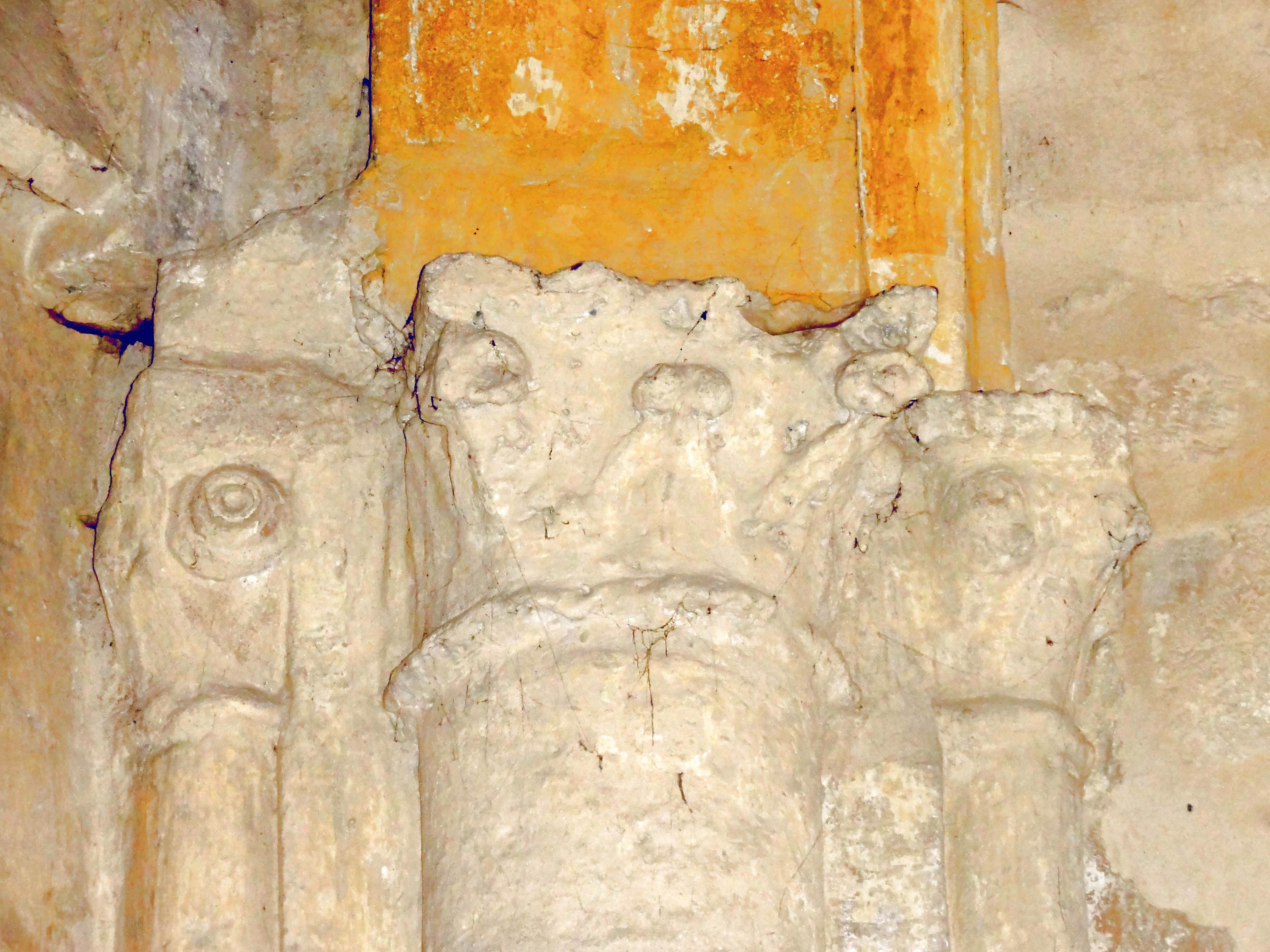
Doubleau vers le bas-côté, chapiteaux côté nord.
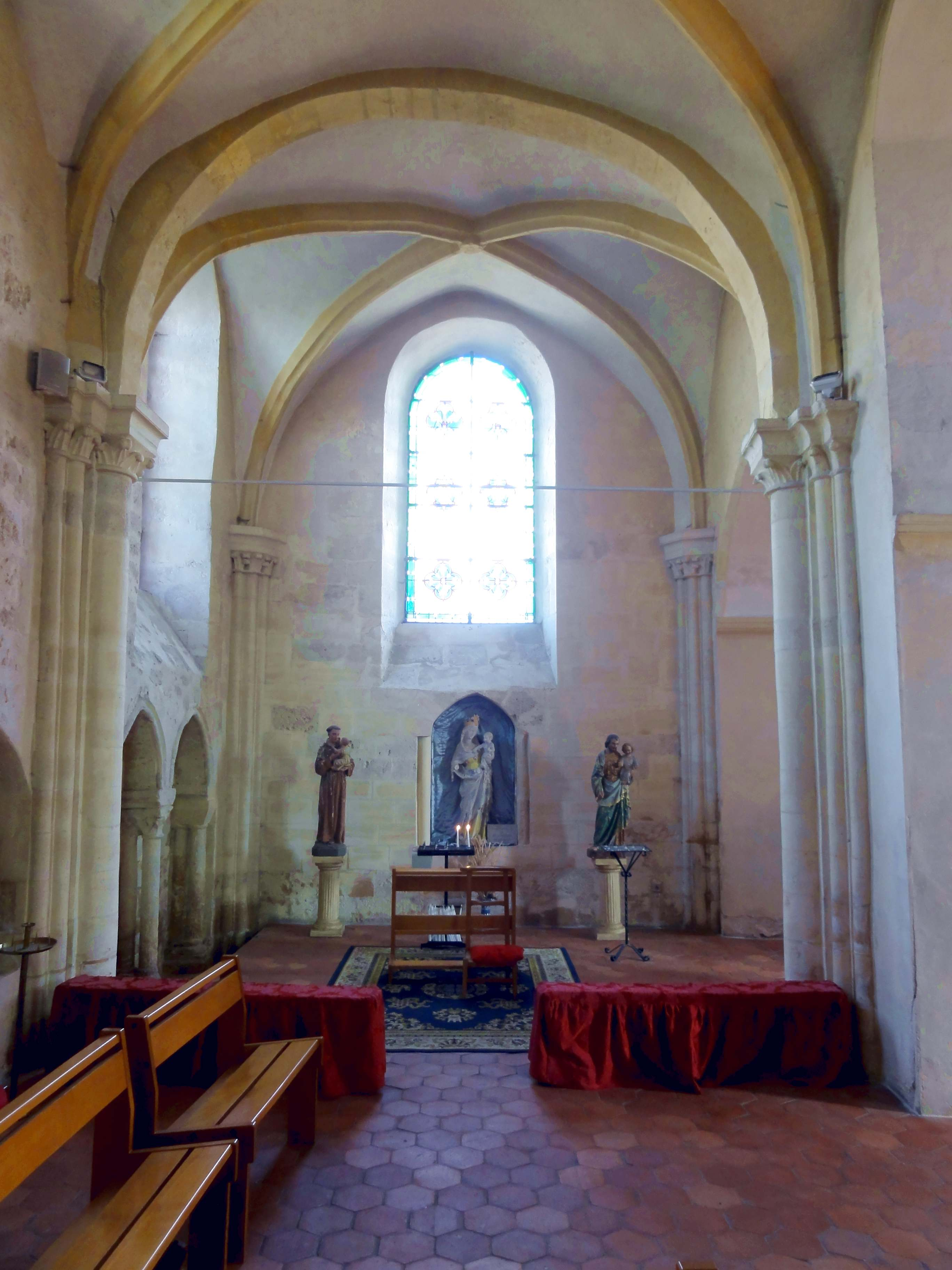
2e travée, vue vers l'est.
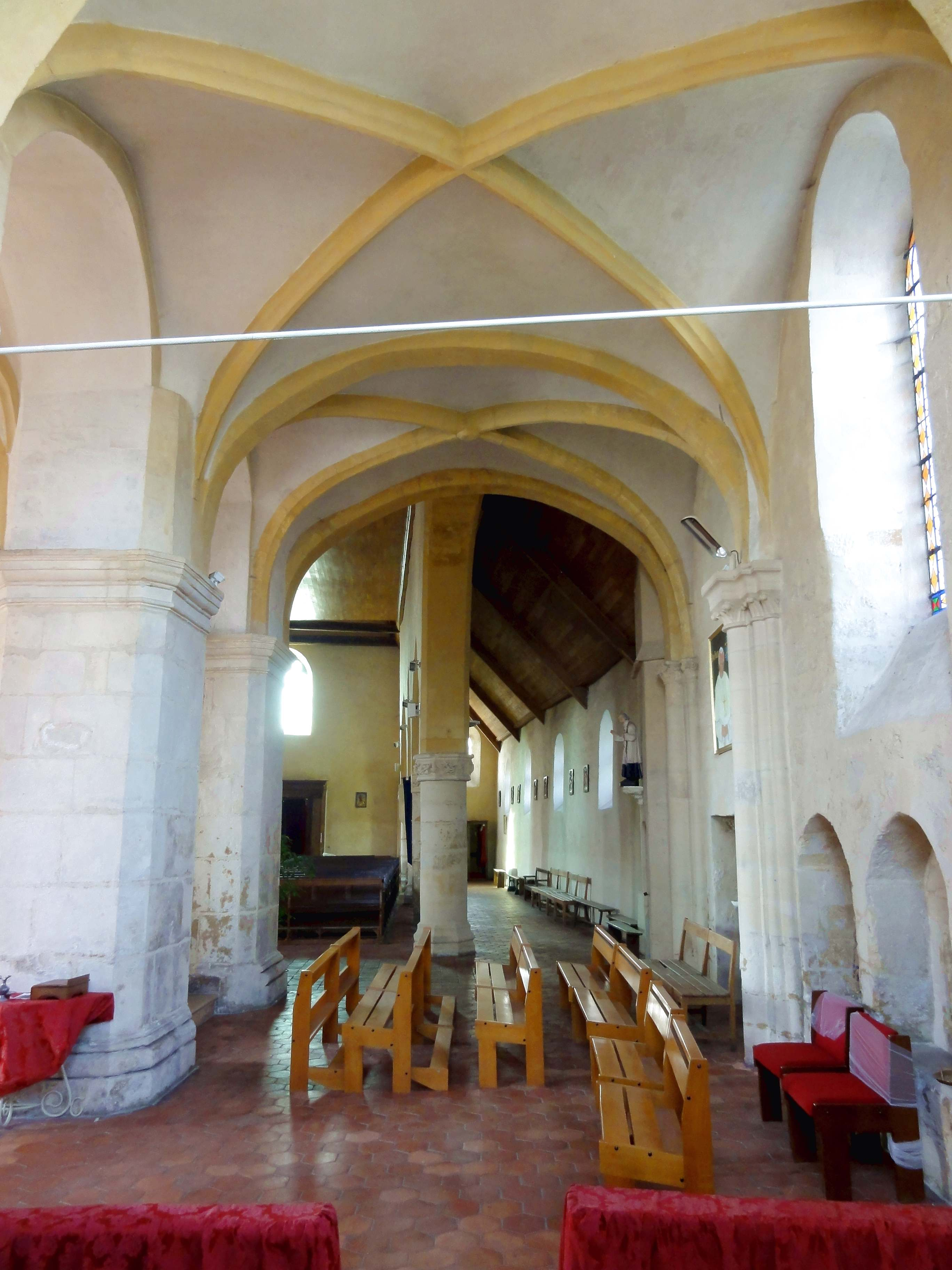
Vue vers l'ouest au niveau du 2e doubleau.
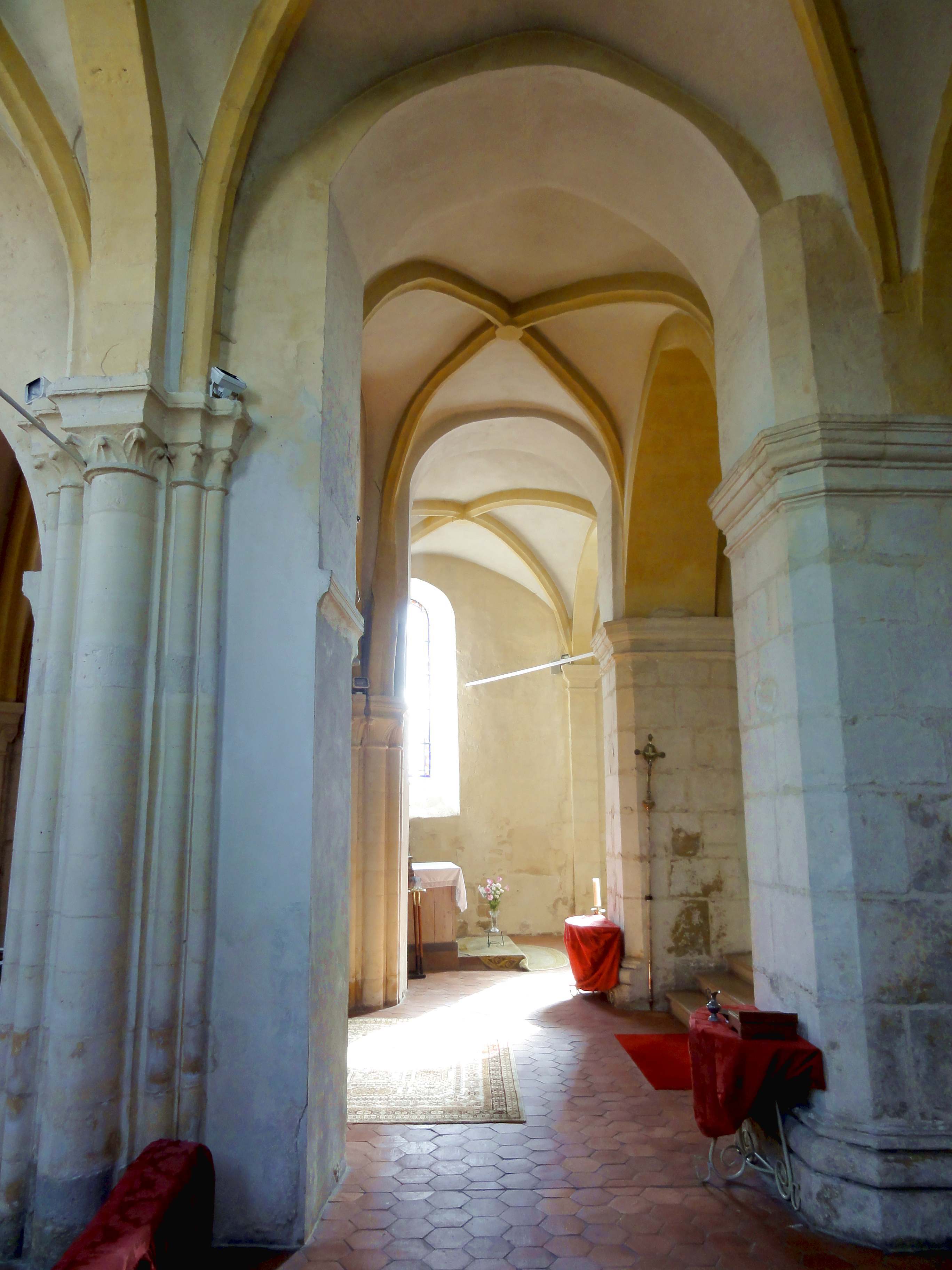
2e travée, vue vers le sud.
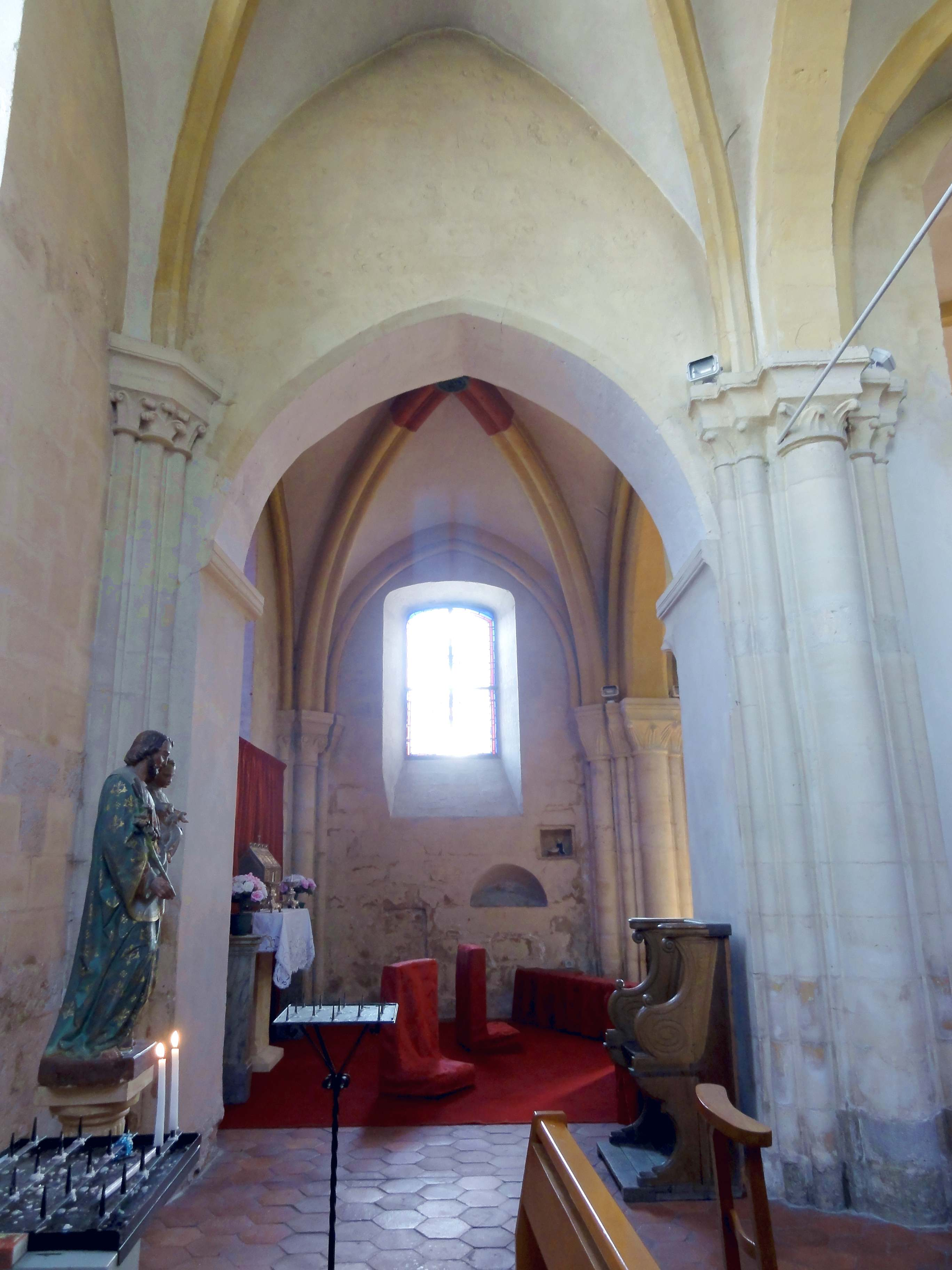
3e travée, vue vers le sud.
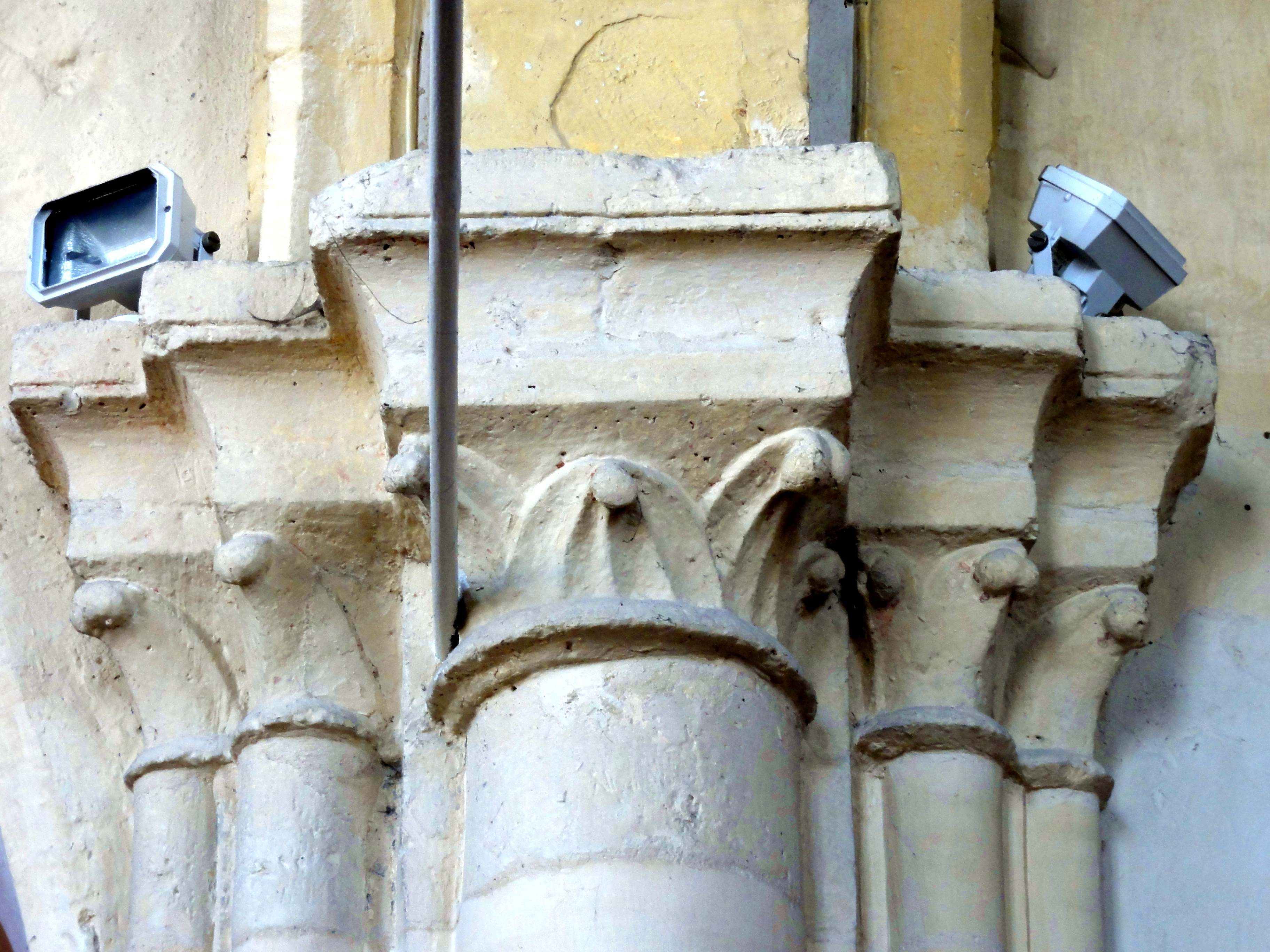
2e doubleau intermédiaire, chapiteaux côté sud.

#### Collatéral sud

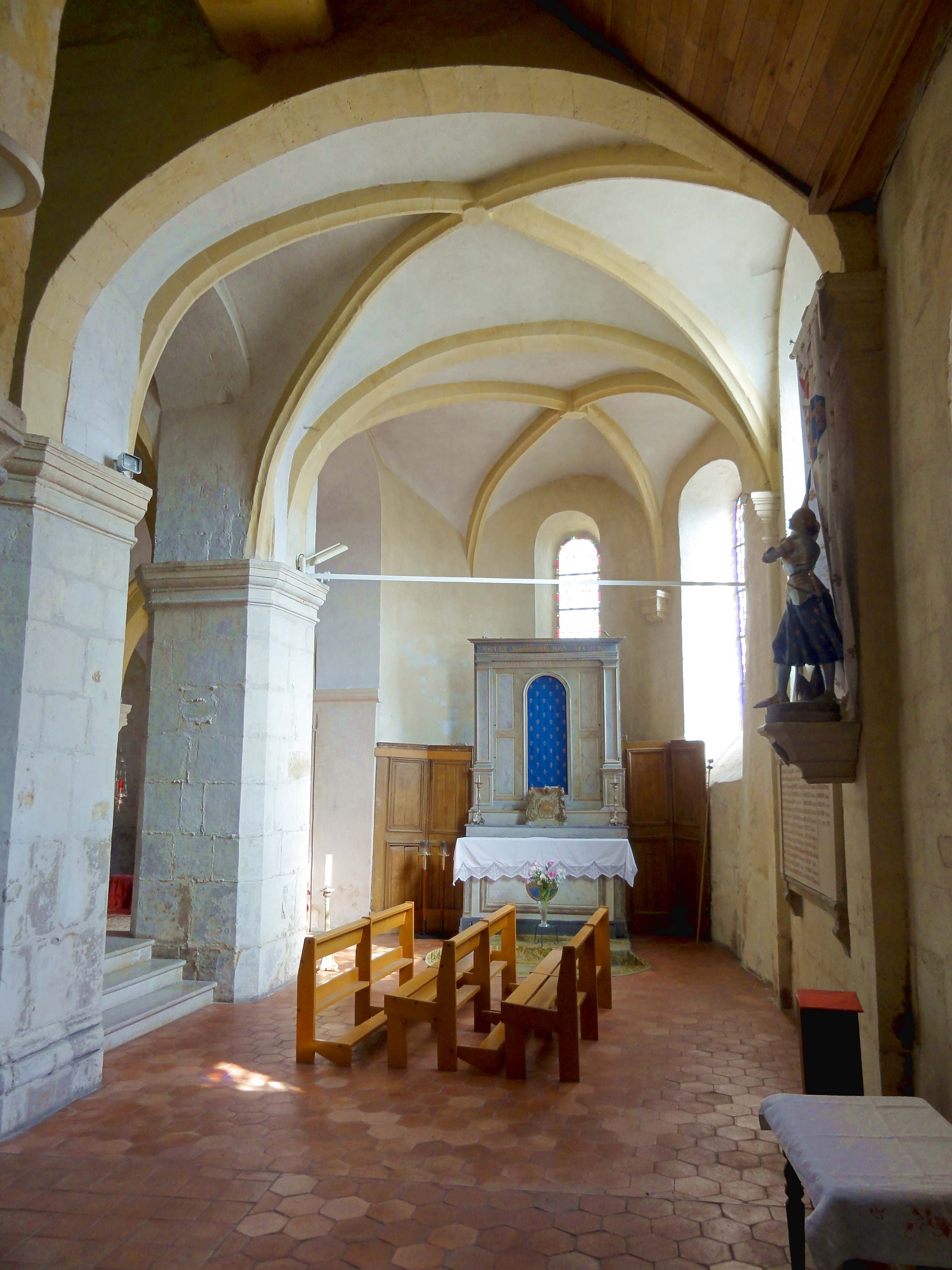
Vue vers l'est.

Le collatéral sud est la chapelle de la Vierge, mais la Vierge à l'Enfant a quitté le retable de Notre-Dame de Bon-Secours, et a trouvé son nouveau domicile dans la niche au chevet de la chapelle Sainte-Marie-Madeleine, dans le collatéral nord. La chapelle de la Vierge est la partie la mieux éclairée de l'église, grâce à son exposition et ses trois fenêtres pour seulement deux travées. Si le plan est susceptible de remonter à l'édifice roman du milieu du XIIe siècle, les élévations ne gardent plus rien de médiéval, sauf peut-être la baie du chevet, qui est des mêmes dimensions que celle du vaisseau central, dont la datation du milieu du XIIe siècle ne fait pas de doute. Louis Graves qualifie ainsi le collatéral sud de moderne, et Dany Sandron se joint à cet avis, sans se rendre compte que les voûtes sont exactement de la même facture que dans les deux premières travées du vaisseau central et le collatéral nord, qu'il date lui-même de la fin du XVe siècle. Ainsi, les murs extérieurs ne sauraient pas être entièrement modernes. Mais les deux baies du sud, dont la première plus grande que la deuxième ; les chapiteaux doriques à la retombée des deux doubleaux perpendiculaires du côté sud ; et la console qui reçoit l'ogive dans l'angle sud-est de l'abside sont bien de style classique, et datent du XVIIe ou XVIIIe siècle, époque de la construction des quatre massives piles du clocher. Ce sont les deux piles méridionales qui marquent l'élévation nord du collatéral, ainsi que le doubleau en plein cintre extrêmement surhaussé par rapport au niveau des impostes, qui assure la liaison avec la seconde travée du vaisseau central, et ouvre une perspective sur un second vaisseau perpendiculaire en plus du transept,.

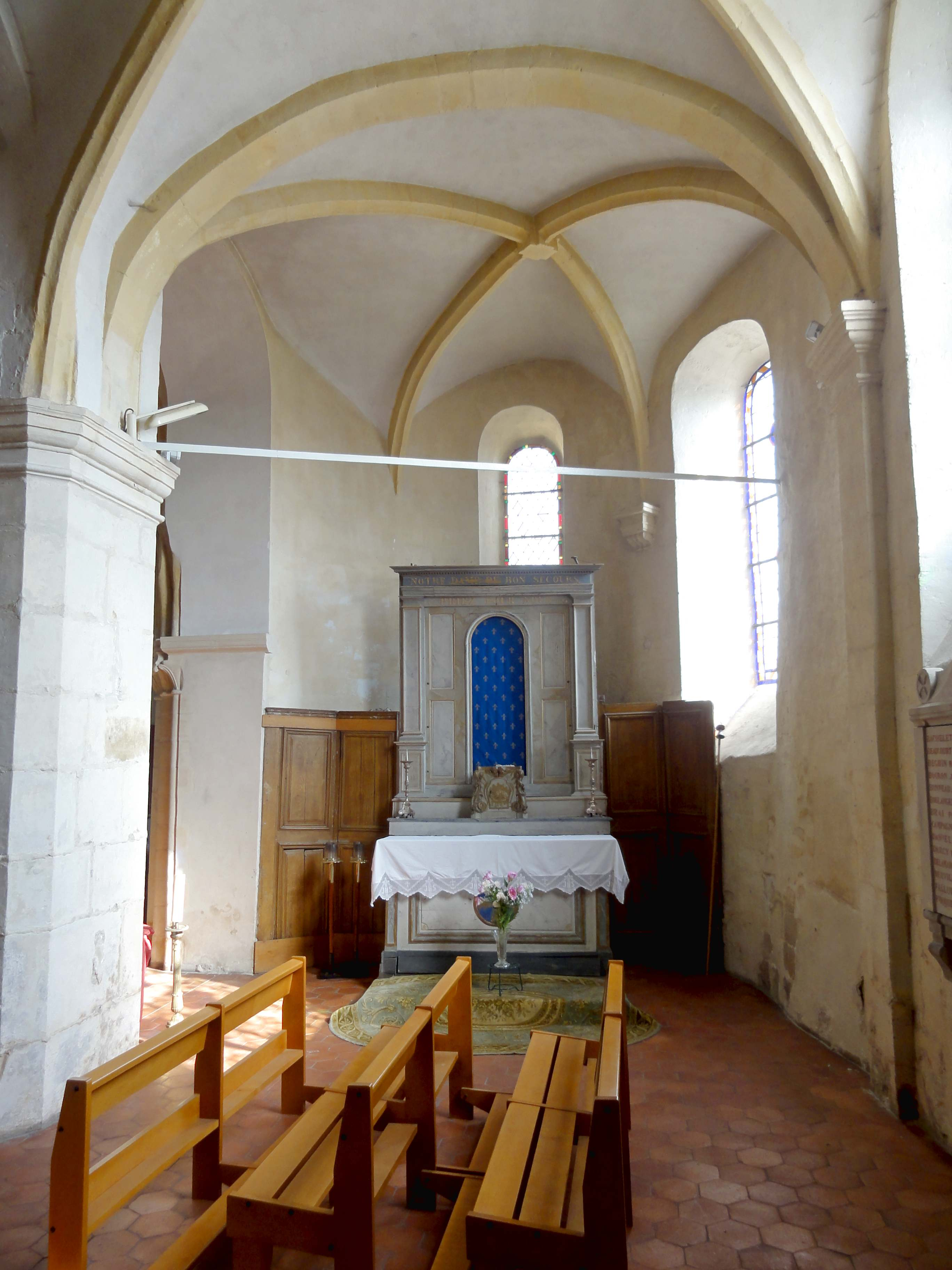
Vue vers l'est.
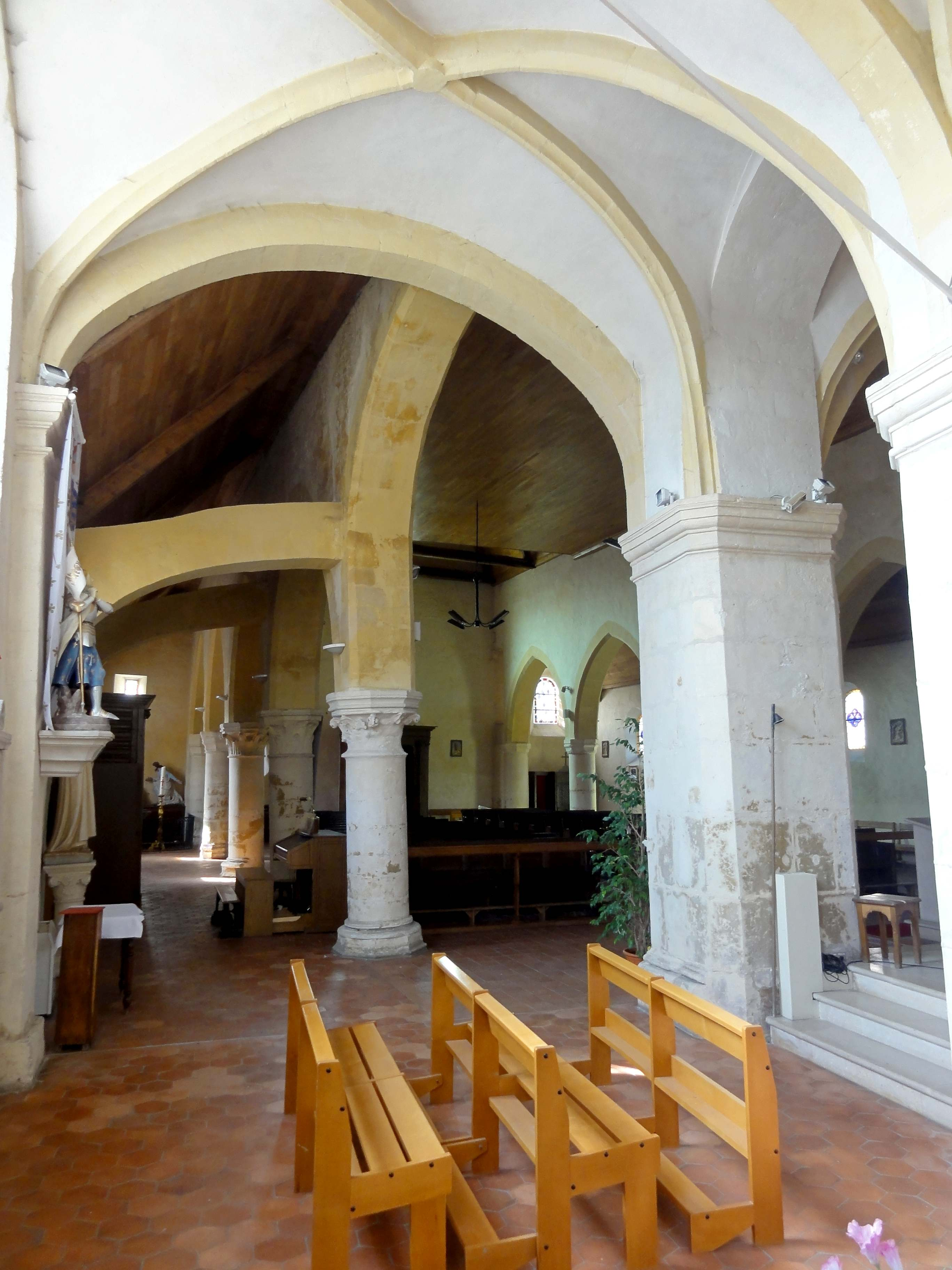
Vue vers l'ouest.
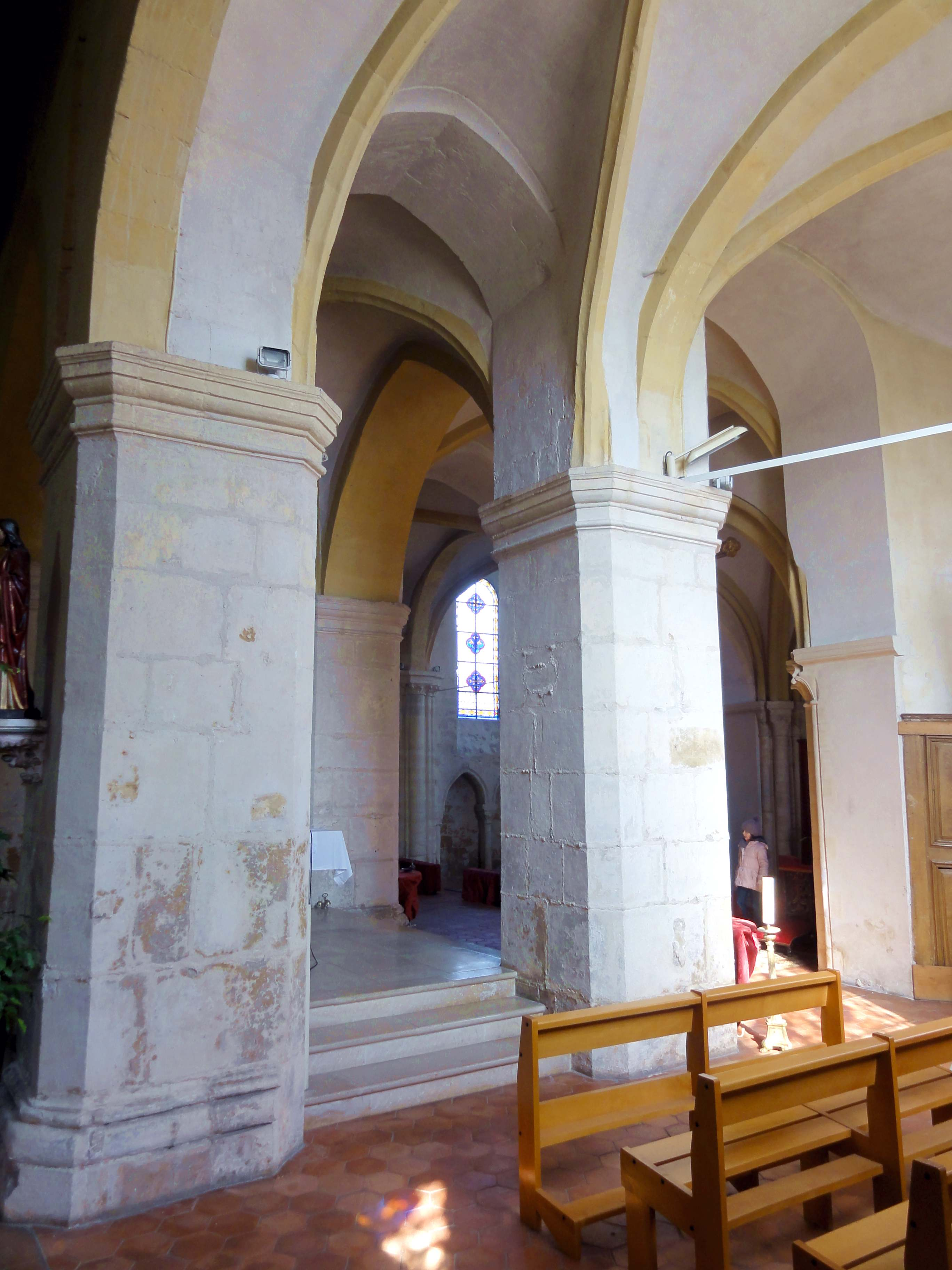
Vue vers le nord-est.
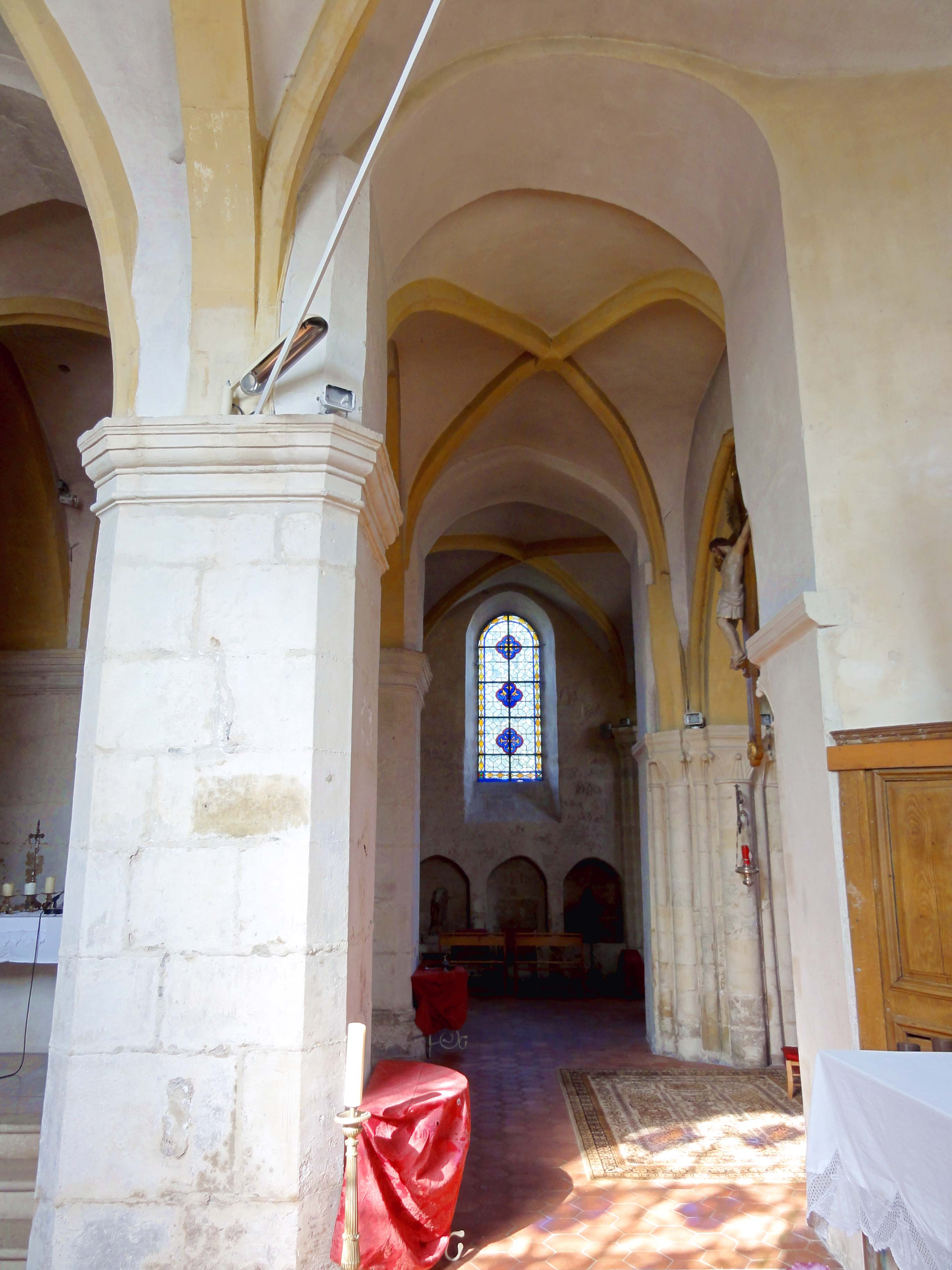
2e travée, vue vers le nord.
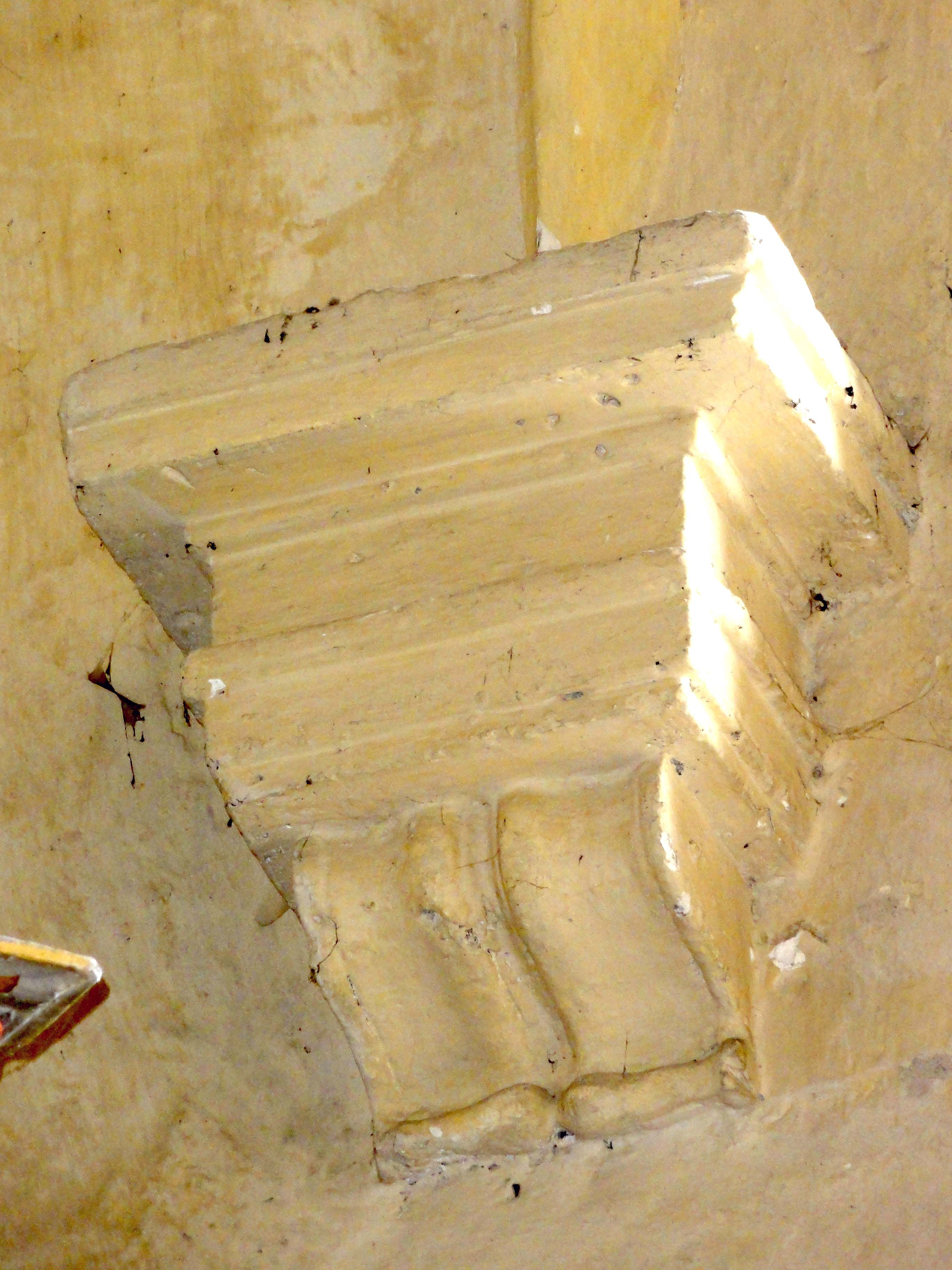
Console de l'ogive.
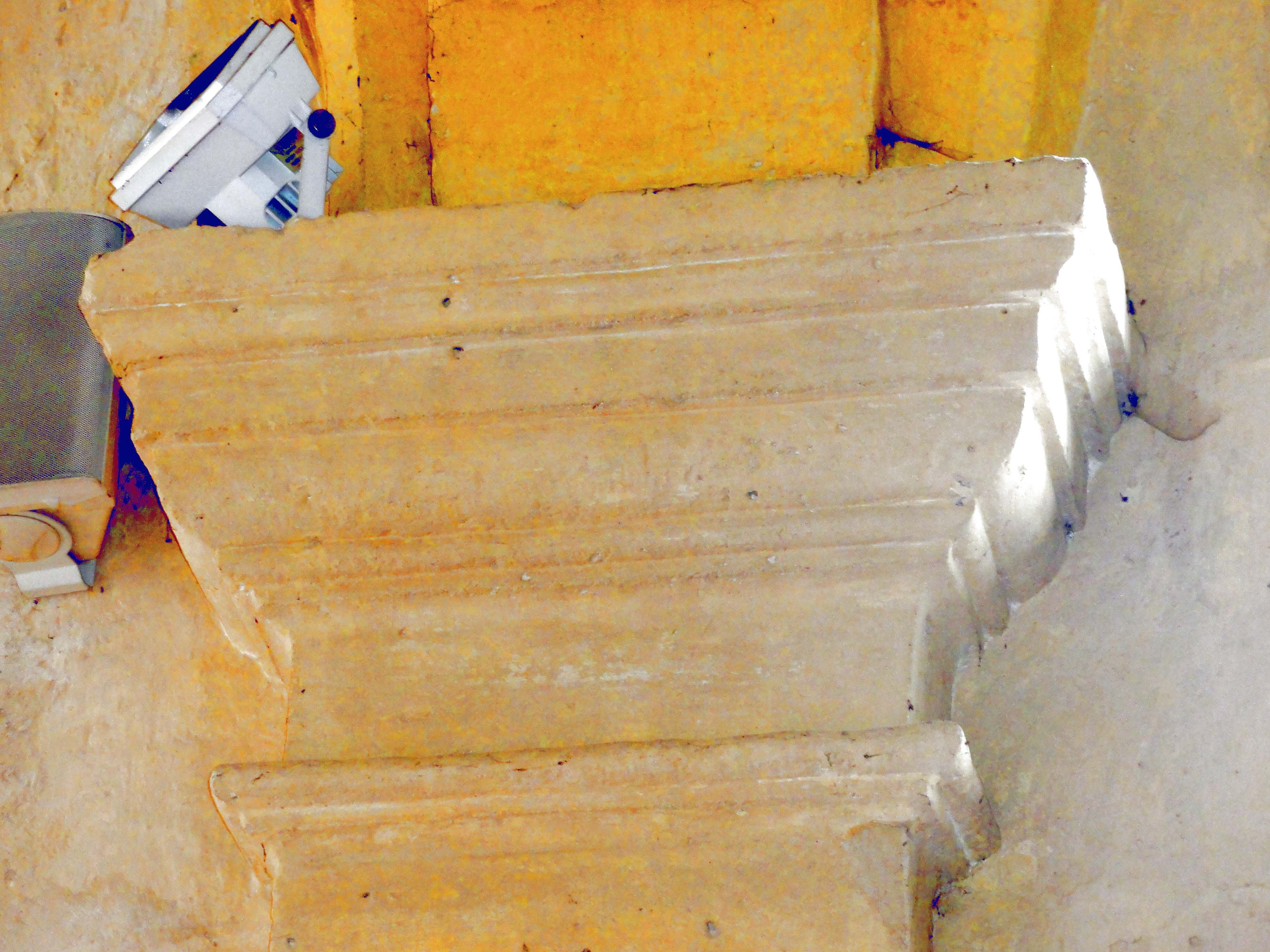
Chapiteau dorique.

### Extérieur

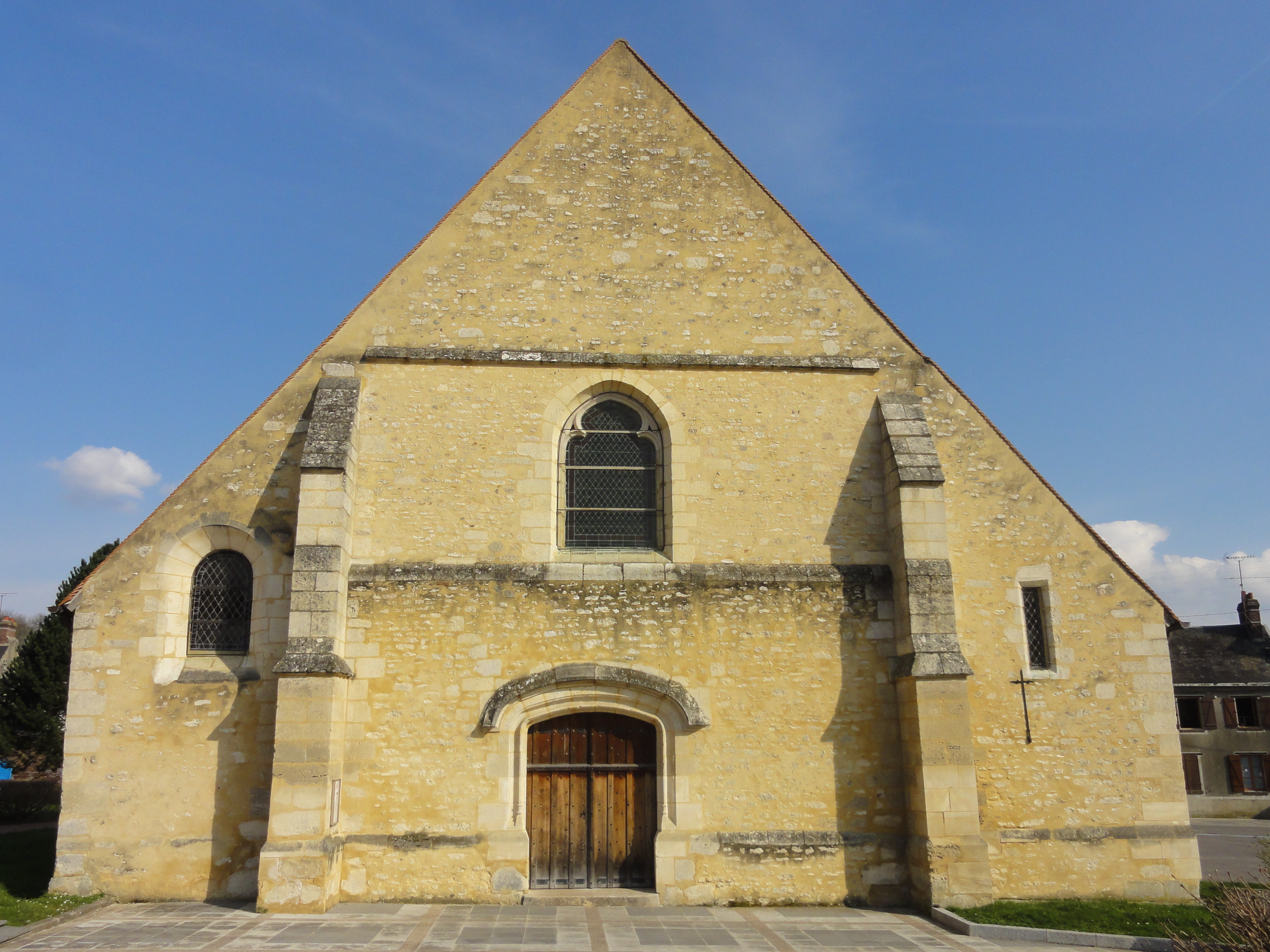
Façade occidentale.

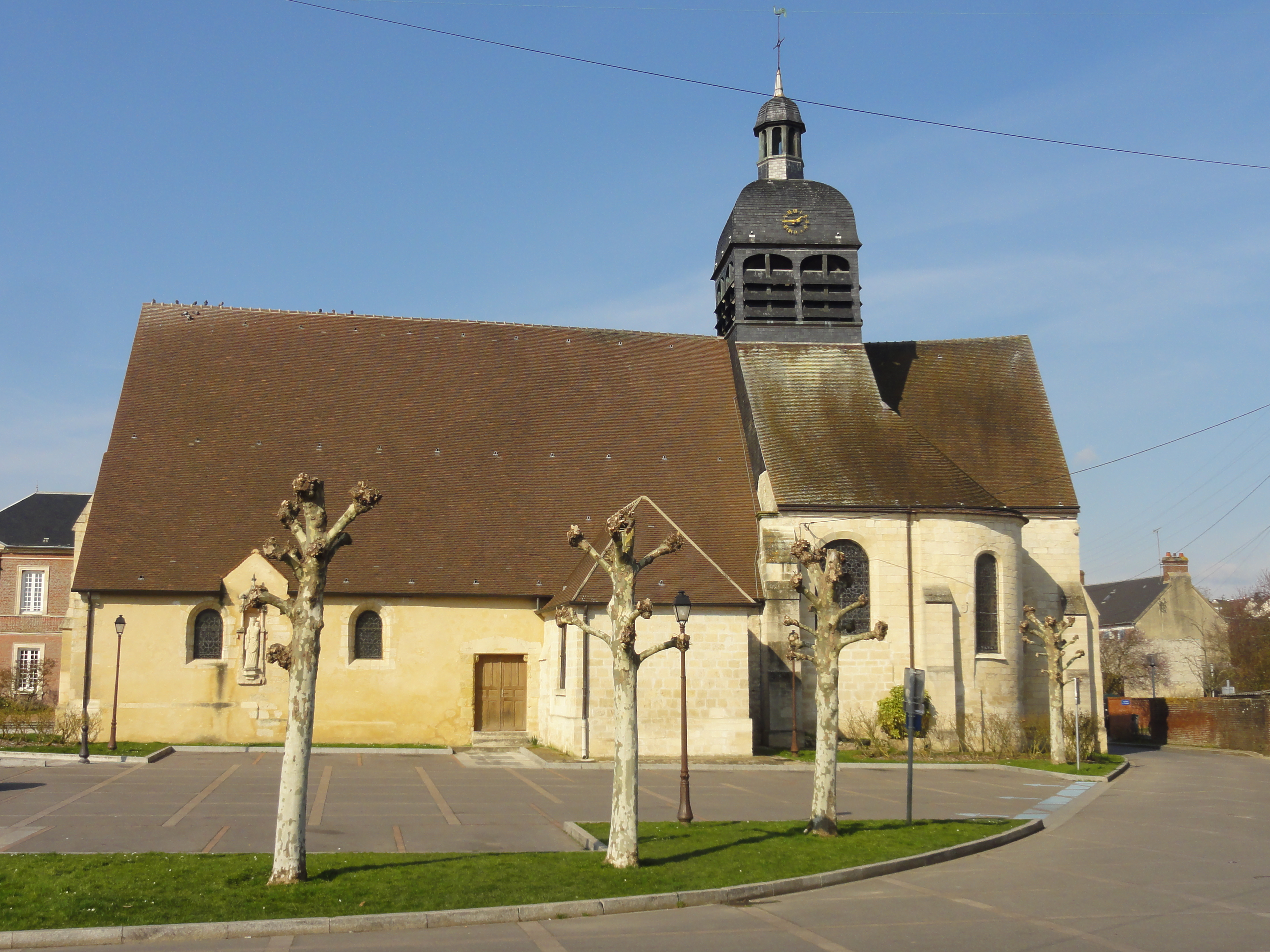
Vue depuis le sud.

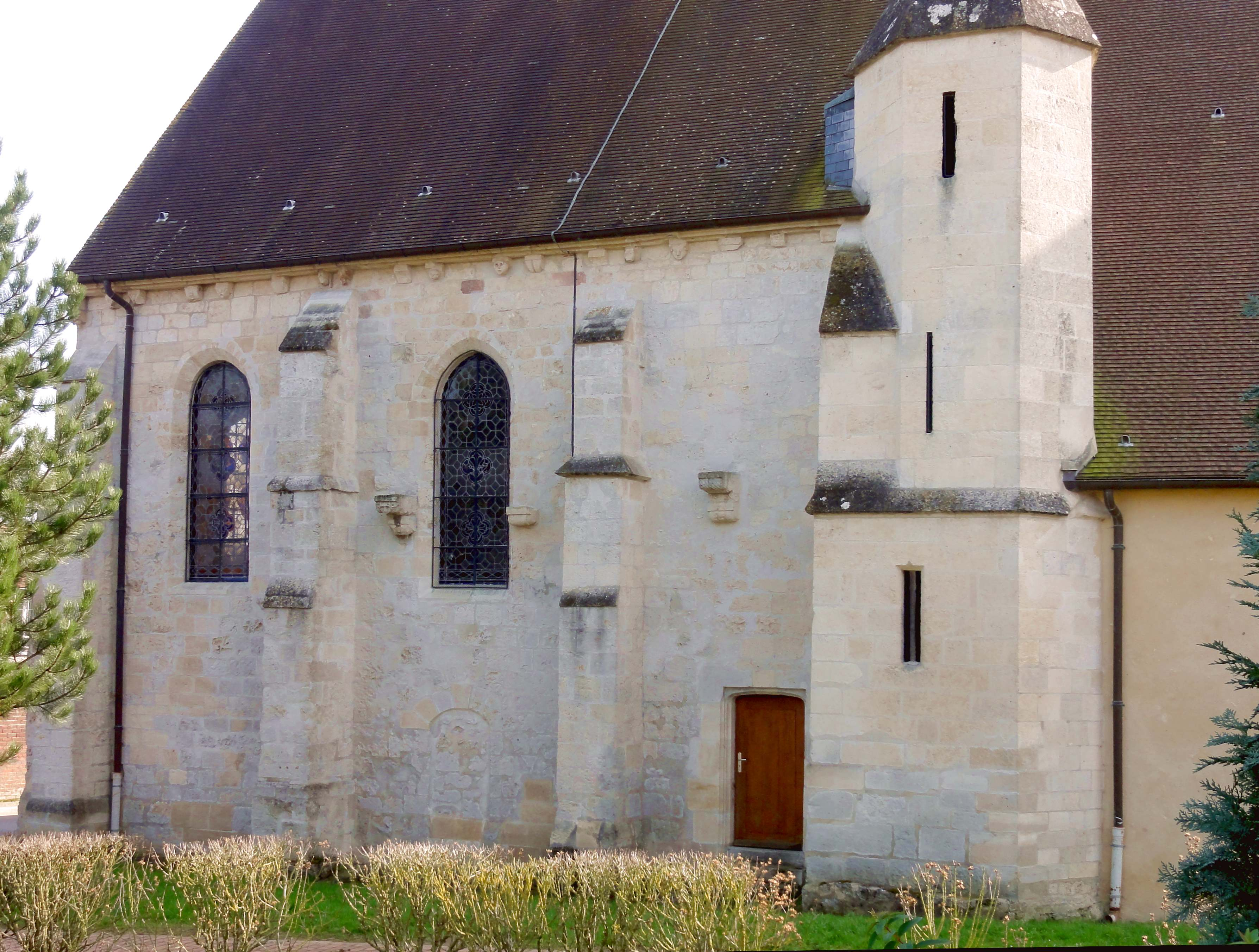
Collatéral nord.

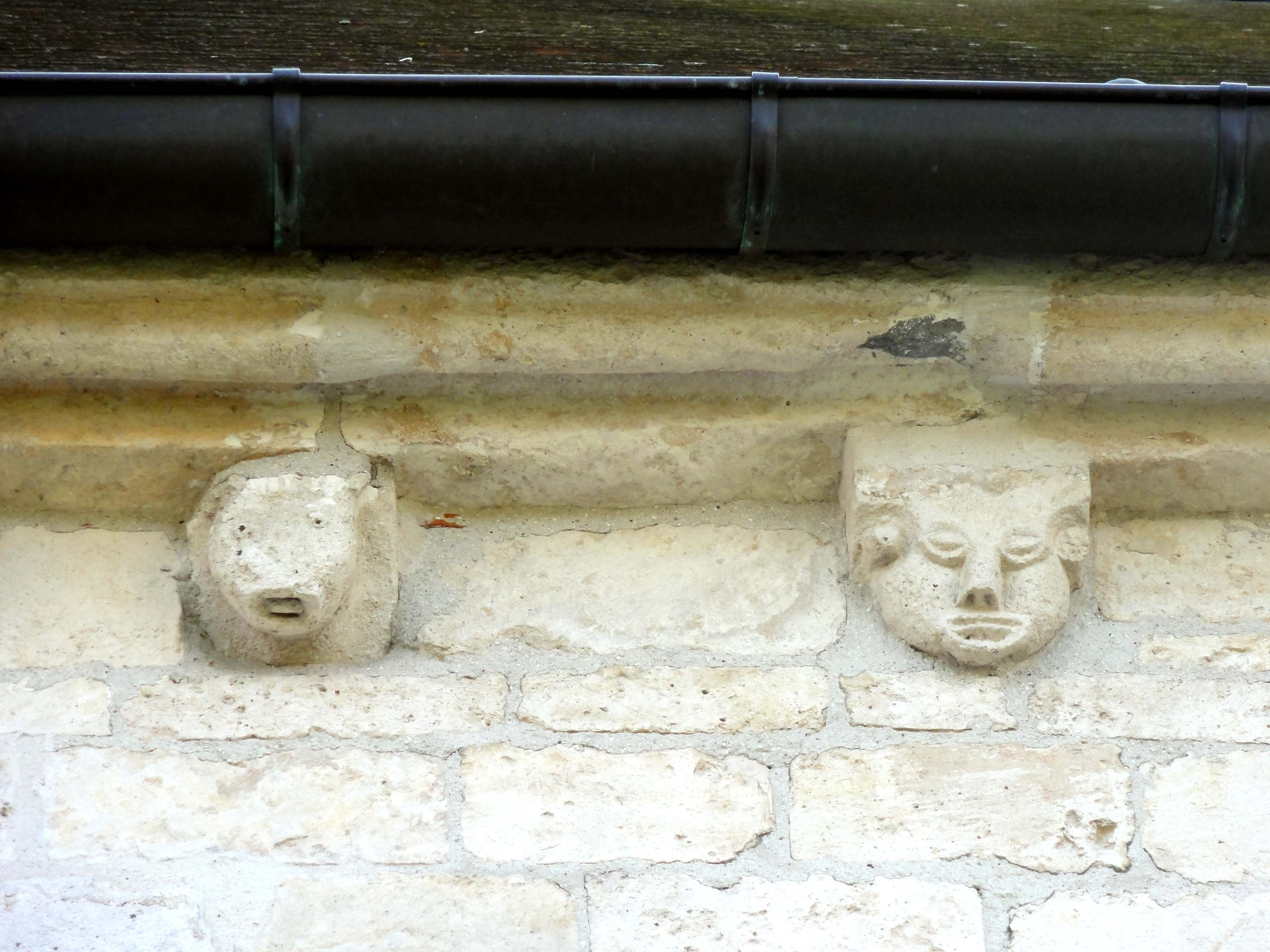
Modillons de la corniche au nord.

L'extérieur de l'église se présente sous un jour sobre et modeste, avec une façade occidentale pratiquement dépourvue d'ornementation, des murs gouttereaux très bas, et un discret clocher en charpente qui émerge des combles du chœur. Son étage de beffroi, qui prend peut-être appui sur un étage intermédiaire construit en dur, est ajouré de deux grandes baies abat-son en anse de panier par face. La toiture est un dôme à quatre pans séparés par des arêtes. Ce dôme est sommé d'un lanternon dodécagonal. — La façade et les murs des bas-côtés sont bâtis en moellons noyés dans un mortier, sauf pour les contreforts, les pourtours des fenêtres et les chaînages d'angle ; les parties orientales et la sacristie sont réalisées en pierre de moyen appareil.
La façade est épaulée par seulement deux contreforts correspondant aux grandes arcades de la nef : il n'y a pas de contreforts aux angles des bas-côtés. À mi-hauteur, les contreforts sont scandés par un larmier présent sur leurs trois faces, et ils s'amortissent par un glacis formant larmier. Après les premières assises, ils se retraitent par un fruit, comme l'ensemble de la façade, et au milieu de la section supérieure, ils se retraitent par un deuxième fruit, qui concerne également le mur occidental de la nef. Celui-ci est subdivisé en deux parties par ce fruit, et en haut, un larmier marque la naissance du pignon. Le portail, en anse de panier, est entouré d'une arête saillante munie de bases flamboyantes, et d'une large gorge accompagnée d'une fine moulure concave. Il est surmonté d'un bandeau également pourvu de moulures prismatiques. La fenêtre haute, qui garde les vestiges d'un remplage flamboyant de la fin du XVe siècle, a déjà été décrit. Le pignon est nu est aveugle. Concernant les bas-côtés, en plus des fenêtres déjà évoquées, l'on peut uniquement signaler le dais flamboyant entre les deux fenêtres méridionales, qui appartient à une niche à statue surmonté d'un petit fronton triangulaire, et les deux consoles qui supportent le linteau du portail méridional : elles représentent des têtes d'homme, dont un couronnée, qui ont pour moustaches des feuilles de chêne. La sacristie est une construction simple et solide. Une délicate frise de feuillages court sous la fenêtre. Au nord, une tourelle d'escalier octogonale s'élève à l'intersection entre le bas-côté de la nef et le collatéral du chœur. Il est scandé par un larmier qui va tout autour, et englobe un contrefort. Le jour entre par trois meurtrières, toutes différentes. La petite flèche en pierre est couronnée d'un beau fleuron.
Le collatéral sud n'offre d'intéressant que son plan en hémicycle, réminiscence probable d'une absidiole romane. Si la baie orientale est susceptible de remonter au XIIe siècle, elle a perdu toute décoration. La corniche moulurée résulte de la même campagne de travaux que les piles du clocher et les chapiteaux doriques. On la trouve aussi au sud de la dernière travée du chœur, qui n'est pas flanquée d'un collatéral. Pas seulement la corniche y a été refaite, mais aussi la fenêtre, qui est en anse de panier. Tout ce qui reste du Moyen Âge est un mascaron en haut à droite, près de l'angle du mur. Plus intéressant est le chevet du vaisseau central et du collatéral sud. Les angles du vaisseau central sont cantonnés de deux contreforts orthogonaux, qui sont de faible hauteur, comme c'est la règle aux débuts du voûtement d'ogives. Ils se retraitent deux fois grâce à un fruit, et s'amortissent par un glacis pentu. À l'angle sud-est, ils ont été refaits lors d'une restauration. À l'angle nord-est, ils sont englobés dans un contrefort autrement élevé, qui monte jusqu'à mi-hauteur du pignon commun monté lors de la construction du collatéral nord. La baie d'axe du chœur de la fin des années 1140 est à double ébrasement, et surmontée d'un bandeau doublement biseauté en forme de sourcil. Ce devait aussi être le décor de la baie orientale de l'ancienne absidiole. L'architecte du collatéral nord était soucieux d'apporter une décoration plus aboutie : la baie orientale, en plein cintre, y est surmontée d'une archivolte torique en arc brisé, et retombe sur deux tailloirs, portés par des colonnettes en délit munies de chapiteaux de crochets. Quant au pignon, l'on peut noter qu'il est percé de deux hautes lancettes simples, destinées à l'aération des combles.
L'élévation septentrionale du collatéral nord paraît homogène, mais les deux fenêtres (il n'y en a pas dans la première travée) sont peut-être les seuls éléments qui subsistent de la période de construction, pendant la seconde moitié du XIIe siècle. Y compris à l'angle nord-est du chevet, les contreforts sont globalement du même type que ceux de la façade. Les larmiers présents sur les trois faces ne se répandent qu'après les premières années du XIIIe siècle, et à moins de rajeunir autant la construction du collatéral, qui se caractérise pourtant par des baies en plein cintre, de hauts tailloirs et des chapiteaux trapus, il faut considérer ces contreforts comme des apports de la fin du XVe siècle. Ils se rattacheraient ainsi à la campagne de construction des voûtes. La corniche paraît, quant à elle, résolument romane, et ne cadre pas avec les chapiteaux déjà nettement gothiques visibles à l'intérieur. Comme déjà évoqué, Dany Sandron estime qu'elle subsiste d'un édifice précédent, et plus concrètement, l'on peut imaginer que les dix-huit modillons proviennent des murs latéraux de la dernière travée du chœur et du croisillon nord. Leur espacement irrégulier va dans le sens de l'idée d'un réemploi. Parmi les motifs, l'on recense cinq têtes grimaçantes, deux têtes humaines, deux fleurs à quatre pétales, mais aussi des moulures ou motifs abstraits simples. Une petite porte bouchée est visible en dessous de la fenêtre de la deuxième travée. La porte d'allure flamboyante au début de la première travée est une création des restaurateurs de la fin du XXe siècle. C'est probablement eux qui ont englobé trois consoles dans le mur, qui devaient être destinées à supporter une panne de la charpente. L'une est sculptée d'une torsade, l'autre d'une tête de monstre.

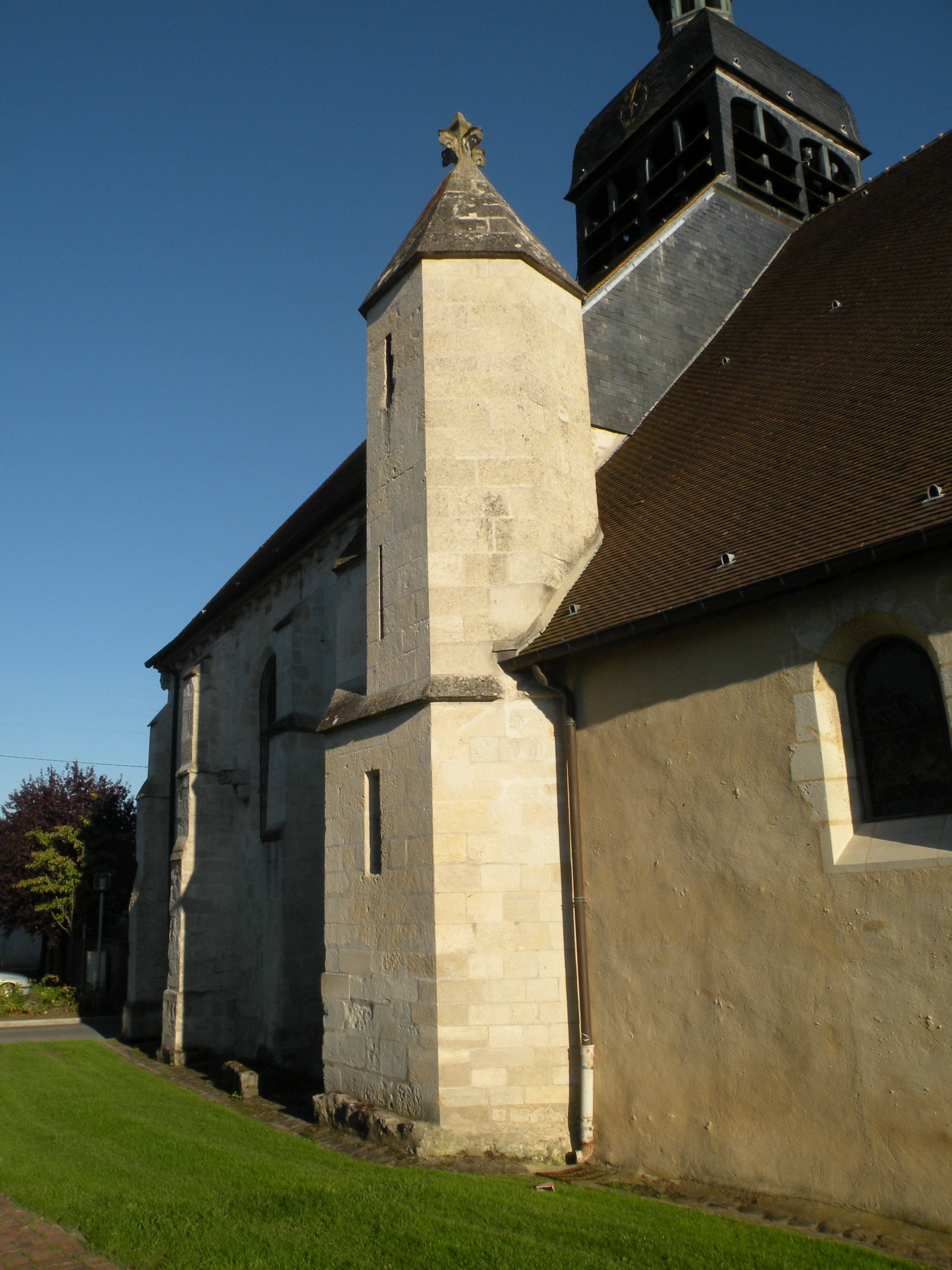
Tourelle d'escalier au nord.
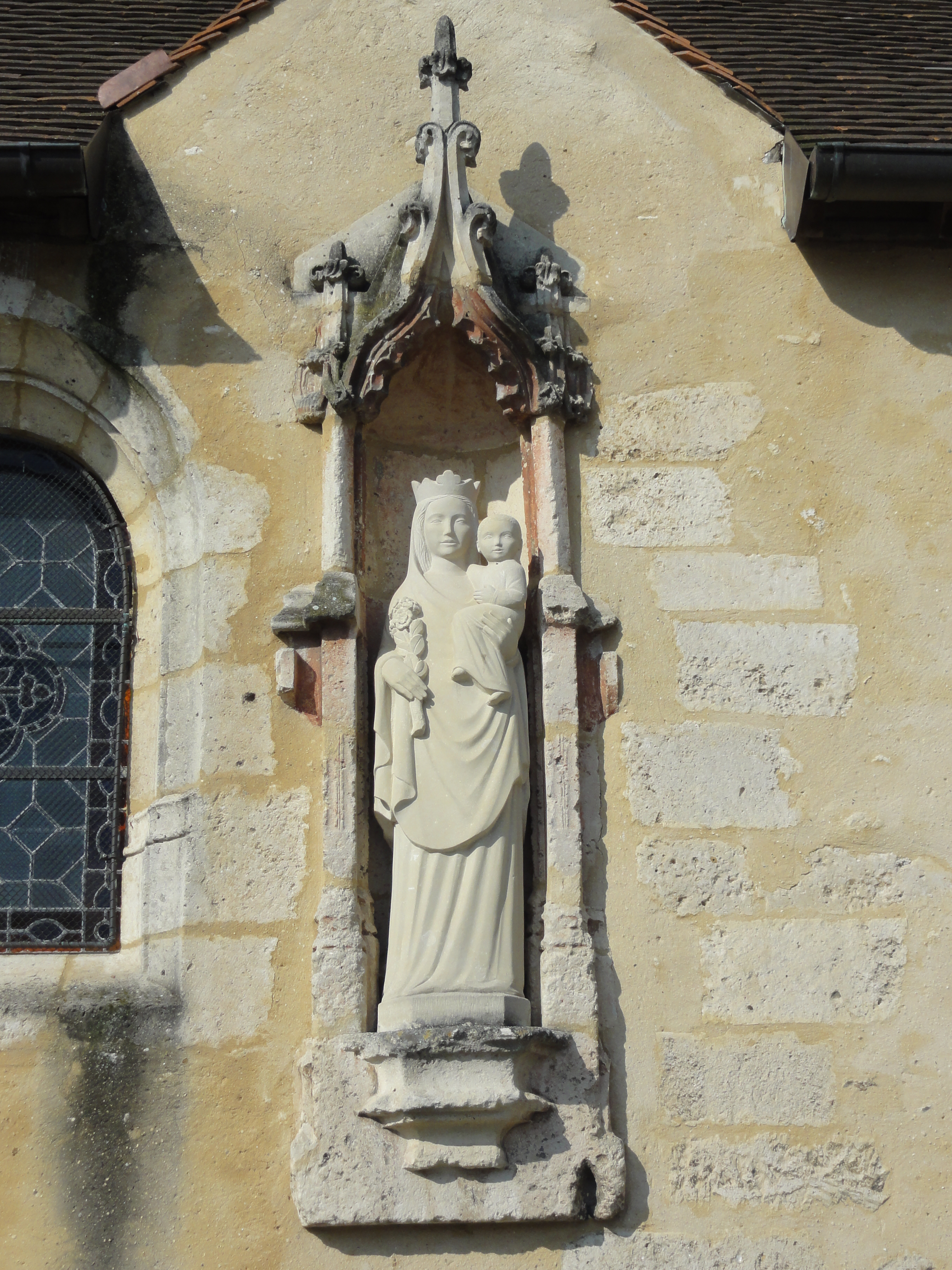
Niche à statue avec dais flamboyant au sud.
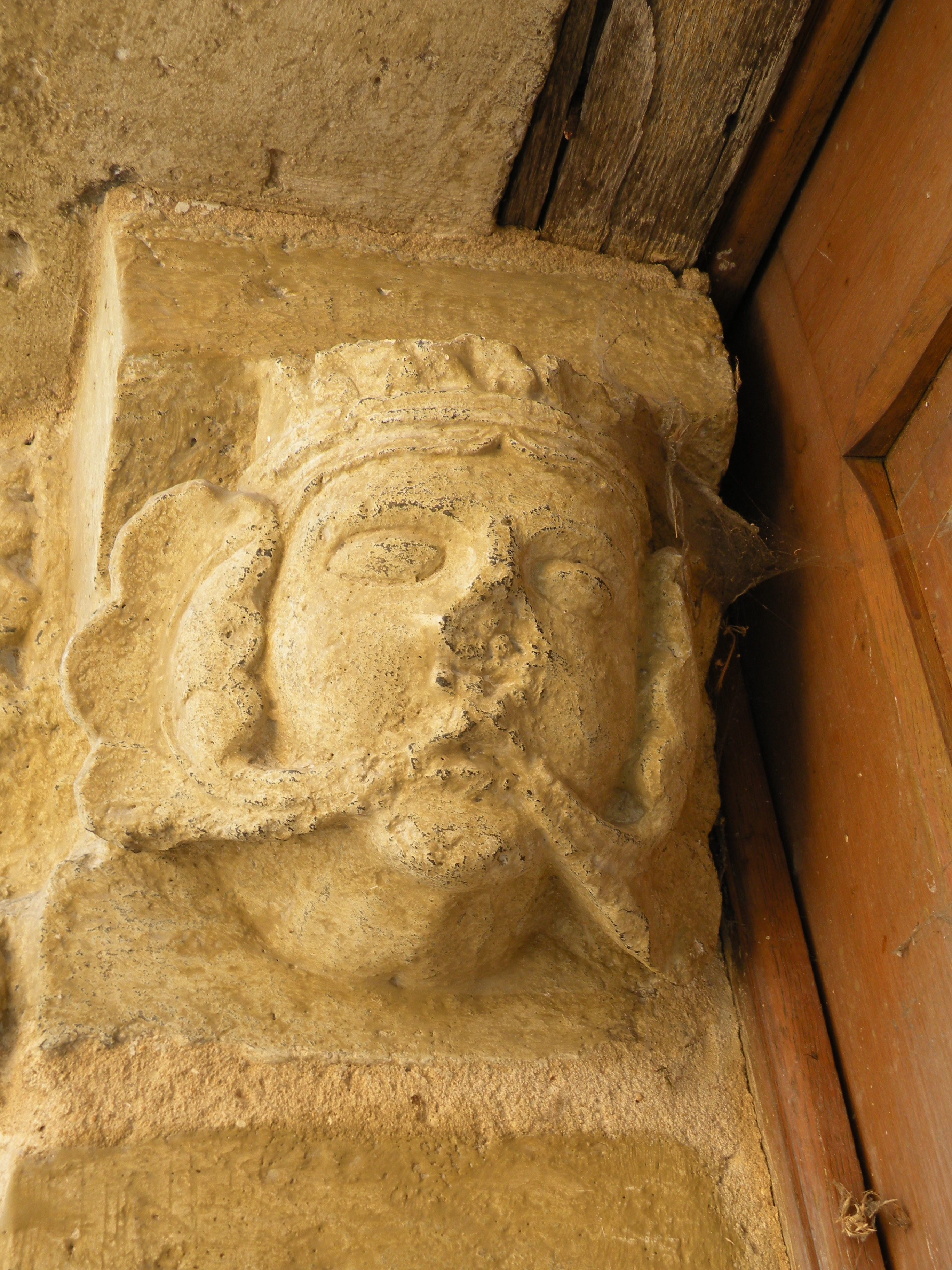
Console du portail sud.
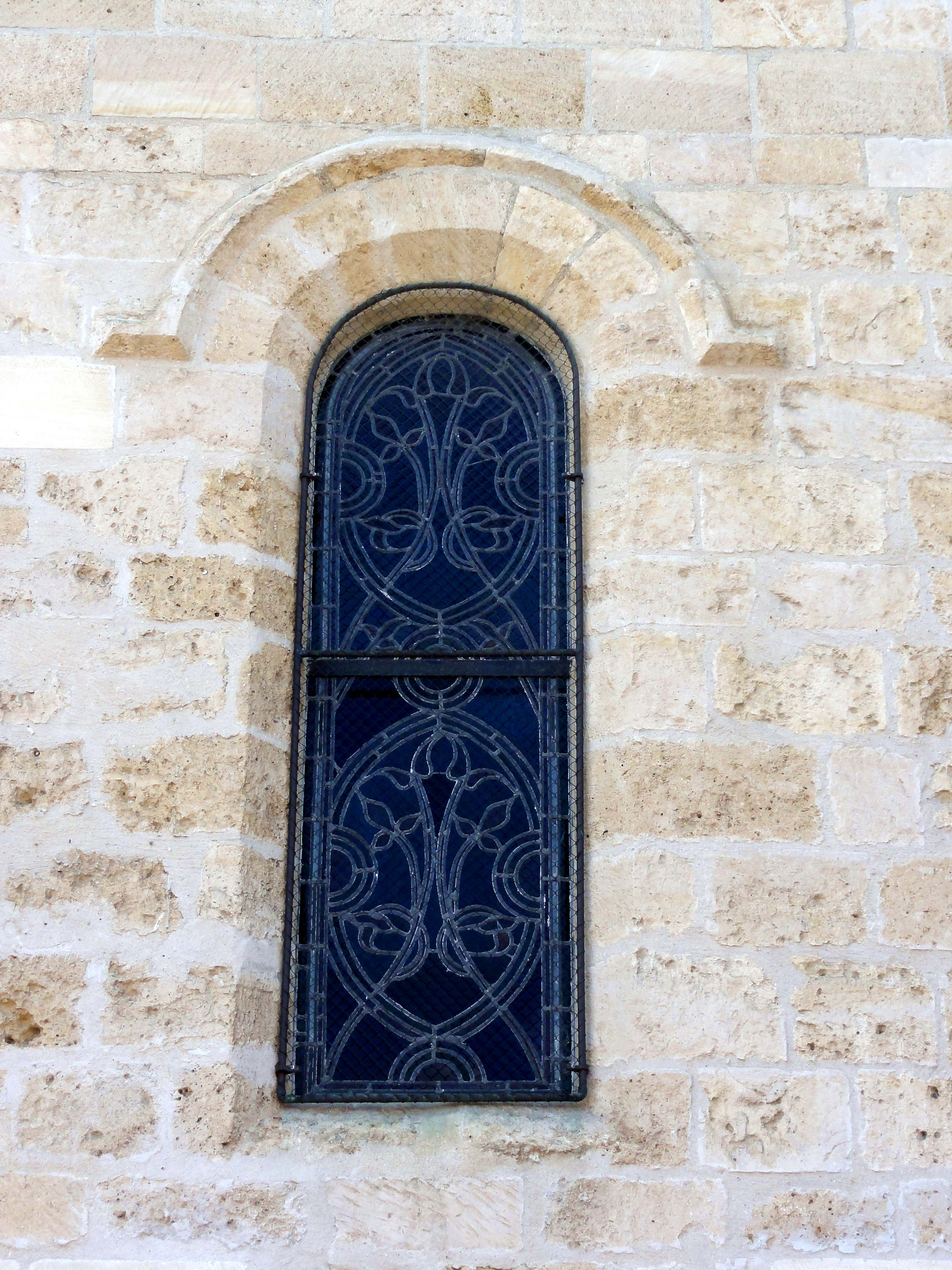
Baie d'axe du chœur.
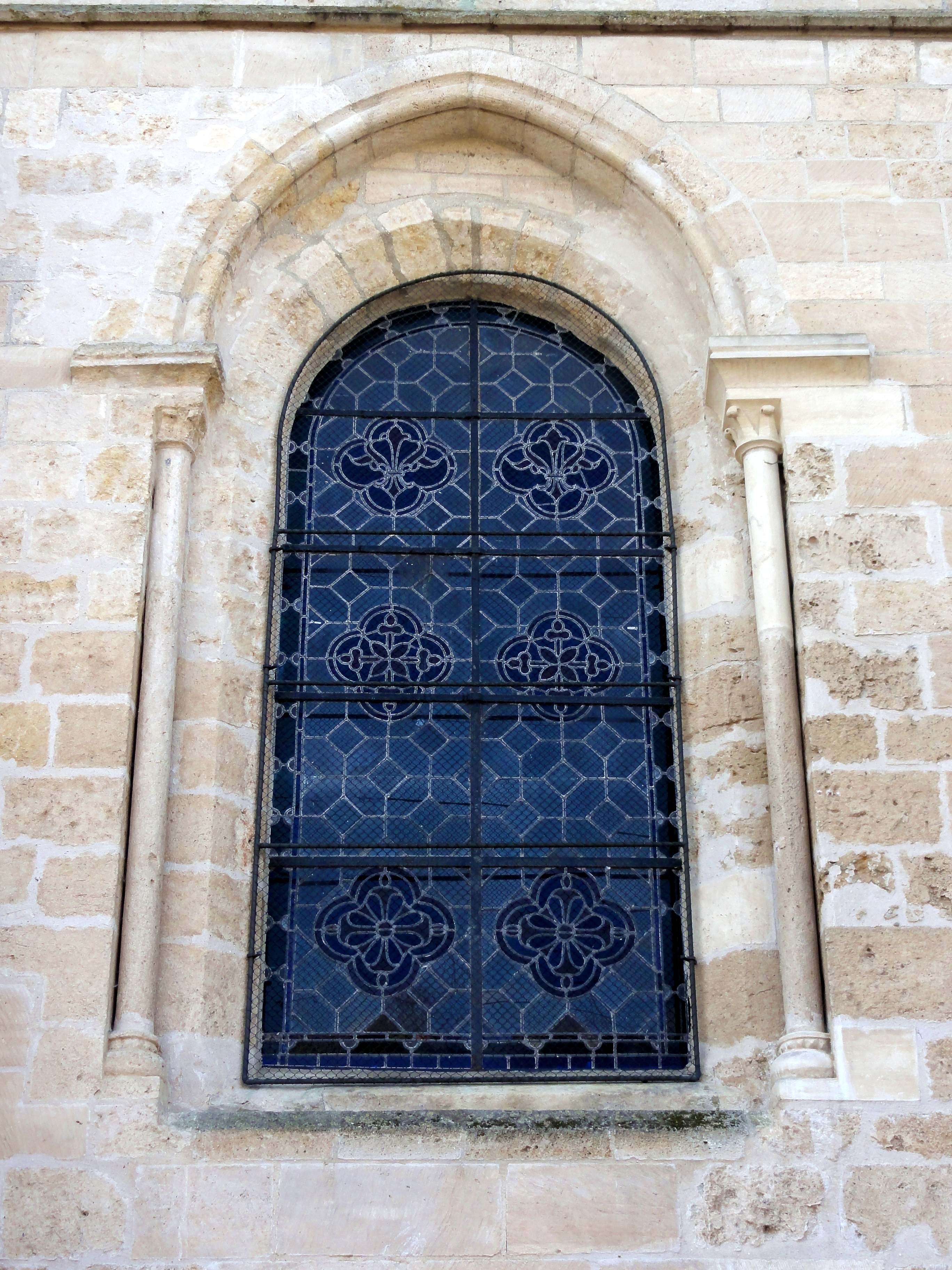
Baie au chevet du collatéral nord.
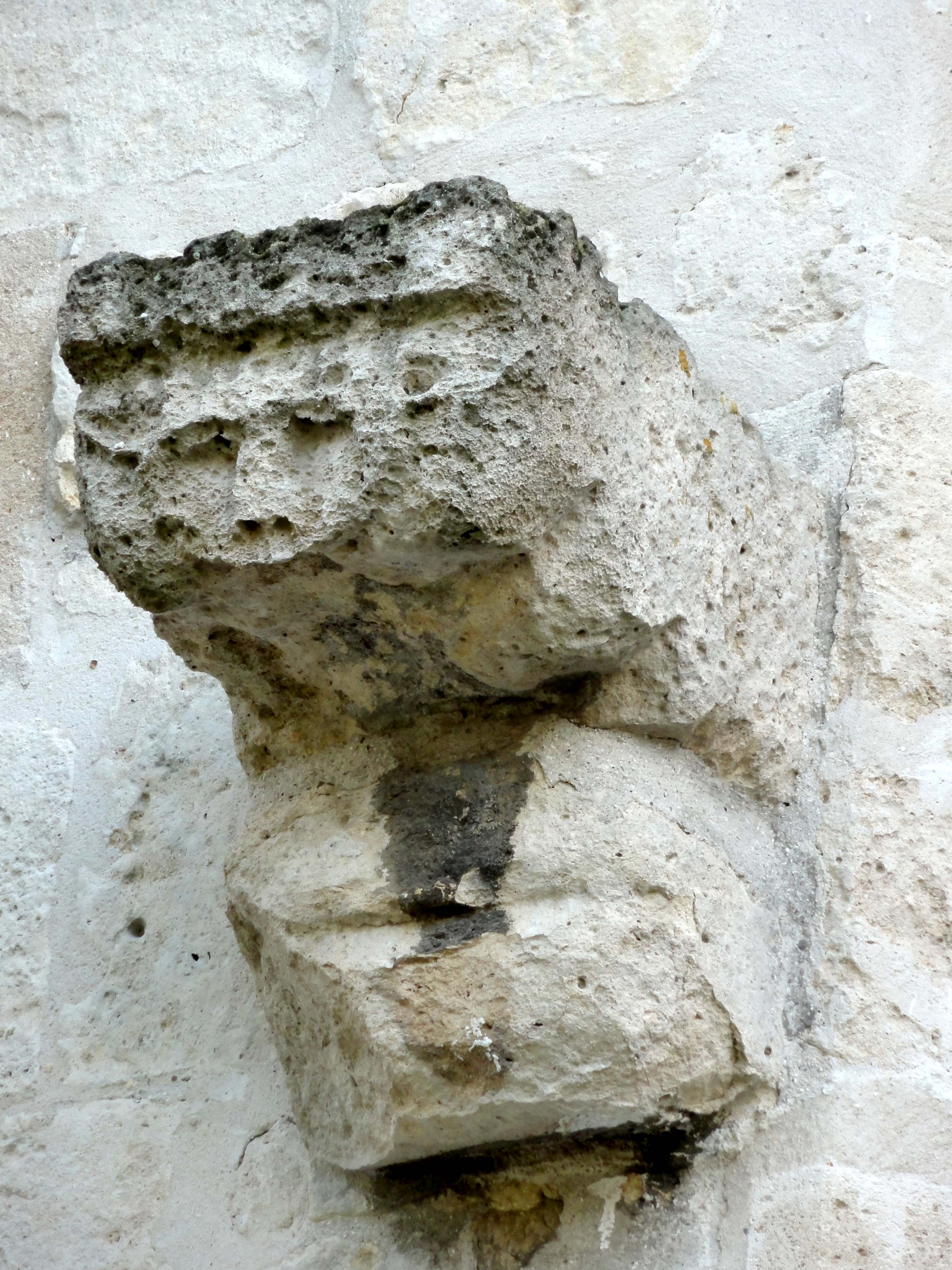
Console romane au nord.

## Mobilier

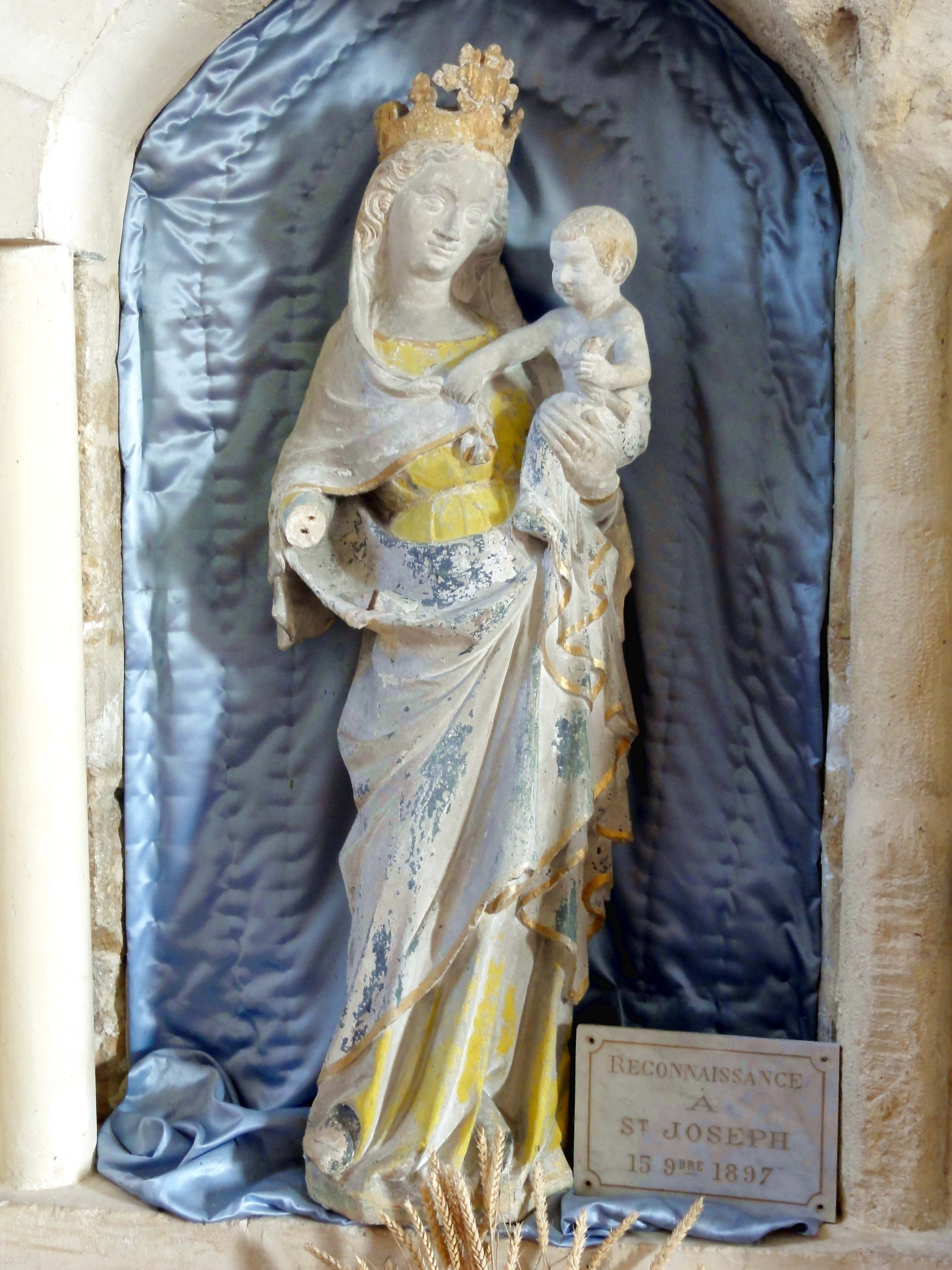
Vierge à l'Enfant.

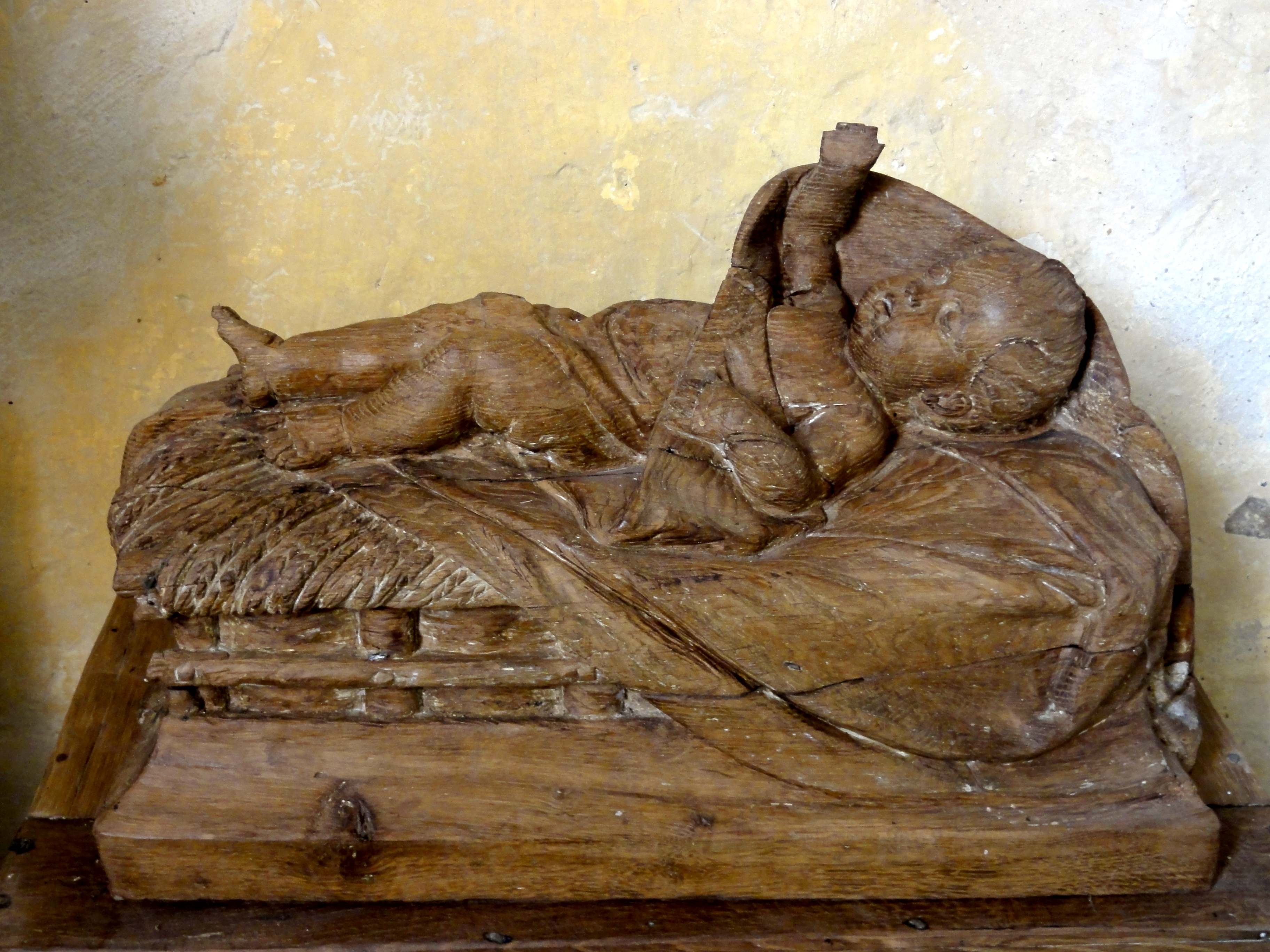
L'Enfant Jésus.

Parmi le mobilier de l'église, uniquement la Vierge à l'Enfant en pierre du second quart du XIVe siècle est classée monument historique au titre objet depuis novembre 1908. Elle mesure 132 cm de hauteur. Son revers est plat. La Vierge est représentée debout, dans une posture déhanchée caractéristique de l'époque. Elle porte l'Enfant sur son bras gauche. Coiffée d'une haute couronne, elle porte une robe serrée à la taille par une ceinture et un manteau. L'Enfant, torse nu, tient un oiseau dans sa main gauche et joue avec le manteau de sa mère de sa main droite. Par sa facture, la Vierge de Bornel peut se rattacher à un important groupe de Vierges dans le département de Seine-et-Marne. La polychromie d'origine, longtemps cachée par un badigeon blanc, a été remise au jour. Elle n'est plus que résiduelle, et basée sur le jaune et le bleu, ainsi que l'or pour la couronne et les bordures des vêtements. La main droite de la Mère manque. L'emplacement actuel de la Vierge n'est pas celui d'origine, qu'il faut chercher au chevet de la chapelle de la Vierge, dans le collatéral nord.
Parmi le reste du mobilier, plusieurs éléments sont dignes d'intérêt, mais l'on manque de renseignements à leur égard. L'on peut notamment signaler :
- Le tambour de porte du portail occidental est décoré de deux pilastres ioniques cannelés supportant un entablement à denticule. Le tambour du portail latéral sud est semblable, mais n'a pas d'entablement.
- Au début du bas-côté sud, derrière la grille des fonts baptismaux, est placée une Nativité, copie plus ou moins fidèle de La Nativité du Val de Grâce de 1665 de Michel Anguier. La Vierge Marie et saint Joseph sont représentés adorant l'Enfant Jésus placé dans sa crèche. Les statues de Marie et Joseph sont assemblées de plusieurs morceaux de bois et peintes (repeints ultérieurs). L'Enfant Jésus est bien conservé.
- La porte de la sacristie est pourvue d'un décor somptueux, où l'on retrouve les pilastres ioniques cannelés et l'entablement à denticules du tambour de porte. S'y ajoutent deux consoles latérales, qui ne supportent rien, et sont surmontées chacune d'une tête d'enfant sculptée en demi-relief, et un fronton dont les rampants s'accompagnent de volutes, et qui est couronné d'un crucifix.
- Le petit tabernacle baroque de la chapelle de la Vierge est richement sculpté de deux volutes qui garnissent les angles, de deux têtes de chérubin en haut, et d'un bas-relief représentant l'Agnus Dei allongé sur le livre aux sept sceaux et entouré de rayons de lumière, sur la porte.
- Une statue en pierre polychrome fortement mutilée, sans tête ni mains, est placée sous la première arcature du collatéral nord.
- Un grand Christ en croix en bois et terre cuite (œuvre de la manufacture de Vendeuvre-sur-Barse), suspendu sous l'arc-doubleau ouvrant dans la dernière travée du chœur, subsiste sans doute de l'ancienne poutre de gloire. Aux quatre extrémités du crucifix, les médaillons sous la forme de quatre-feuilles et représentant les quatre symboles du Tétramorphe sont particulièrement bien conservés. L'œuvre a récemment bénéficié d'une restauration.
- L'on ne voit pas les deux statues en bois polychrome du XVe siècle retrouvées dans les combles lors de la restauration, et signalées par Dany Sandron. L'une représente saint Antoine le Grand, reconnaissable grâce au cochon, son principal attribut, et l'autre un pape sans attribut, probablement saint Pierre[4].

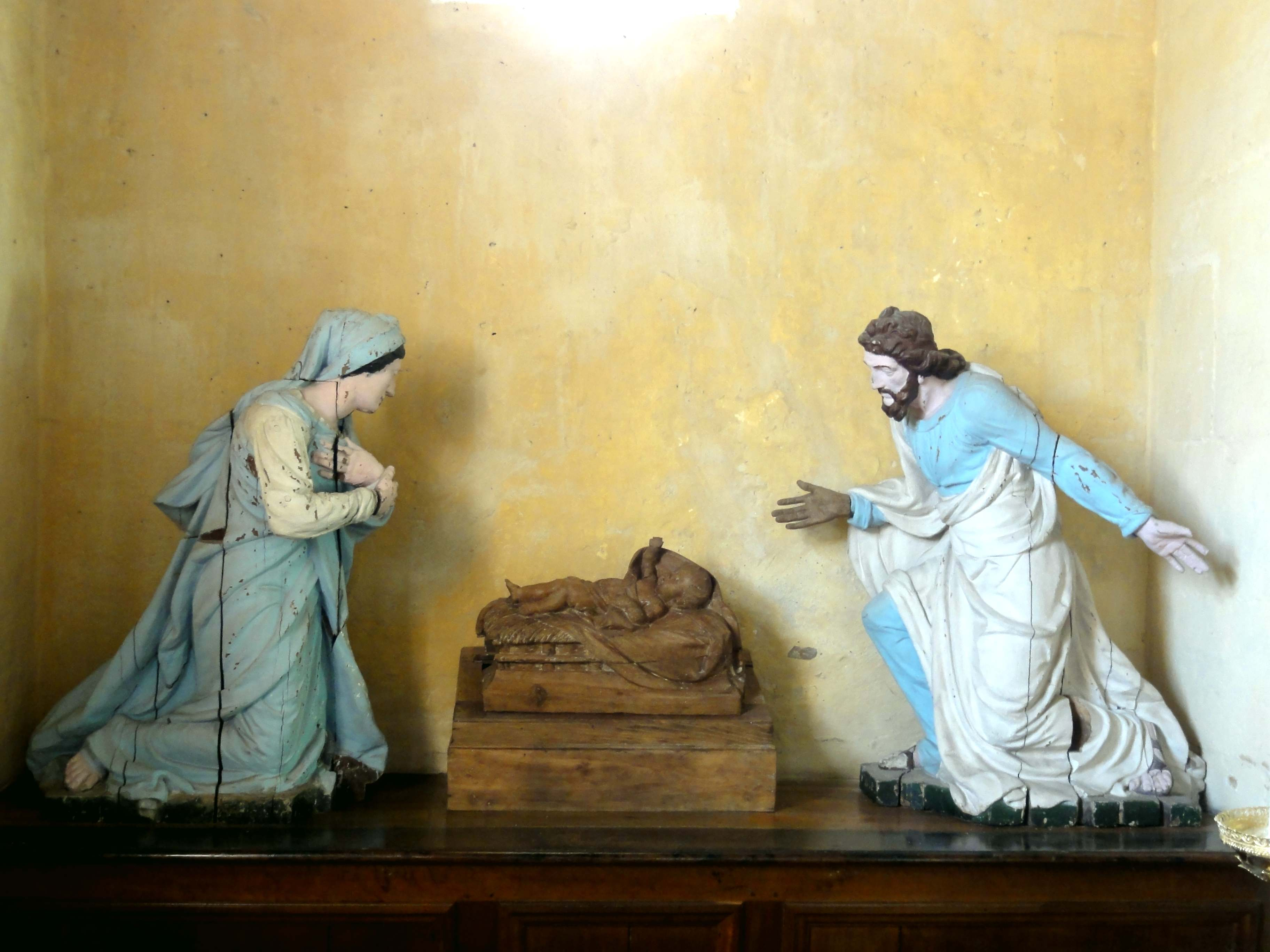
La Sainte Famille.
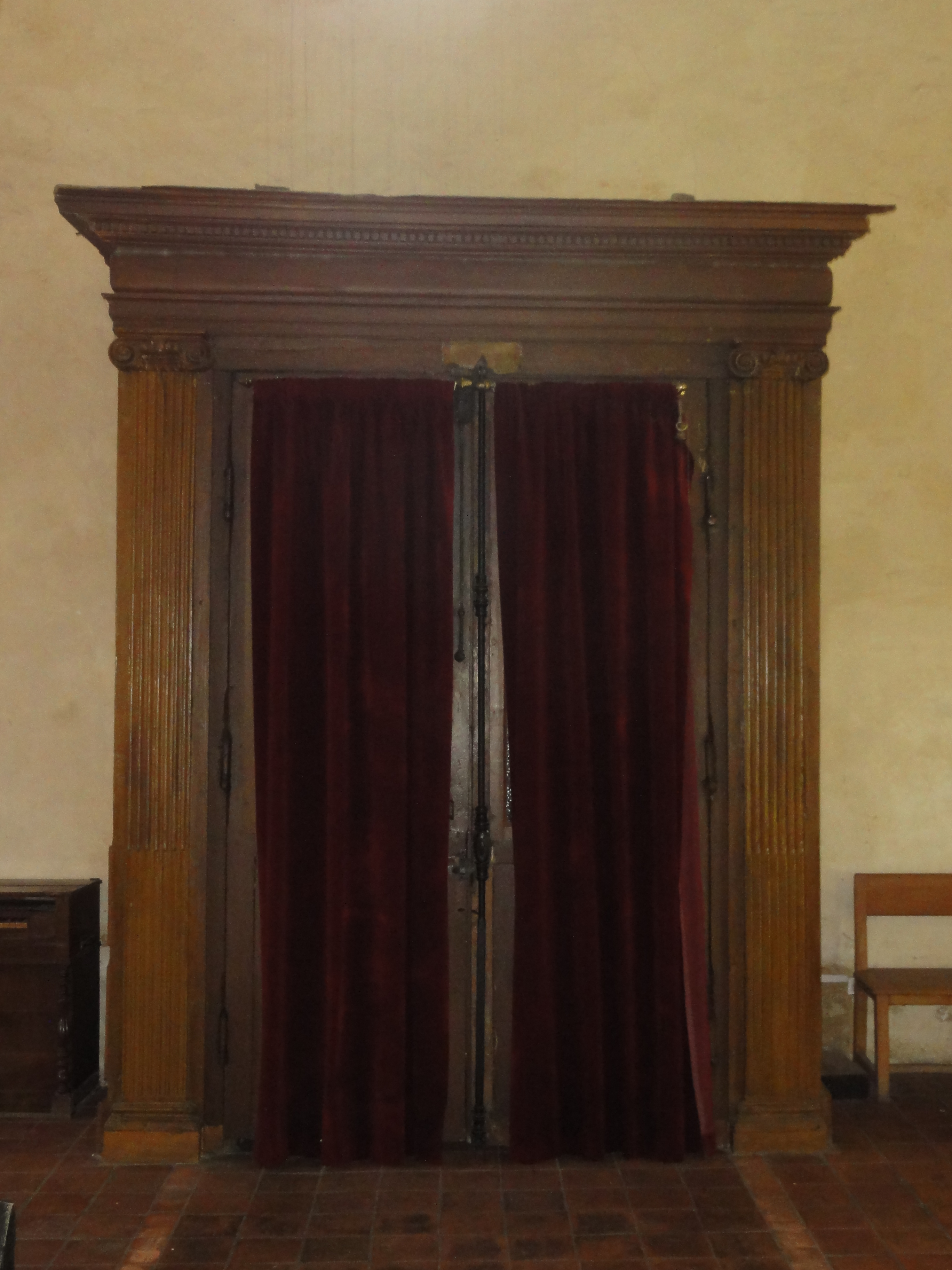
Tambour de porte.
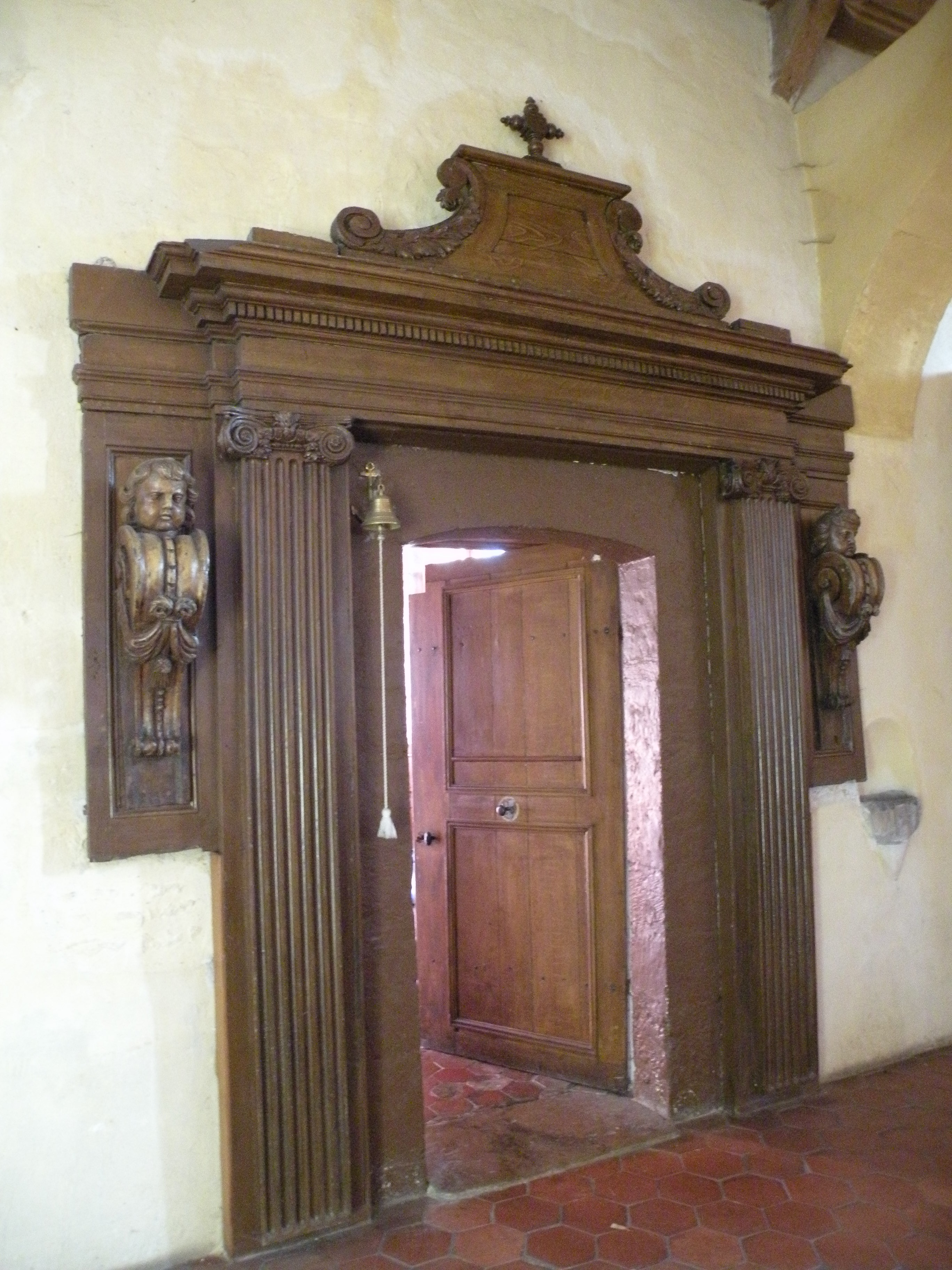
Porte de la sacristie.
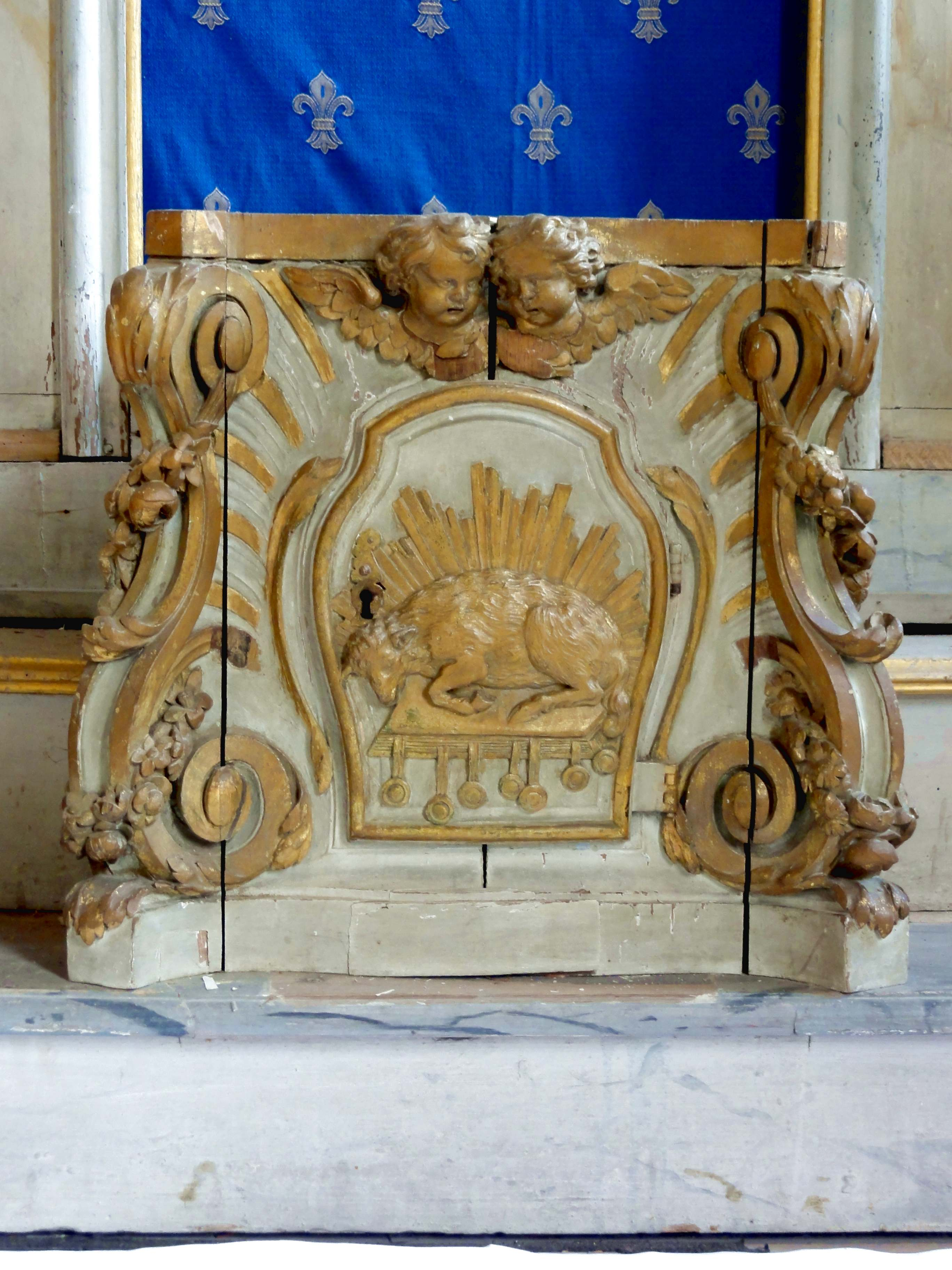
Tabernacle.
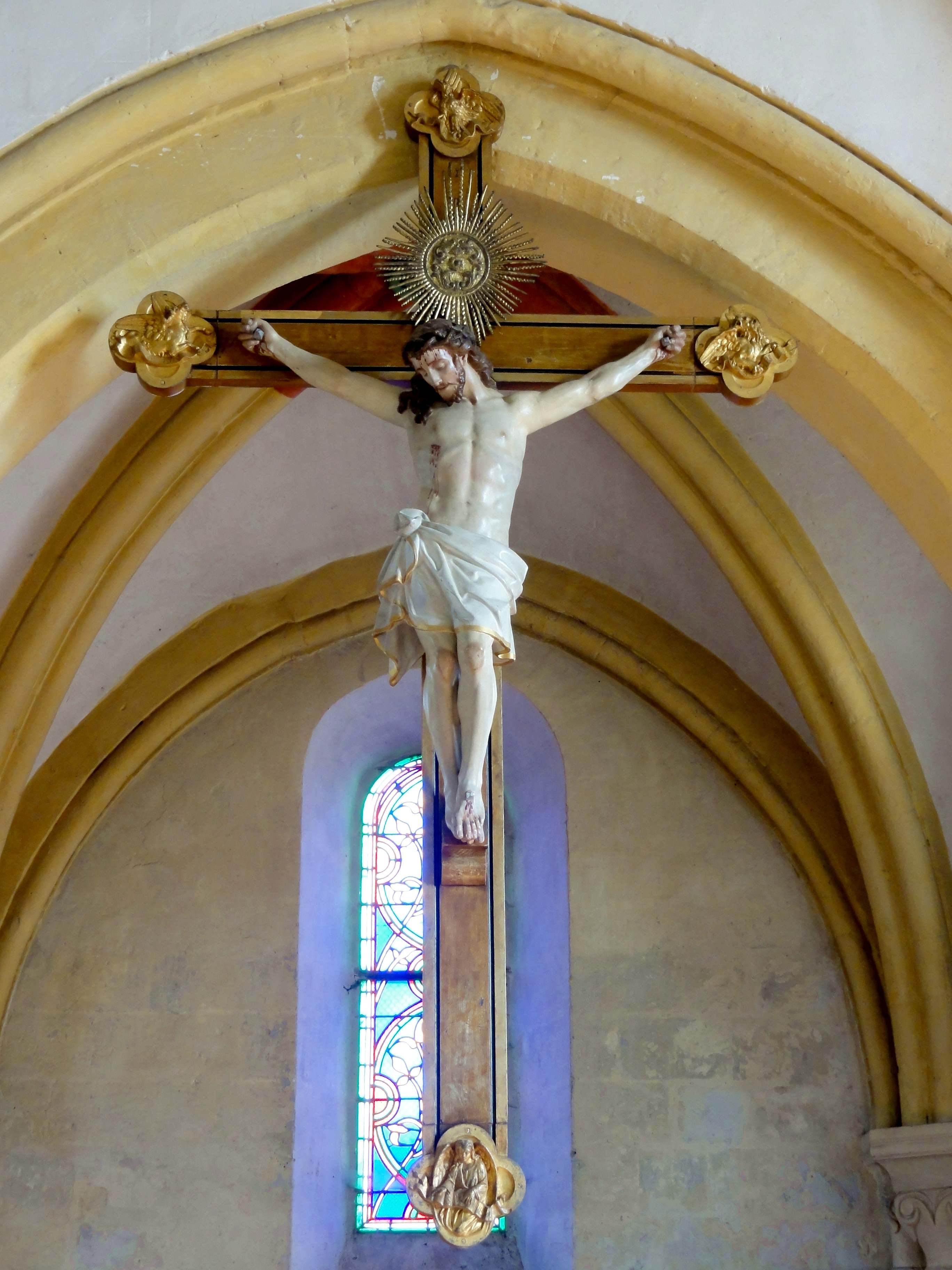
Christ en croix.
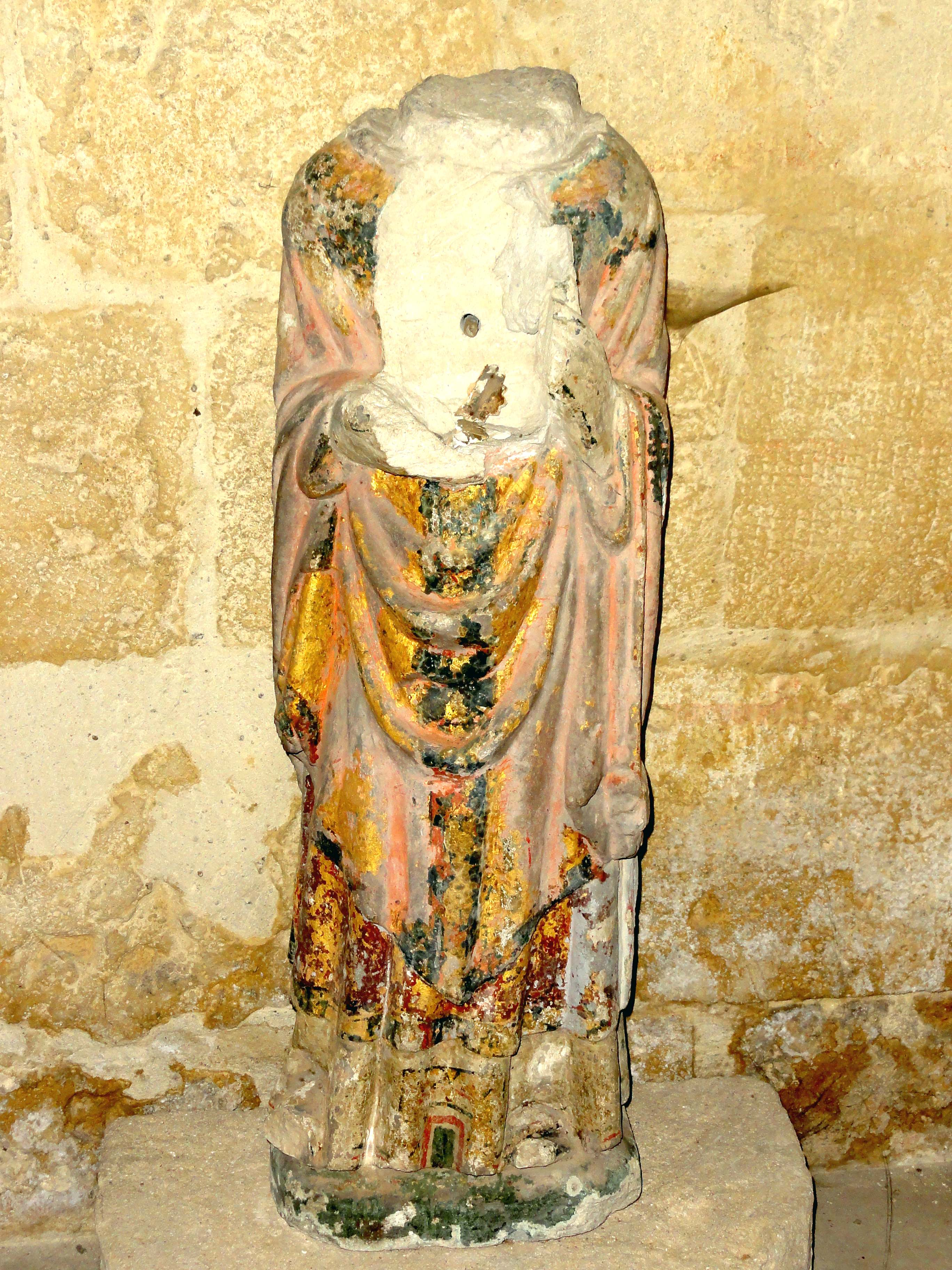
Statue mutilée.